# Coupe du monde de football 2022
Pour les articles homonymes, voir Coupe du monde 2022.
Navigation
Russie 2018 Canada–États-Unis–Mexique 2026
La Coupe du monde de football 2022 est la 22e édition de ce tournoi quadriennal. Organisée par la FIFA, elle se déroule au Qatar du 20 novembre au 18 décembre 2022, jour de la fête nationale. Le tournoi n’est pas organisé lors des mois habituels, juin et juillet, en raison du climat et des trop fortes chaleurs régnant dans le pays organisateur à cette période. C'est le septième et dernier Mondial comptant 32 participants (depuis 1998). Il est remporté le 18 décembre par l'Argentine qui s'impose en finale aux tirs au but (3-3 après prolongation) face à la France. L'Albiceleste gagne ainsi sa troisième Coupe du monde après 1978 et 1986.
Cette coupe du monde fait l'objet d'un certain nombre de controverses. Son attribution au Qatar est contestée en raison de soupçons de corruptions à la FIFA. Dépourvu d'infrastructures sportives adaptées, l'État qatari doit engager de grands travaux de construction qui soulèvent de fortes critiques. Plus de 37 ouvriers étrangers trouvent la mort sur les chantiers du Mondial 2022 selon les sources gouvernementales, un chiffre que de nombreuses organisations et journalistes estiment fortement sous-évalué avec un nombre allant jusqu'à 6 500 morts.
Seule des trente-deux sélections nationales masculines qualifiées à faire sa première apparition dans la Coupe du monde, le Qatar (qui était qualifié d'office en tant que pays hôte) est éliminé au premier tour après avoir perdu ses trois rencontres. Championne d'Europe en titre, l'Italie est absente après son élimination en barrages face à la Macédoine du Nord. L'invasion de l'Ukraine par le pays en février 2022 entraîne l'exclusion de la Russie alors engagée dans ces mêmes barrages.
Le premier tour de la phase finale de la compétition est marqué par les qualifications du Japon aux dépens de l'Allemagne, et du Maroc, premier d'un groupe qui voit la Belgique (troisième en 2018) quitter prématurément le tournoi. Plusieurs victoires de prestige sont à signaler : l'Arabie saoudite sur l'Argentine (2-1), la Tunisie face à la France (1-0) et le Cameroun contre le Brésil (1-0), toutes trois ne permettant cependant pas à ces équipes de se qualifier pour les huitièmes de finale.
Finaliste de la précédente édition, la Croatie passe les huitièmes de finale aux tirs au but contre le Japon avant d'éliminer le Brésil de la même manière en quart de finale. Guidée par Lionel Messi, l'Argentine domine l'Australie (2-1) en huitièmes puis, au tour suivant, résiste à une égalisation de dernière minute des Pays-Bas (2-2 à la fin du temps règlementaire) en sortant vainqueur de la séance de tirs au but. Dans l'autre partie du tableau, la France (tenante du titre) atteint le dernier carré après une large victoire sur la Pologne (3-1) et un succès difficile contre l'Angleterre (2-1). Elle y est opposée au Maroc qui, après avoir éliminé l'Espagne aux tirs au but, puis le Portugal au tour suivant (1-0), devient la première équipe africaine à atteindre les demi-finales d'une Coupe du monde. L'Argentine bat la Croatie 3-0 et la France la rejoint en finale en prenant le meilleur sur le Maroc 2-0.
En finale, l'Argentine, dominatrice, prend un avantage de deux buts en première mi-temps et semble avoir le match bien en main, lorsqu'à dix minutes de la fin du temps règlementaire, Kylian Mbappé marque deux buts en quatre-vingt-dix-sept secondes pour ramener la France à égalité. La rencontre s'emballe et s'équilibre, chaque équipe ayant l'occasion de faire la différence. En deuxième période de prolongation, l'Argentine reprend l'avantage par Lionel Messi, mais la France égalise à nouveau sur un penalty de son attaquant parisien. Le score final est de 3 à 3, et pour la troisième fois de l'histoire, une Coupe du monde se joue aux tirs au but. L'Argentine fait un sans-faute au cours de la séance (4-2) et remporte son troisième titre mondial. Lionel Messi, auteur de deux des trois buts argentins, est le capitaine qui soulève le trophée. Il gagne aussi le Ballon d'or du meilleur joueur du tournoi, tandis que ses coéquipiers Enzo Fernandez et Emiliano Martínez sont également distingués (respectivement meilleur jeune et meilleur gardien de but). Kylian Mbappé, auteur d'un triplé rarissime en finale, remporte le Soulier d'or du meilleur buteur (8 buts).

## Préparation de l'événement

### Désignation du pays organisateur
| Fédérations candidates | 1er tour | 2e tour | 3e tour | 4e tour |
| ---------------------- | -------- | ------- | ------- | ------- |
| Qatar                  | 11       | 10      | 11      | 14      |
| États-Unis             | 3        | 5       | 6       | 8       |
| Corée du Sud           | 4        | 5       | 5       | -       |
| Japon                  | 3        | 2       | -       | -       |
| Australie              | 1        | -       | -       | -       |
| Total des votes        | 22       | 22      | 22      | 22      |

Cinq pays sont candidats pour l'organisation de la Coupe du monde 2022 : l'Australie, le Japon, le Qatar, la Corée du Sud et les États-Unis.
Le Qatar est officiellement désigné comme pays hôte le 2 décembre 2010. En choisissant ce petit pays du Moyen-Orient, la FIFA continue à diversifier la géographie des pays organisateurs, après avoir opté pour l'Asie en 2002 (Japon-Corée du Sud), l'Europe en 2006 (Allemagne), l'Afrique en 2010 (Afrique du Sud), l'Amérique du Sud en 2014 (Brésil), puis à nouveau l'Europe et l'Asie en 2018 (Russie).
État pétrolier, mais surtout premier exportateur mondial de gaz naturel liquéfié, l'émirat mise tout sur sa puissance financière et son positionnement géographique, au centre d'un marché télévisuel qu'il estime à près de 3,2 milliards de téléspectateurs.

### Suspicion de corruption

Logo de la candidature du Qatar.

Une enquête est ouverte par la FIFA sur les conditions d'attribution des Mondiaux 2018 en Russie et 2022 au Qatar à la suite des accusations de corruption des membres de la Fédération qui ont voté le 2 décembre 2010 pour le Qatar et la Russie. Le 3 décembre 2010, au lendemain de l'attribution de la compétition au Qatar, des accusations de corruption sont lancées par le Sunday Times puis par la BBC. The Sun fait sa une en affichant « Truqué ! », The Times écrit quant à lui que « le système de désignation des pays hôtes de la Coupe du monde est atrocement corrompu. »
En mai 2011, le président de la CONCACAF (du football aux Amériques), Jack Warner, ainsi que le président de l'AFC (du football en Asie), le Qatarien Mohammed Bin Hammam, sont arrêtés à la suite des déclarations à la justice américaine de Chuck Blazer, secrétaire général de la CONCACAF. Warner est accusé d'avoir organisé, à la demande de Bin Hammam, une réunion avec les autres membres de la CONCACAF, au cours de laquelle Bin Hammam aurait donné 40 000 dollars en l'échange de leur voix lors de l'élection du futur président de la FIFA. C'est à la suite de cette affaire que le FBI va enquêter sur les affaires de corruption à la FIFA et donc sur l'attribution de l'organisation de la Coupe du Monde 2022.
Ce choix du Qatar est vivement critiqué, notamment par le président américain Barack Obama, indiquant qu'il s'agit selon lui d'une « mauvaise décision ». L'État du Qatar est aussi le pays organisateur le moins peuplé à ce jour, après l'Uruguay en 1930. De plus, il n'a jamais participé à une Coupe du monde de football et est classé 101e au classement FIFA de février 2013. Bien qu'ayant vocation à être démontés à la fin de la compétition et remontés dans des pays en développement, les stades sont aussi sujet à controverse à cause de leur impact environnemental. Ils seront en effet totalement fermés et climatisés, la température moyenne au Qatar pouvant atteindre les 50 °C en été. Les critiques de corruption justifiant le choix qatarien se répandent dans la presse dès 2010. L'Américaine Pheadra Almajid, qui était attachée de presse du comité de candidature qatarien, affirme que le président du comité qatari a versé à trois membres africains du comité exécutif de la FIFA (chargé de l'attribution de l'organisation de la Coupe du monde) 1,5 million de dollars chacun, en échange de leurs votes pour la candidature du Qatar, lors du congrès de la CAF en janvier 2010. Ce congrès aurait de plus été financé, à hauteur de 1,8 million de dollars, par le comité de candidature qatarien, selon le rapport Garcia publié en 2014.
En janvier 2013, la polémique rebondit en France avec la publication dans le bi-hebdomadaire France Football d'une enquête intitulée « Qatargate » reprenant les propos de Guido Tognoni comparant la FIFA à « une petite mafia ». Le journaliste Éric Champel, qui a suivi l'affaire pour France Football, pointe les failles du système et déclare que « l'éthique a été plusieurs fois bafouée par le Qatar dans la façon dont il a obtenu la Coupe du Monde 2022 ». En mai 2014, dans une interview accordée à la télévision suisse, Sepp Blatter reconnaît que le fait d'avoir accordé au Qatar l'organisation du Mondial 2022 était une erreur en précisant que « c'était la volonté politique, aussi bien en France, qu'en Allemagne. […] De grandes entreprises françaises et allemandes interviennent au Qatar, vous savez. »
En 2013, l'hebdomadaire France Football et le mensuel So Foot évoquent une réunion secrète à l'Élysée qui aurait été organisée le 23 novembre 2010, soit une dizaine de jours avant le vote de la FIFA, entre Nicolas Sarkozy, alors président de la République, Tamim ben Hamad Al Thani, prince du Qatar, Michel Platini, président de l'UEFA, ainsi que Sébastien Bazin, représentant de Colony Capital, alors propriétaire du Paris Saint-Germain. Le cheikh Hamad Ben Jassem, Premier ministre et ministre des Affaires étrangères, Claude Guéant, secrétaire général de l'Élysée, tout comme Sophie Dion, conseillère de Nicolas Sarkozy chargée des sports, font également partie des protagonistes de ce déjeuner selon la justice française. Le journal France Football écrit :

« Au cours de cette réunion, il a tour à tour été question du rachat du Paris Saint-Germain par les Qatariens (devenu effectif en juin 2011), d'une montée de leur actionnariat au sein du groupe Lagardère, de la création d'une chaîne de sport (la future BeIn Sports) pour concurrencer Canal+ — que Sarkozy voulait fragiliser —, le tout en échange d'une promesse : que Platini (président de l'UEFA) ne donne pas sa voix aux États-Unis, comme il l'avait envisagé, mais au Qatar. »

Sepp Blatter, président du comité d'éthique sur les conditions d'attribution, déclare à l'hebdomadaire allemand Die Zeit : 

« Des chefs de gouvernement européens ont conseillé à leurs membres qui pouvaient voter de se prononcer pour le Qatar, parce qu'ils étaient liés à ce pays par des intérêts économiques importants. »

 Il accuse en particulier le gouvernement français. Il évoque « un arrangement diplomatique » qui aurait dû aboutir à l'attribution des éditions 2018 et 2022 à la Russie et aux États-Unis. Selon lui, « l'interférence gouvernementale de [Nicolas] Sarkozy » aurait annulé cet arrangement. Nicolas Sarkozy a nié être intervenu dans ce processus.
Michel Platini démentira certaines informations, et en minimisera d'autres. On évoque également des tensions entre Sepp Blatter et Michel Platini, tous deux candidats probables au poste de président de la FIFA en 2015.
Fin 2013, le quotidien L'Équipe affirme que la FIFA pourrait retirer l'organisation du mondial au Qatar, pour la confier finalement aux États-Unis sans refaire un nouveau vote, ce qui enfreindrait le règlement de la FIFA qui stipule que si un membre votant est corrompu, alors les attributions des deux coupes du monde 2018 et 2022 devront être remises en cause puisque les mêmes membres ont voté pour l'attribution des coupes du monde 2018 et 2022.
En mai 2014, le Sunday Times précise être en possession de milliers d'emails et d'autres documents qui attestent des versements d'argent présumés effectués par le Qatarien Mohammed Bin Hammam, alors membre du Comité exécutif de la FIFA et radié à vie en 2012 pour corruption. Ce que ce dernier dément, parlant lui de simples cadeaux tels que des montres de luxe.
Michael J. Garcia (en), ancien procureur fédéral américain nommé en juillet 2012 à la tête de la chambre d'instruction de la Commission d'éthique de la FIFA, est chargé d'enquêter sur l'attribution des Coupes du monde 2018 et 2022. En novembre 2014, le juriste Hans-Joachim Eckert (de), président de la chambre de jugement de la Commission d'éthique, relève dans le rapport Garcia des « comportements douteux » mais pas de quoi remettre en cause le processus d'attribution du Mondial au Qatar. Garcia qui voulait voir son rapport publié dans son intégralité, dénonce une présentation « erronée et incomplète » de son enquête et fait appel. En décembre 2014, l'appel de Garcia est rejeté, il démissionne.

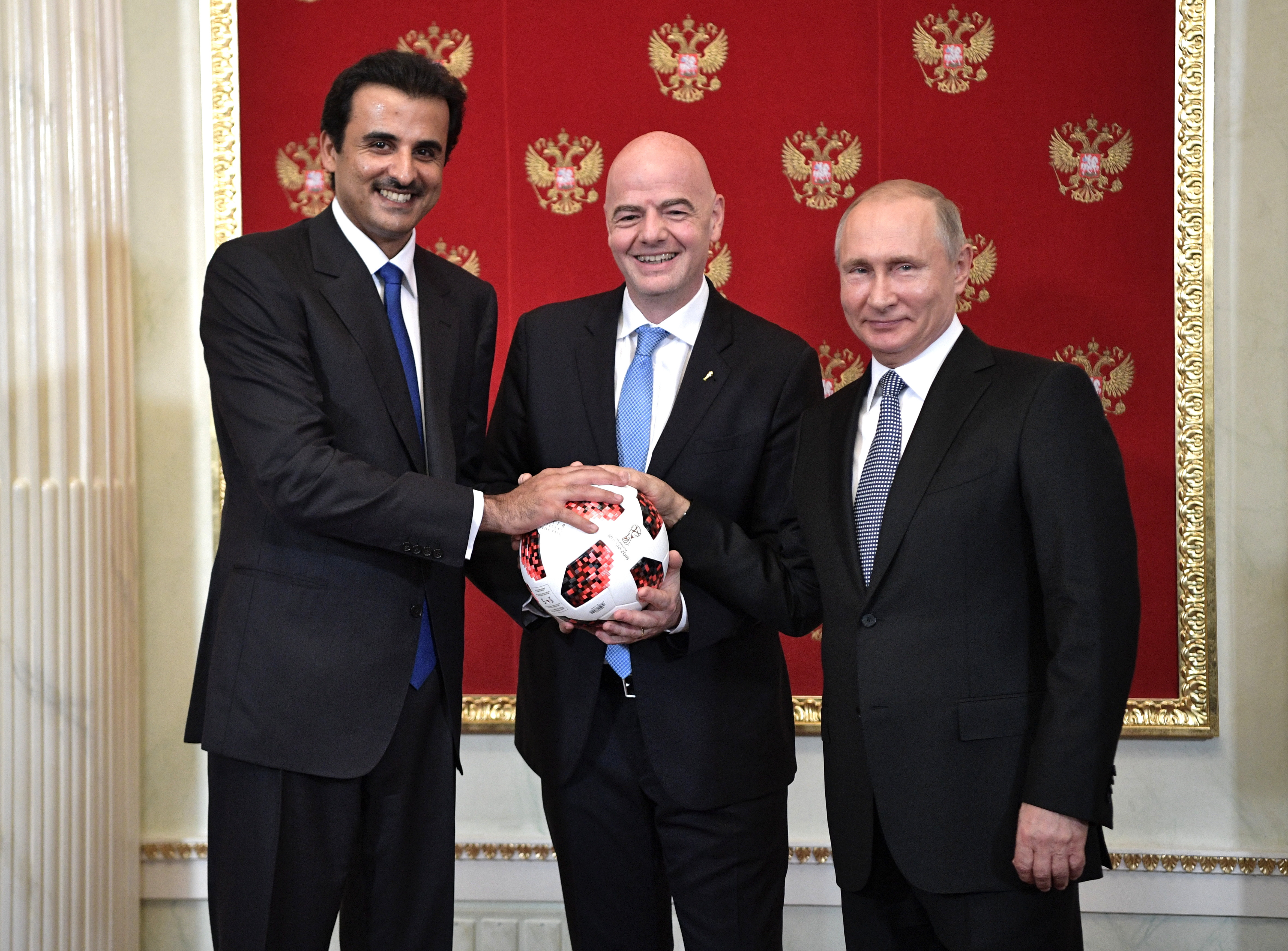
Le président russe Vladimir Poutine remettant symboliquement les droits d'organisation de la Coupe du monde 2022 à l'émir du Qatar Tamim bin Hamad Al Thani, en juin 2018.

En avril 2015, le Conseil de l'Europe demande à la FIFA la désignation d'un nouveau pays hôte pour la compétition.
En décembre 2017, le média mexicain Record estime que la FIFA pourrait retirer l'organisation du Mondial au Qatar en raison des répercussions potentielles de la crise diplomatique de juin 2017 entre l'émirat et ses voisins.
Dans le cadre de l'enquête menée par le Parquet national financier sur « des faits présumés de corruption active et passive de personne n’exerçant pas de fonction publique » à l'occasion de l'attribution de cette Coupe du monde, Michel Platini et Sophie Dion sont placés en garde à vue le 18 juin 2019 tandis que l'ancien secrétaire général de l’Élysée sous la présidence Sarkozy, Claude Guéant, est auditionné sous le statut de « suspect libre ».

### Le format en question
En 2018, la FIFA envisage la possibilité d'anticiper le passage du tournoi à 48 équipes prévu pour 2026 et de l'appliquer en 2022,. Mais elle renonce à cette idée dès le printemps 2019 en raison de trop grandes difficultés à surmonter pour modifier et adapter une organisation initialement prévue pour accueillir 32 équipes et non 48.

### Choix du logo

Logo alternatif de la Coupe du monde 2022.

Le logo officiel de la compétition est révélé par la FIFA le 3 septembre 2019. Son design :

« incarne les valeurs d'un événement qui connecte et unit le monde entier, en plus de rassembler des éléments qui évoquent la culture arabe et le football. Les ondulations de l'emblème font allusion aux dunes des déserts de sable si caractéristiques du pays hôte, tandis que sa forme est à la fois celle du chiffre huit — comme le nombre d'enceintes qui accueilleront la compétition — et celle du symbole de l'infini, qui vient souligner les innombrables interconnexions qu'implique la compétition. Reprenant les contours du trophée de la Coupe du Monde, l’emblème de la compétition s’inspire en son sommet du foulard traditionnellement porté au Qatar. »

— Communication officielle de la FIFA

### Ballon officiel

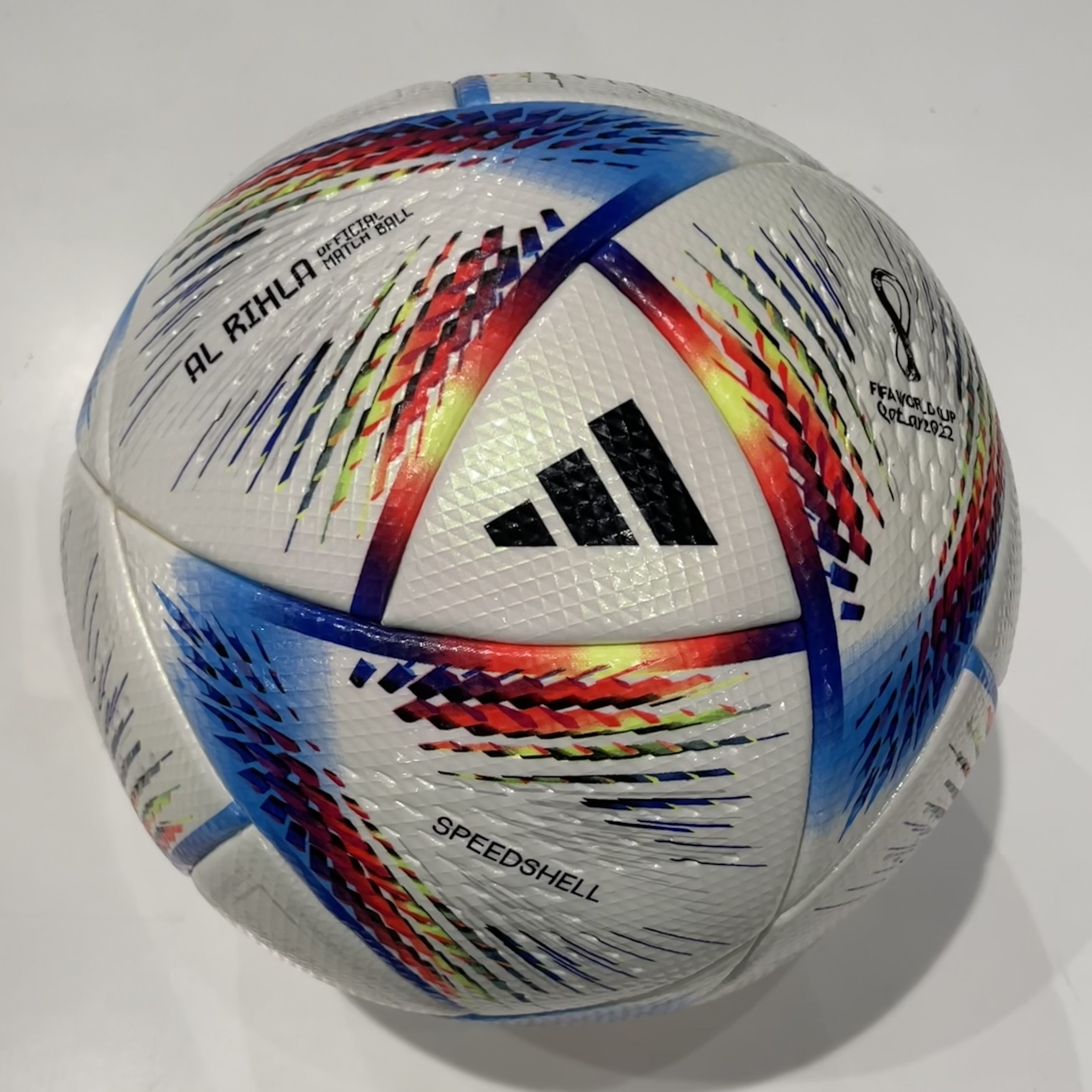
Ballon officiel Al Rihla.

Le 30 mars 2022, Adidas et la FIFA dévoilent le ballon de la compétition qui se nomme Al Rihla. D'après la FIFA, « Al Rihla, qui signifie « le voyage » en arabe, tire son inspiration de la culture, de l’architecture, des bateaux traditionnels et du drapeau du Qatar. Le dynamisme et la vivacité des couleurs sur fond perlé est à l’image du pays hôte de la Coupe du Monde et de la vitesse croissante du football ».
Le ballon est élaboré à partir d’encres et de colles à base d'eau, ce dernier est l'un des ballons les plus respectueux de l'environnement jamais conçu pour une Coupe du Monde.
Pour le carré final de la compétition, un nouveau ballon est utilisé et qui se nomme Al Hilm. D'après la FIFA, « Al Hilm, qui signifie « le rêve » en arabe, proposant un design, où prédominent des teintes dorées et des motifs triangulaires, il s'inspire des étendues désertiques de la région de Doha, de la couleur du Trophée de la Coupe du Monde de la FIFA et du drapeau qatarien ».

### Mascotte
La mascotte officielle de la compétition est dévoilée le 1er avril 2022 : il s'agit d'un keffieh (coiffe traditionnelle arabe) se nommant « La'eeb » (ce qui signifie « joueur super talentueux »).

### Musique officielle
Le premier hymne officiel de la compétition est Hayya Hayya (Better Together), composée par Davido, chanteur nigérian, Aisha et Trinidad Cardona, chanteur R&B américain. Il a été dévoilé lors de la cérémonie du tirage au sort de la compétition. Un second est dévoilé en août 2022, Arhbo, interprété en duo par Gims et Ozuna.

### Itinéraire des supporteurs
Afin de pouvoir accueillir l'ensemble des supporters et touristes durant l'événement, le Qatar a conclu un accord avec la compagnie MSC Croisières pour disposer de trois paquebots sur le port de Doha. Avec le MSC Opera, le MSC Poesia et le MSC World Europa, plus gros paquebot d'Europe, le port a accueilli plus de 11 500 supporters.

## Villes et stades

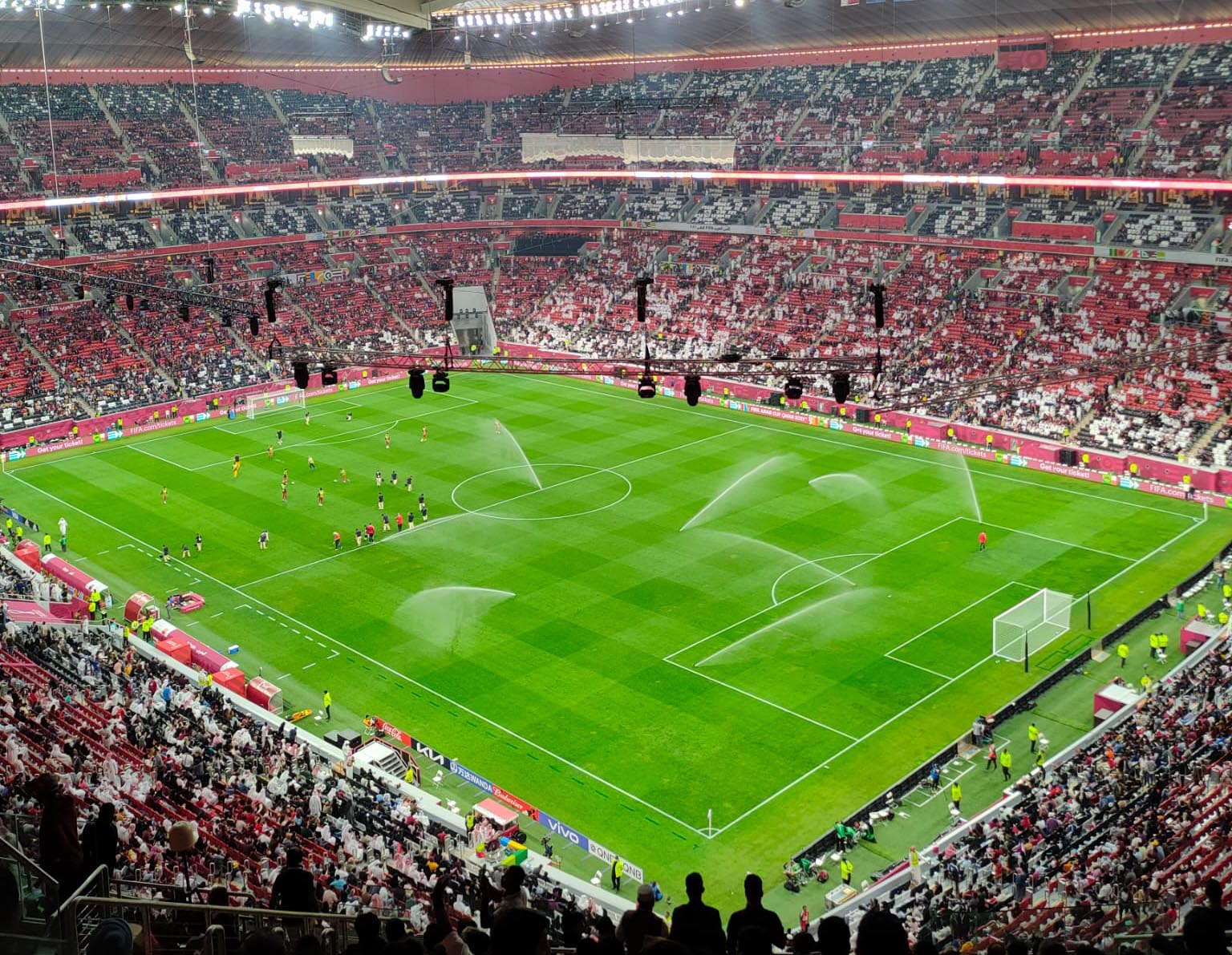
Certains stades, tels que le stade Al Bayt de 68000 places, verront leur gradin supérieur supprimé afin de réduire leur capacité après le tournoi.

Afin de lutter contre les températures extrêmes de la région, le Qatar développe un système novateur de climatisation dans les stades, lequel fait néanmoins l'objet de critiques quant à sa consommation énergétique.
Il construit six nouveaux stades et en modernise deux autres dans le cadre d'un budget d'investissement de quatre milliards de dollars.
La finale de la compétition aura lieu au stade de Lusail.
Le stade Al-Bayt est situé à Al-Khor, à cinquante kilomètres au nord de Doha. Il est doté d'une capacité totale de 45 330 places, dont 19 830 faisant partie d'un niveau supérieur modulaire et temporaire. Le stade Al-Janoub situé à Al Wakrah, dans le sud du Qatar, a une capacité totale de 45 120 places. Il contient au niveau supérieur, une tribune temporaire de 25 500 places. Le stade est entouré par de grands panneaux solaires et décoré d'art islamique.
Les stades Al-Wakrah et Al-Khor auraient été construits même si la Coupe du monde n'avait pas été attribuée au Qatar. Cependant, les tribunes temporaires des niveaux supérieurs, non prévues initialement, sont ajoutées afin d'accueillir davantage de spectateurs lors du tournoi. Les travaux du stade Al-Wakrah sont achevés en 2018.
La rénovation du stade international de Khalifa se termine en mai 2017.
La distance maximum entre les stades est de 50 kilomètres.
| Lusail | Doha | Doha | Doha |
| Stade de Lusail (nouveau stade) | Stade 974 (stade éphémère) | Stade international de Khalifa (stade rénové) | Stade Al-Thumama (nouveau stade) |
| Capacité : 88 966, | Capacité : 44 089, | Capacité : 45 857, | Capacité : 44 400, |
| | | | |
| « Présentation du stade en 360° » | « Présentation du stade en 360° » | « Présentation du stade en 360° » | « Présentation du stade en 360° » |
| Al-Khor | Al-Rayyan | Al-Rayyan | Al-Wakrah |
| Stade Al-Bayt (nouveau stade) | Stade Ahmad-ben-Ali (stade rénové) | Stade Education City (nouveau stade) | Stade Al-Janoub (nouveau stade) |
| Capacité : 68 895, | Capacité : 45 032, | Capacité : 44 667, | Capacité : 44 325, |
| | | | |
| « Présentation du stade en 360° » | « Présentation du stade en 360° » | « Présentation du stade en 360° » | « Présentation du stade en 360° » |
| Villes hôtes [[Fichier:Qatar adm location map.svg\|380px\|{{#if:\|{{{alt}}}\|Coupe du monde de football 2022 est dans la page Qatar.]]Lusail Doha Al-Khor Al-Wakrah Al-Rayyan | Villes hôtes [[Fichier:Qatar adm location map.svg\|380px\|{{#if:\|{{{alt}}}\|Coupe du monde de football 2022 est dans la page Qatar.]]Lusail Doha Al-Khor Al-Wakrah Al-Rayyan | Aire urbaine de Doha [[Fichier:Qatar Doha location map.svg\|330px\|{{#if:\|{{{alt}}}\|Coupe du monde de football 2022 est dans la page Doha.]]Education City Stade 974 Khalifa Al-Thumama | Aire urbaine de Doha [[Fichier:Qatar Doha location map.svg\|330px\|{{#if:\|{{{alt}}}\|Coupe du monde de football 2022 est dans la page Doha.]]Education City Stade 974 Khalifa Al-Thumama |

## Acteurs de la Coupe du monde

### Équipes qualifiées
| Carte                  | Europe (UEFA) 13 places | Amérique du Sud (CONMEBOL) 4 places                                                                            | Afrique (CAF) 5 places |
|                        | Allemagne : 20e phase finale Angleterre : 16e phase finale Espagne : 16e phase finale France T : 16e phase finale Belgique : 14e phase finale Suisse : 12e phase finale Pays-Bas : 11e phase finale Pologne : 9e phase finale Portugal : 8e phase finale Croatie : 6e phase finale Danemark : 6e phase finale Serbie : 3e phase finale Pays de Galles : 2e phase finale | Brésil : 22e phase finale Argentine : 18e phase finale Uruguay : 14e phase finale Équateur : 4e phase finale   | Cameroun : 8e phase finale Maroc : 6e phase finale Tunisie : 6e phase finale Ghana : 4e phase finale Sénégal : 3e phase finale                                           |
| Océanie (OFC) 0 places | Allemagne : 20e phase finale Angleterre : 16e phase finale Espagne : 16e phase finale France T : 16e phase finale Belgique : 14e phase finale Suisse : 12e phase finale Pays-Bas : 11e phase finale Pologne : 9e phase finale Portugal : 8e phase finale Croatie : 6e phase finale Danemark : 6e phase finale Serbie : 3e phase finale Pays de Galles : 2e phase finale | Amérique du Nord, Centrale et Caraïbes (CONCACAF) 4 places                                                     | Asie (AFC) 6 places (dont une au pays hôte) |
|                        | Allemagne : 20e phase finale Angleterre : 16e phase finale Espagne : 16e phase finale France T : 16e phase finale Belgique : 14e phase finale Suisse : 12e phase finale Pays-Bas : 11e phase finale Pologne : 9e phase finale Portugal : 8e phase finale Croatie : 6e phase finale Danemark : 6e phase finale Serbie : 3e phase finale Pays de Galles : 2e phase finale | Mexique : 17e phase finale États-Unis : 11e phase finale Costa Rica : 6e phase finale Canada : 2e phase finale | Corée du Sud : 11e phase finale Japon : 7e phase finale Arabie saoudite : 6e phase finale Australie : 6e phase finale Iran : 6e phase finale Qatar PO : 1re phase finale |

### Camp de base et d'entraînement
Les camps de base seront utilisés par les 32 équipes nationales pour séjourner et s'entraîner avant et pendant la Coupe du monde. En juillet 2022, la FIFA a annoncé les hôtels et les sites d'entraînement de chaque équipe participante,. Cette Coupe du monde est la plus compacte depuis l'édition inaugurale de 1930. En effet, 24 des 32 équipes se trouvent dans un rayon de 10 km les unes des autres et sont concentrées dans la région de Doha. C'est la première fois depuis 1930 que les joueurs n'ont pas eu besoin de prendre l'avion pour se rendre aux matches et qu'ils ont pu rester sur la même base d'entraînement pendant toute la durée du tournoi,,.

### Arbitres
Le 19 mai 2022, le comité des arbitres de la FIFA publie le choix des 36 arbitres, 69 arbitres assistants et 24 arbitres vidéo. Pour la première fois dans l'histoire de la coupe du monde, le comité retient six femmes arbitres : Stéphanie Frappart (France), Yoshimi Yamashita (Japon) et Salima Mukansanga (Rwanda), comme arbitres de champ tant dis que Kathryn Nesbitt (de) (États-Unis), Neuza Ines Back (pt) (Brésil) et Karen Diaz Medina (de) (Mexique) sont nommées comme arbitres assistantes.
Le 22 novembre 2022, Stéphanie Frappart devient la première femme arbitre en phase finale de Coupe du monde masculine, officiant en tant que 4e arbitre des rencontres entre le Mexique et la Pologne, puis entre le Portugal et le Ghana et le 1er décembre 2022, elle devient la première femme à officier en tant qu'arbitre principal. Elle est à cette occasion accompagnée par les arbitres assistantes Neuza Back et Karen Díaz Medina pour former le premier trio arbitral féminin de l’histoire dans un match de Coupe du monde masculine,,.

### Assistance vidéo à l'arbitrage (VAR)
L'assistance vidéo à l'arbitrage est couplée avec la technologie semi-automatique de détection des hors-jeu qui a été testée lors de précédentes compétitions tenues par la FIFA : Coupe Arabe en 2021 et Coupe du monde des clubs en février dernier,,.
Cette dernière est utilisée pour la seconde fois en Coupe du monde, après celle de 2018, elle permet :
- d'accorder 10 pénaltys sur faute litigieuse (Arabie Saoudite - Argentine, Ghana - Uruguay)
- de refuser 5 pénaltys sur faute litigieuse (Angleterre - Iran, Danemark - Tunisie)
- de refuser 8 buts en position de hors-jeu (Équateur - Qatar, France - Tunisie)
- d'accorder 4 buts (Espagne - Maroc)
- d'adresser un carton jaune
- d'adresser un carton rouge (Iran - Pays de Galles).

### Joueurs
| Joueurs | Clubs                                        |
| ------- | -------------------------------------------- |
| 16      | Bayern Munich, Manchester City, FC Barcelone |
| 15      | Al-Sadd SC                                   |
| 14      | Manchester United                            |

Le nombre de joueurs sélectionnés est limité à 26. Cependant, la FIFA a imposé aux sélectionneurs de dévoiler une première liste de 55 joueurs avant le 21 octobre. La sélection définitive des 26 joueurs qui disputent le Mondial au Qatar est présentée à la FIFA le 14 novembre. Un joueur de cette liste ne peut être remplacé qu'en cas de blessure grave survenue au plus tard 24 heures avant le premier match de son équipe, et sur approbation de la Commission médicale de la FIFA soit un total de 832 footballeurs.
La Premier League anglaise est le championnat le plus représenté dans cette Coupe du monde avec 134 joueurs, suivent La Liga espagnole avec 83 joueurs
ensuite la Bundesliga 78 joueurs, la Serie A avec 67 joueurset enfin la Ligue 1 avec 56 joueurs. Le premier championnat non-européen est la MLS avec 35 joueurs, devant les championnats d’Arabie Saoudite et du Qatar avec 33 joueurs.

## Tirage au sort
Le tirage au sort a lieu le 1er avril 2022 au Centre des expositions de Doha (DECC : Doha Exhibition and Convention Center).
Les équipes sont réparties dans quatre chapeaux avec :
- le Qatar placé dans le premier chapeau ;
- les trois équipes qui se sont qualifiées après le tirage au sort (les deux vainqueurs des barrages intercontinentaux et le vainqueur d'un barrage de l'UEFA) placées en dernier dans le chapeau 4 ;
- les autres équipes placées suivant leur classement FIFA du 31 mars 2022 : les 7 meilleurs dans le chapeau 1, les 8 suivants dans le chapeau 2, etc.

Le tirage au sort place les 32 participants dans 8 groupes de 4 équipes. Deux équipes d'une même confédération ne peuvent être dans le même groupe, à l'exception des équipes de l'UEFA, pour lesquelles il y a au moins une et pas plus de deux équipes par groupe. Cette répartition s'applique aussi aux 3 équipes non connues au moment du tirage
| Chapeau 1 | Chapeau 2 | Chapeau 3                                                                                            | Chapeau 4 |
| --- | --- | --- | --- |
| Qatar (pays hôte) (51) Brésil (1) Belgique (2) France (3) Argentine (4) Angleterre (5) Espagne (7) Portugal (8) | Mexique (9) Pays-Bas (10) Danemark (11) Allemagne (12) Uruguay (13) Suisse (14) États-Unis (15) Croatie (16) | Sénégal (20) Iran (21) Japon (23) Maroc (24) Serbie (25) Pologne (26) Corée du Sud (29) Tunisie (35) | Cameroun (37) Canada (38) Équateur (46) Arabie saoudite (49) Ghana (60) Barr. UEFA voie A ( Pays de Galles (18)) Barr. CONMEBOL-AFC ( Australie (42)) Barr. CONCACAF-OFC ( Costa Rica (31)) |

| Groupe A        | Groupe B            | Groupe C             | Groupe D          |
| --------------- | ------------------- | -------------------- | ----------------- |
| Qatar (50)      | Angleterre (5)      | Argentine (3)        | France (4)        |
| Équateur (44)   | Iran (20)           | Arabie saoudite (51) | Australie (38)    |
| Sénégal (18)    | États-Unis (16)     | Mexique (13)         | Danemark (10)     |
| Pays-Bas (8)    | Pays de Galles (19) | Pologne (26)         | Tunisie (30)      |
| Groupe E        | Groupe F            | Groupe G             | Groupe H          |
| Espagne (7)     | Belgique (2)        | Brésil (1)           | Portugal (9)      |
| Costa Rica (31) | Canada (41)         | Serbie (21)          | Ghana (61)        |
| Allemagne (11)  | Maroc (22)          | Suisse (15)          | Uruguay (14)      |
| Japon (24)      | Croatie (12)        | Cameroun (43)        | Corée du Sud (28) |

## Déroulement de la phase finale
Les rencontres du tournoi se disputent selon les lois du jeu, qui sont les règles du football définies par l'International Football Association Board (IFAB).

### Premier tour
Le 15 juillet 2020, la FIFA publie le calendrier de la compétition qui se déroule en seulement 28 jours (en programmant quatre matchs chaque jour de la phase de groupes). Le match d'ouverture avec l'équipe organisatrice du Qatar est prévu le 20 novembre 2022 au stade Al Bayt à Al-Khor tandis que la finale aura lieu le 18 décembre 2022 au Lusail Iconic Stadium de Doha. Les choix des stades et des heures des matchs en fonction des groupes ne sont pas totalement fixés afin de garder une flexibilité pour « optimiser la compétition pour les supporters, les équipes, les médias et l’audience mondiale »,.
C'est donc après le tirage au sort du 1er avril 2022 que les matchs sont assignés aux différents stades, avec également certains changements d'horaires.
Les équipes sont réparties dans 8 groupes de 4 équipes au premier tour. Le format est celui d'un tournoi toutes rondes simple : chaque équipe joue un match contre toutes les autres équipes de son groupe.
Les deux premiers de chaque groupe sont qualifiés pour les huitièmes de finale.
Le système suivant d'attribution de points est appliqué :
3 points pour un match gagné, 1 point pour un match nul, 0 point pour un match perdu.
Dans un groupe, lorsque des équipes se retrouvent à égalité de points, elles sont classées et départagées suivant :
1. La meilleure différence de buts ;
2. Le plus grand nombre de buts marqués ;
3. Le plus grand nombre de points obtenus dans les matchs entre les équipes concernées ;
4. La meilleure différence de buts dans les matchs entre les équipes concernées ;
5. Le plus grand nombre de buts marqués dans les matchs entre les équipes concernées ;
6. Le plus petit nombre de points disciplinaires sur l'ensemble des matchs du groupe suivant le barème : 1 point pour un avertissement reçu par un joueur non suivi d'une expulsion, 3 pts pour le second avertissement dans un match reçu par le même joueur entraînant une expulsion, 4 pts pour une expulsion directe, 5 pts pour une expulsion directe d'un joueur déjà averti dans le match.

Si, à l'issue de la dernière journée, le départage des équipes à égalité dans un groupe est impossible suivant les critères ci-dessus et qu'une place qualificative ou le placement dans le tableau final est en jeu, alors un tirage au sort est effectué par la commission d'organisation de la FIFA.
Pour la suite de la compétition :
- en huitièmes de finale, le premier d'un groupe affronte le deuxième du groupe voisin : 1er du groupe A contre 2e du groupe B, 1er du groupe B contre 2e du groupe A, idem entre les groupes C/D, E/F et G/H ;
- le tableau de la phase à élimination directe est établi de sorte que deux équipes issues d'un même groupe ne peuvent s'affronter à nouveau avant la finale ou le match pour la 3e place.

Abréviations
- Pts : nombre de points
- J : nombre de matchs joués
- G : nombre de matchs gagnés
- N : nombre de matchs nuls
- P : nombre de matchs perdus
- BP : nombre de buts marqués (« buts “pour” »)
- BC : nombre de buts encaissés (« buts “contre” »)
- Diff : différence de buts (BP-BC)

- Classement :

- Équipe qualifiée
- Équipe éliminée

- Rencontre :
  - Équipe en caractère gras = équipe victorieuse
  - Équipe sans caractère gras = équipe non-victorieuse

#### Groupe A
|   | Équipe   | Pts | J | G | N | P | BP | BC | Diff |
| 1 | Pays-Bas | 7   | 3 | 2 | 1 | 0 | 5  | 1  | +4   |
| 2 | Sénégal  | 6   | 3 | 2 | 0 | 1 | 5  | 4  | +1   |
| 3 | Équateur | 4   | 3 | 1 | 1 | 1 | 4  | 3  | +1   |
| 4 | Qatar    | 0   | 3 | 0 | 0 | 3 | 1  | 7  | -6   |

1re journée
| Match 1 (match d'ouverture)        | Qatar   | 0 - 2   | Équateur                                       | Stade Al-Bayt, Al-Khor | |
| 20 novembre 2022 19 h heure locale |         | (0 - 2) | 16e (pen.) Valencia · 31e Valencia (Preciado ) | Spectateurs : 67 372 Diffuseur : TF1 Arbitrage : Daniele Orsato Arbitres assistants : Carbone Ciro Giallatini Alessandro Arbitre vidéo : Massimiliano Irrati Valeri Paolo | Spectateurs : 67 372 Diffuseur : TF1 Arbitrage : Daniele Orsato Arbitres assistants : Carbone Ciro Giallatini Alessandro Arbitre vidéo : Massimiliano Irrati Valeri Paolo |
| 20 novembre 2022 19 h heure locale | Rapport |         |                                                | Spectateurs : 67 372 Diffuseur : TF1 Arbitrage : Daniele Orsato Arbitres assistants : Carbone Ciro Giallatini Alessandro Arbitre vidéo : Massimiliano Irrati Valeri Paolo | Spectateurs : 67 372 Diffuseur : TF1 Arbitrage : Daniele Orsato Arbitres assistants : Carbone Ciro Giallatini Alessandro Arbitre vidéo : Massimiliano Irrati Valeri Paolo |

| Match 2                            | Sénégal | 0 - 2   | Pays-Bas                              | Stade Al-Thumama, Doha                                                    |                                                                           |
| 21 novembre 2022 19 h heure locale |         | (0 - 0) | 84e Gakpo (de Jong ) · 90+9e Klaassen | Spectateurs : 41 721 Arbitrage : Wilton Sampaio Arbitre vidéo : Juan Soto | Spectateurs : 41 721 Arbitrage : Wilton Sampaio Arbitre vidéo : Juan Soto |
| 21 novembre 2022 19 h heure locale | Rapport |         |                                       | Spectateurs : 41 721 Arbitrage : Wilton Sampaio Arbitre vidéo : Juan Soto | Spectateurs : 41 721 Arbitrage : Wilton Sampaio Arbitre vidéo : Juan Soto |

2e journée
| Match 18                           | Qatar                   | 1 - 3   | Sénégal                                                | Stade Al-Thumama, Doha                                                            |                                                                                   |
| 25 novembre 2022 16 h heure locale | ( Mohammad) Muntari 78e | (0 - 1) | 41e Dia · 48e Diédhiou (Jakobs ) · 84e Dieng (Ndiaye ) | Spectateurs : 41 797 Arbitrage : Antonio Mateu Lahoz Arbitre vidéo : Drew Fischer | Spectateurs : 41 797 Arbitrage : Antonio Mateu Lahoz Arbitre vidéo : Drew Fischer |
| 25 novembre 2022 16 h heure locale | Rapport                 |         |                                                        | Spectateurs : 41 797 Arbitrage : Antonio Mateu Lahoz Arbitre vidéo : Drew Fischer | Spectateurs : 41 797 Arbitrage : Antonio Mateu Lahoz Arbitre vidéo : Drew Fischer |

| Match 19                           | Pays-Bas             | 1 - 1   | Équateur     | Stade international de Khalifa, Doha                                          |                                                                               |
| 25 novembre 2022 19 h heure locale | ( Klaassen) Gakpo 6e | (1 - 0) | 49e Valencia | Spectateurs : 44 833 Arbitrage : Mustapha Ghorbal Arbitre vidéo : Shaun Evans | Spectateurs : 44 833 Arbitrage : Mustapha Ghorbal Arbitre vidéo : Shaun Evans |
| 25 novembre 2022 19 h heure locale | Rapport              |         |              | Spectateurs : 44 833 Arbitrage : Mustapha Ghorbal Arbitre vidéo : Shaun Evans | Spectateurs : 44 833 Arbitrage : Mustapha Ghorbal Arbitre vidéo : Shaun Evans |

3e journée
| Match 36                           | Pays-Bas                            | 2 - 0   | Qatar | Stade Al-Bayt, Al-Khor                                                         |                                                                                |
| 29 novembre 2022 18 h heure locale | ( Klaassen) Gakpo 26e · de Jong 49e | (1 - 0) |       | Spectateurs : 66 784 Arbitrage : Bakary Gassama Arbitre vidéo : Rédouane Jiyed | Spectateurs : 66 784 Arbitrage : Bakary Gassama Arbitre vidéo : Rédouane Jiyed |
| 29 novembre 2022 18 h heure locale | Rapport                             |         |       | Spectateurs : 66 784 Arbitrage : Bakary Gassama Arbitre vidéo : Rédouane Jiyed | Spectateurs : 66 784 Arbitrage : Bakary Gassama Arbitre vidéo : Rédouane Jiyed |

| Match 35                           | Équateur              | 1 - 2   | Sénégal                         | Stade international de Khalifa, Doha                                           |                                                                                |
| 29 novembre 2022 18 h heure locale | ( Torres) Caicedo 67e | (0 - 1) | 44e (pen.) Sarr · 70e Koulibaly | Spectateurs : 44 569 Arbitrage : Clément Turpin Arbitre vidéo : Jérôme Brisard | Spectateurs : 44 569 Arbitrage : Clément Turpin Arbitre vidéo : Jérôme Brisard |
| 29 novembre 2022 18 h heure locale | Rapport               |         |                                 | Spectateurs : 44 569 Arbitrage : Clément Turpin Arbitre vidéo : Jérôme Brisard | Spectateurs : 44 569 Arbitrage : Clément Turpin Arbitre vidéo : Jérôme Brisard |

Le Qatar et l'Équateur disputent le match d'ouverture de la compétition le 20 novembre 2022. Grâce à un doublé rapide de Valencia et malgré un but refusé par la VAR, l'Équateur l'emporte sans forcer face au Qatar dont de nombreux supporters quittent la tribune dès la mi-temps (2-0). La presse étrangère se montre sévère avec le Qatar sur fond de polémiques liées à la climatisation et de critiques sur le niveau de la sélection,. Le Qatar est devenu le premier pays hôte à perdre son premier match de Coupe du monde. L'autre rencontre est remportée par les Pays-Bas sur le score de 2-0 contre un Sénégal convaincant mais affaibli après les sorties de Abdou Diallo et Cheikhou Kouyaté sur blessure. Les bataves font la différence en fin de match par Cody Gakpo à la 84e minute et Davy Klaassen dans les arrêts de jeu (2-0).
Lors de la 2e journée, Boulaye Dia profite d'une erreur de Boualem Khoukhi pour donner l'avantage au Sénégal contre le Qatar. Famara Diédhiou double la mise de la tête, avant que Mohammed Muntari marque le premier but qatari de l'histoire de la Coupe du monde. Le Sénégal s'impose, mais le Qatar encore battu a cependant montré un meilleur visage (1-3). Avec deux défaites en deux matchs, le Qatar est déjà éliminé avant de disputer son troisième match de groupe. De leur côté, les Équatoriens dominent les Néerlandais qui tiennent difficilement le match nul (1-1).
La dernière journée voit la qualification des Pays-Bas et du Sénégal, tandis que le Qatar devient le premier pays hôte éliminé au premier tour avec trois défaites en trois matchs. Les Pays-Bas battent le Qatar 2-0 grâce à des buts de Gakpo et de Frenkie de Jong et s'assurent la première place du groupe. Le Sénégal prend la seconde place qualificative en battant l'Équateur grâce à un but d'Ismaïla Sarr sur penalty en fin de première période.

#### Groupe B

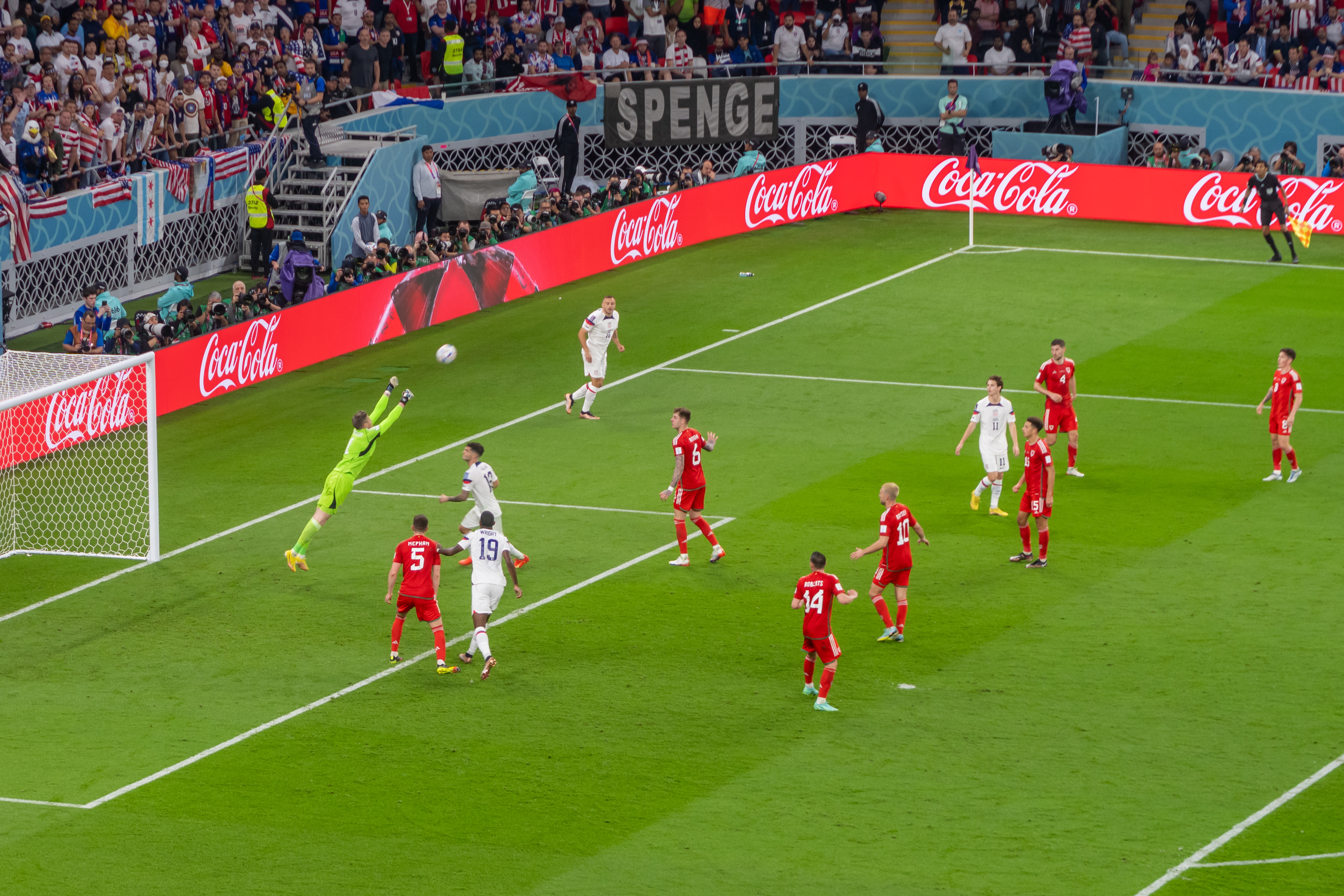
USA contre Pays de Galles.

|   | Équipe         | Pts | J | G | N | P | BP | BC | Diff |
| 1 | Angleterre     | 7   | 3 | 2 | 1 | 0 | 9  | 2  | +7   |
| 2 | États-Unis     | 5   | 3 | 1 | 2 | 0 | 2  | 1  | +1   |
| 3 | Iran           | 3   | 3 | 1 | 0 | 2 | 4  | 7  | -3   |
| 4 | Pays de Galles | 1   | 3 | 0 | 1 | 2 | 1  | 6  | -5   |

1re journée
| Match 3                            | Angleterre | 6 - 2   | Iran                                            | Stade international de Khalifa, Doha                                           |                                                                                |
| 21 novembre 2022 16 h heure locale | ( Shaw) Bellingham 35e · ( Maguire) Saka 43e · ( Kane) Sterling 45+1e · ( Sterling) Saka 62e · ( Kane) Rashford 71e · ( Wilson) Grealish 90e | (3 - 0) | 65e Taremi (Gholizadeh ) · 90+13e (pen.) Taremi | Spectateurs : 45 334 Arbitrage : Raphael Claus Arbitre vidéo : Leodán González | Spectateurs : 45 334 Arbitrage : Raphael Claus Arbitre vidéo : Leodán González |
| 21 novembre 2022 16 h heure locale | Rapport |         |                                                 | Spectateurs : 45 334 Arbitrage : Raphael Claus Arbitre vidéo : Leodán González | Spectateurs : 45 334 Arbitrage : Raphael Claus Arbitre vidéo : Leodán González |

| Match 4                            | États-Unis          | 1 - 1   | Pays de Galles  | Stade Ahmad-ben-Ali, Al Rayyan                                                          |                                                                                         |
| 21 novembre 2022 22 h heure locale | ( Pulisic) Weah 36e | (1 - 0) | 82e (pen.) Bale | Spectateurs : 43 418 Arbitrage : Abdulrahman Al-Jassim Arbitre vidéo : Abdulla Al-Marri | Spectateurs : 43 418 Arbitrage : Abdulrahman Al-Jassim Arbitre vidéo : Abdulla Al-Marri |
| 21 novembre 2022 22 h heure locale | Rapport             |         |                 | Spectateurs : 43 418 Arbitrage : Abdulrahman Al-Jassim Arbitre vidéo : Abdulla Al-Marri | Spectateurs : 43 418 Arbitrage : Abdulrahman Al-Jassim Arbitre vidéo : Abdulla Al-Marri |

2e journée
| Match 17                           | Pays de Galles      | 0 - 2   | Iran                                      | Stade Ahmad-ben-Ali, Al Rayyan                                              |                                                                             |
| 25 novembre 2022 13 h heure locale |                     | (0 - 0) | 90+8e Cheshmi · 90+11e Rezaeian (Taremi ) | Spectateurs : 40 875 Arbitrage : Mario Escobar Arbitre vidéo : Drew Fischer | Spectateurs : 40 875 Arbitrage : Mario Escobar Arbitre vidéo : Drew Fischer |
| 25 novembre 2022 13 h heure locale | Wayne Hennessey 86e | Rapport |                                           | Spectateurs : 40 875 Arbitrage : Mario Escobar Arbitre vidéo : Drew Fischer | Spectateurs : 40 875 Arbitrage : Mario Escobar Arbitre vidéo : Drew Fischer |

| Match 20                           | Angleterre | 0 - 0   | États-Unis | Stade Al-Bayt, Al-Khor                                                      |                                                                             |
| 25 novembre 2022 22 h heure locale |            | (0 - 0) |            | Spectateurs : 68 463 Arbitrage : Jesús Valenzuela Arbitre vidéo : Juan Soto | Spectateurs : 68 463 Arbitrage : Jesús Valenzuela Arbitre vidéo : Juan Soto |
| 25 novembre 2022 22 h heure locale | Rapport    |         |            | Spectateurs : 68 463 Arbitrage : Jesús Valenzuela Arbitre vidéo : Juan Soto | Spectateurs : 68 463 Arbitrage : Jesús Valenzuela Arbitre vidéo : Juan Soto |

3e journée
| Match 33                           | Pays de Galles | 0 - 3   | Angleterre                                                  | Stade Ahmad-ben-Ali, Al Rayyan                                             |                                                                            |
| 29 novembre 2022 22 h heure locale |                | (0 - 0) | 50e Rashford · 51e Foden (Kane ) · 68e Rashford (Phillips ) | Spectateurs : 44 297 Arbitrage : Slavko Vinčić Arbitre vidéo : Marco Fritz | Spectateurs : 44 297 Arbitrage : Slavko Vinčić Arbitre vidéo : Marco Fritz |
| 29 novembre 2022 22 h heure locale | Rapport        |         |                                                             | Spectateurs : 44 297 Arbitrage : Slavko Vinčić Arbitre vidéo : Marco Fritz | Spectateurs : 44 297 Arbitrage : Slavko Vinčić Arbitre vidéo : Marco Fritz |

| Match 34                           | Iran    | 0 - 1   | États-Unis          | Stade Al-Thumama, Doha                                                                     |                                                                                            |
| 29 novembre 2022 22 h heure locale |         | (0 - 1) | 38e Pulisic (Dest ) | Spectateurs : 42 127 Arbitrage : Antonio Mateu Lahoz Arbitre vidéo : Juan Martínez Munuera | Spectateurs : 42 127 Arbitrage : Antonio Mateu Lahoz Arbitre vidéo : Juan Martínez Munuera |
| 29 novembre 2022 22 h heure locale | Rapport |         |                     | Spectateurs : 42 127 Arbitrage : Antonio Mateu Lahoz Arbitre vidéo : Juan Martínez Munuera | Spectateurs : 42 127 Arbitrage : Antonio Mateu Lahoz Arbitre vidéo : Juan Martínez Munuera |

La confrontation inédite entre l'Angleterre et l'Iran voit notamment lors de la cérémonie protocolaire les joueurs iraniens refuser de chanter l'hymne national en soutien au mouvement contestataire après la mort de Mahsa Amini. Le match est hâché par de longs arrêts de jeu en raison de blessures. Le gardien iranien Alireza Beiranvand est remplacé en première mi-temps pour une commotion cérébrale présumée avant que l'Angleterre ne marque trois buts. Mehdi Taremi réduit la marque en deuxième mi-temps, après quoi le défenseur anglais Harry Maguire est également remplacé pour une commotion cérébrale. Le match se conclut par une large victoire anglaise (6-2) après 27 minutes de temps additionnel au total, soit le match comptant le plus de temps rajouté en Coupe du monde depuis 1966. Dans l'autre rencontre, les États-Unis sont rattrapés sur le fil par un pays de Galles peu inspiré mais réactif (1-1).
Lors de la 2e journée, les Iraniens, qui auraient chanté l'hymne national sous la menace, dominent les Gallois ; profitant de l'expulsion de Wayne Hennessey, ils l'emportent au bout du temps additionnel (2-0). 700 prisonniers retrouvent la liberté en Iran après la victoire de la Team Melli. De son côté, l'équipe d'Angleterre peu inspirée subit la domination d'une équipe des États-Unis bien organisée ; les deux équipes se séparent sur un score nul dans un match globalement fermé (0-0).
L'Angleterre remporte le groupe après sa victoire 3-0 sur le Pays de Galles grâce à un but de Phil Foden et deux de Marcus Rashford, tandis que dans l'autre rencontre Christian Pulisic inscrit contre l'Iran le but de la victoire pour les États-Unis (1-0) qui se qualifient également pour les huitièmes de finale.

#### Groupe C

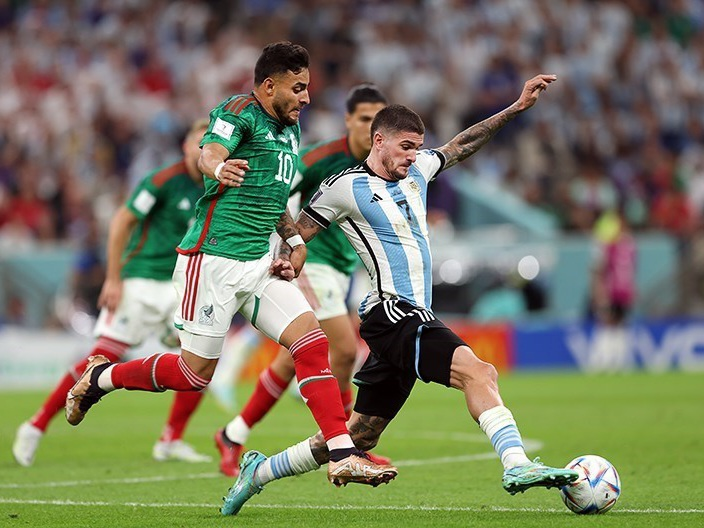
Argentine vs Mexique.

|   | Équipe          | Pts | J | G | N | P | BP | BC | Diff |
| 1 | Argentine       | 6   | 3 | 2 | 0 | 1 | 5  | 2  | +3   |
| 2 | Pologne         | 4   | 3 | 1 | 1 | 1 | 2  | 2  | 0    |
| 3 | Mexique         | 4   | 3 | 1 | 1 | 1 | 2  | 3  | -1   |
| 4 | Arabie saoudite | 3   | 3 | 1 | 0 | 2 | 3  | 5  | -2   |

1re journée
| Match 8                            | Argentine        | 1 - 2   | Arabie saoudite                               | Stade de Lusail, Lusail                                                       |                                                                               |
| 22 novembre 2022 13 h heure locale | Messi 10e (pen.) | (1 - 0) | 48e Al-Shehri (Al-Buraikan ) · 53e Al-Dawsari | Spectateurs : 88 012 Arbitrage : Slavko Vinčić Arbitre vidéo : Pol van Boekel | Spectateurs : 88 012 Arbitrage : Slavko Vinčić Arbitre vidéo : Pol van Boekel |
| 22 novembre 2022 13 h heure locale | Rapport          |         |                                               | Spectateurs : 88 012 Arbitrage : Slavko Vinčić Arbitre vidéo : Pol van Boekel | Spectateurs : 88 012 Arbitrage : Slavko Vinčić Arbitre vidéo : Pol van Boekel |

| Match 7                            | Mexique | 0 - 0   | Pologne | Stade 974, Doha                                                          |                                                                          |
| 22 novembre 2022 19 h heure locale |         | (0 - 0) |         | Spectateurs : 39 369 Arbitrage : Chris Beath Arbitre vidéo : Shaun Evans | Spectateurs : 39 369 Arbitrage : Chris Beath Arbitre vidéo : Shaun Evans |
| 22 novembre 2022 19 h heure locale | Rapport |         |         | Spectateurs : 39 369 Arbitrage : Chris Beath Arbitre vidéo : Shaun Evans | Spectateurs : 39 369 Arbitrage : Chris Beath Arbitre vidéo : Shaun Evans |

2e journée
| Match 22                           | Pologne                                        | 2 - 0   | Arabie saoudite | Stade Education City, Al Rayyan                                              |                                                                              |
| 26 novembre 2022 16 h heure locale | ( Lewandowski) Zieliński 39e · Lewandowski 82e | (1 - 0) |                 | Spectateurs : 44 259 Arbitrage : Wilton Sampaio Arbitre vidéo : Drew Fischer | Spectateurs : 44 259 Arbitrage : Wilton Sampaio Arbitre vidéo : Drew Fischer |
| 26 novembre 2022 16 h heure locale | Rapport                                        |         |                 | Spectateurs : 44 259 Arbitrage : Wilton Sampaio Arbitre vidéo : Drew Fischer | Spectateurs : 44 259 Arbitrage : Wilton Sampaio Arbitre vidéo : Drew Fischer |

| Match 24                           | Argentine                                      | 2 - 0   | Mexique | Stade de Lusail, Lusail                                                             |                                                                                     |
| 26 novembre 2022 22 h heure locale | ( Di María) Messi 68e · ( Messi) Fernández 87e | (0 - 0) |         | Spectateurs : 88 966 Arbitrage : Daniele Orsato Arbitre vidéo : Massimiliano Irrati | Spectateurs : 88 966 Arbitrage : Daniele Orsato Arbitre vidéo : Massimiliano Irrati |
| 26 novembre 2022 22 h heure locale | Rapport                                        |         |         | Spectateurs : 88 966 Arbitrage : Daniele Orsato Arbitre vidéo : Massimiliano Irrati | Spectateurs : 88 966 Arbitrage : Daniele Orsato Arbitre vidéo : Massimiliano Irrati |

3e journée
| Match 39                           | Pologne | 0 - 2   | Argentine                                             | Stade 974, Doha                                                                |                                                                                |
| 30 novembre 2022 22 h heure locale |         | (0 - 0) | 46e Mac Allister (Molina ) · 67e Álvarez (Fernández ) | Spectateurs : 44 089 Arbitrage : Danny Makkelie Arbitre vidéo : Pol van Boekel | Spectateurs : 44 089 Arbitrage : Danny Makkelie Arbitre vidéo : Pol van Boekel |
| 30 novembre 2022 22 h heure locale | Rapport |         |                                                       | Spectateurs : 44 089 Arbitrage : Danny Makkelie Arbitre vidéo : Pol van Boekel | Spectateurs : 44 089 Arbitrage : Danny Makkelie Arbitre vidéo : Pol van Boekel |

| Match 40                           | Arabie saoudite             | 1 - 2   | Mexique                           | Stade de Lusail, Lusail                                                             |                                                                                     |
| 30 novembre 2022 22 h heure locale | ( Bahebri) Al-Dawsari 90+5e | (0 - 0) | 47e Martín (Montes ) · 52e Chávez | Spectateurs : 84 985 Arbitrage : Michael Oliver Arbitre vidéo : Massimiliano Irrati | Spectateurs : 84 985 Arbitrage : Michael Oliver Arbitre vidéo : Massimiliano Irrati |
| 30 novembre 2022 22 h heure locale | Rapport                     |         |                                   | Spectateurs : 84 985 Arbitrage : Michael Oliver Arbitre vidéo : Massimiliano Irrati | Spectateurs : 84 985 Arbitrage : Michael Oliver Arbitre vidéo : Massimiliano Irrati |

L'Arabie saoudite crée la sensation d'entrée en renversant l'Argentine. Malgré un penalty de Lionel Messi, plusieurs buts refusés et la sortie sur blessure du capitaine Salman Al-Faraj, les Argentins encaissent deux buts en cinq minutes dès le début de la deuxième mi-temps, ce qui permet à l'Arabie saoudite de remporter le match 2-1, un résultat que les médias considèrent comme l'une des très grandes surprises de l'histoire du tournoi. L'autre rencontre entre un Mexique peu précis et une Pologne peu ambitieuse dans le jeu est le premier d'une longue série de matchs sans but dans la compétition. Robert Lewandowski se fait notamment repousser un penalty par Guillermo Ochoa (0-0).
Lors de la deuxième journée, l'Arabie saoudite séduit à nouveau mais s'incline face à la Pologne, plus percutante en attaque (2-0), Lewandowski inscrivant à l'occasion son premier but en phase finale de Coupe du Monde. Dos au mur, l'Argentine se relance face au Mexique en alignant un dispositif adapté (2-0). Lionel Messi porte l' Albiceleste dans la dernière demi-heure de jeu après un début de match peu convaincant.
L'Argentine remporte son dernier match contre la Pologne grâce à des buts de Alexis Mac Allister et Julián Álvarez, ce qui est suffisant pour terminer à la première place du groupe. La Pologne, très décevante, prend la deuxième place et se qualifie de justesse pour le second tour, à la différence de buts, en profitant du but « de consolation » de l'Arabie saoudite contre le Mexique dans le temps additionnel de l'autre rencontre. Les Mexicains s'imposent 2-1 mais quittent le tournoi avec des regrets.

#### Groupe D

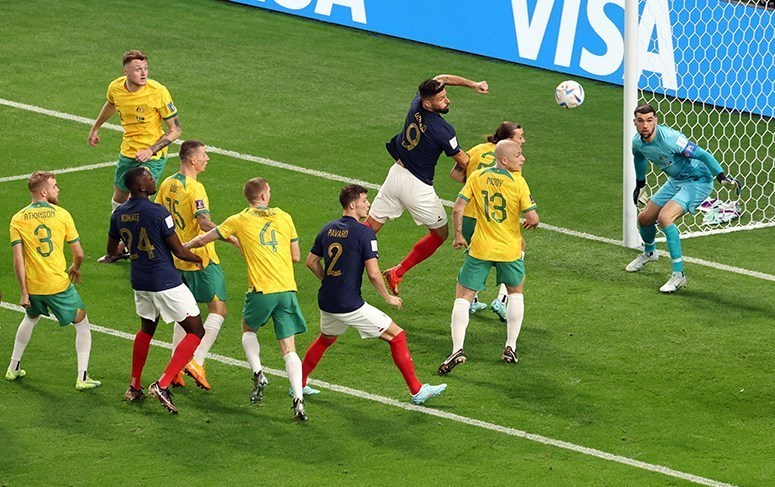
France vs Australie.

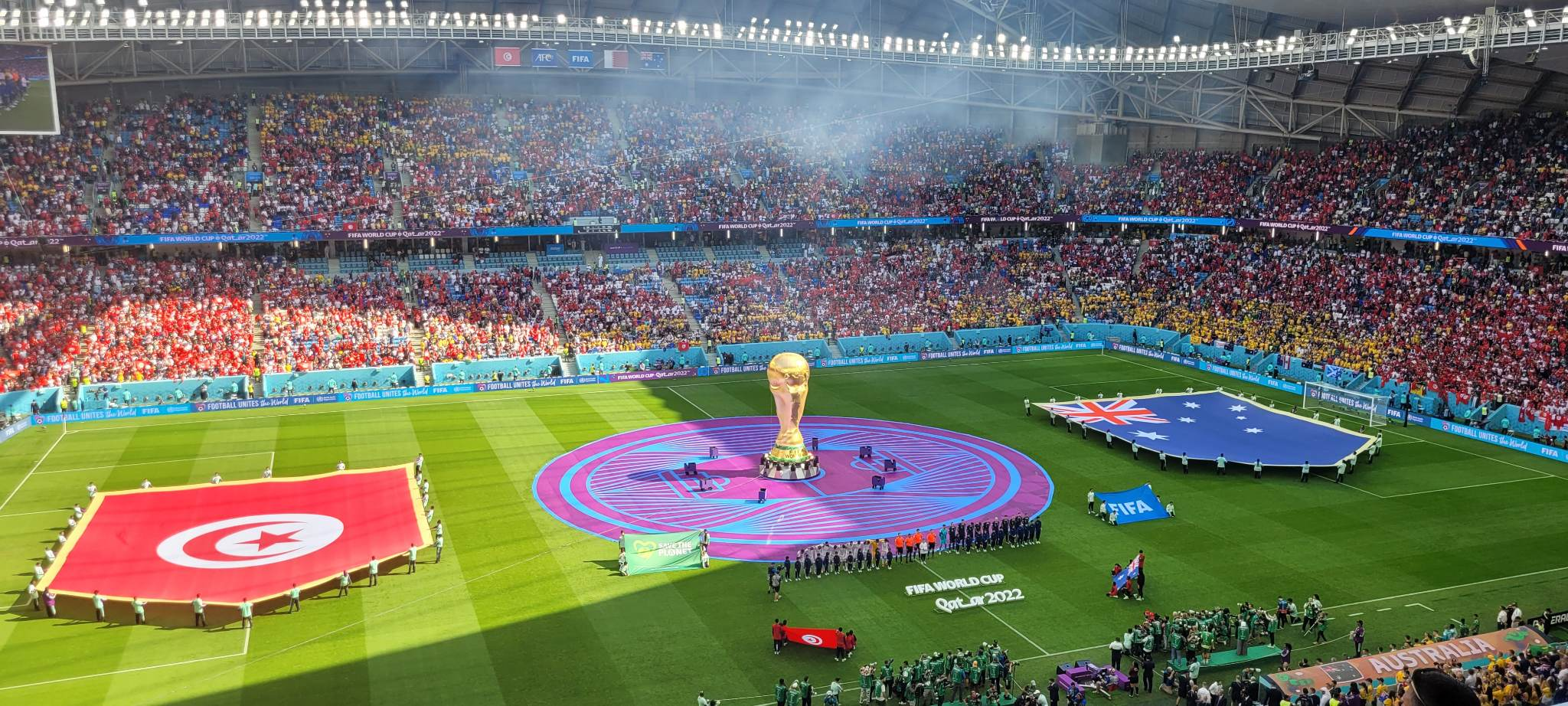
Tunisie vs Australie.

|   | Équipe    | Pts | J | G | N | P | BP | BC | Diff |
| 1 | France    | 6   | 3 | 2 | 0 | 1 | 6  | 3  | +3   |
| 2 | Australie | 6   | 3 | 2 | 0 | 1 | 3  | 4  | -1   |
| 3 | Tunisie   | 4   | 3 | 1 | 1 | 1 | 1  | 1  | 0    |
| 4 | Danemark  | 1   | 3 | 0 | 1 | 2 | 1  | 3  | -2   |

1re journée
| Match 6                            | Danemark | 0 - 0   | Tunisie | Stade Education City, Al Rayyan                                                       |                                                                                       |
| 22 novembre 2022 16 h heure locale |          | (0 - 0) |         | Spectateurs : 42 925 Arbitrage : César Arturo Ramos Arbitre vidéo : Fernando Guerrero | Spectateurs : 42 925 Arbitrage : César Arturo Ramos Arbitre vidéo : Fernando Guerrero |
| 22 novembre 2022 16 h heure locale | Rapport  |         |         | Spectateurs : 42 925 Arbitrage : César Arturo Ramos Arbitre vidéo : Fernando Guerrero | Spectateurs : 42 925 Arbitrage : César Arturo Ramos Arbitre vidéo : Fernando Guerrero |

| Match 5                            | France                                                                                           | 4 - 1   | Australie            | Stade Al-Janoub, Al Wakrah | |
| 22 novembre 2022 22 h heure locale | ( T. Hernandez) Rabiot 27e · ( Rabiot) Giroud 32e · ( Dembélé) Mbappé 68e · ( Mbappé) Giroud 71e | (2 - 1) | 9e Goodwin (Leckie ) | Spectateurs : 40 875 Arbitrage : Victor Gomes Arbitres assistants : Zakhele Siwela Souru Phatsoane Quatrième arbitre : Radhia Mukansanga Arbitre vidéo : Drew Fischer | Spectateurs : 40 875 Arbitrage : Victor Gomes Arbitres assistants : Zakhele Siwela Souru Phatsoane Quatrième arbitre : Radhia Mukansanga Arbitre vidéo : Drew Fischer |
| 22 novembre 2022 22 h heure locale | Rapport                                                                                          |         |                      | Spectateurs : 40 875 Arbitrage : Victor Gomes Arbitres assistants : Zakhele Siwela Souru Phatsoane Quatrième arbitre : Radhia Mukansanga Arbitre vidéo : Drew Fischer | Spectateurs : 40 875 Arbitrage : Victor Gomes Arbitres assistants : Zakhele Siwela Souru Phatsoane Quatrième arbitre : Radhia Mukansanga Arbitre vidéo : Drew Fischer |

2e journée
| Match 21                           | Tunisie | 0 - 1   | Australie | Stade Al-Janoub, Al Wakrah                                                      |                                                                                 |
| 26 novembre 2022 13 h heure locale |         | (0 - 1) | 23e Duke  | Spectateurs : 41 823 Arbitrage : Daniel Siebert Arbitre vidéo : Bastian Dankert | Spectateurs : 41 823 Arbitrage : Daniel Siebert Arbitre vidéo : Bastian Dankert |
| 26 novembre 2022 13 h heure locale | Rapport |         |           | Spectateurs : 41 823 Arbitrage : Daniel Siebert Arbitre vidéo : Bastian Dankert | Spectateurs : 41 823 Arbitrage : Daniel Siebert Arbitre vidéo : Bastian Dankert |

| Match 23                           | France                                               | 2 - 1   | Danemark                    | Stade 974, Doha                                                                      |                                                                                      |
| 26 novembre 2022 19 h heure locale | ( T. Hernandez) Mbappé 61e · ( Griezmann) Mbappé 86e | (0 - 0) | 68e Christensen (Andersen ) | Spectateurs : 42 860 Arbitrage : Szymon Marciniak Arbitre vidéo : Tomasz Kwiatkowski | Spectateurs : 42 860 Arbitrage : Szymon Marciniak Arbitre vidéo : Tomasz Kwiatkowski |
| 26 novembre 2022 19 h heure locale | Rapport                                              |         |                             | Spectateurs : 42 860 Arbitrage : Szymon Marciniak Arbitre vidéo : Tomasz Kwiatkowski | Spectateurs : 42 860 Arbitrage : Szymon Marciniak Arbitre vidéo : Tomasz Kwiatkowski |

3e journée
| Match 37                           | Australie            | 1 - 0   | Danemark | Stade Al-Janoub, Al Wakrah                                                       |                                                                                  |
| 30 novembre 2022 18 h heure locale | ( McGree) Leckie 60e | (0 - 0) |          | Spectateurs : 41 232 Arbitrage : Mustapha Ghorbal Arbitre vidéo : Mauro Vigliano | Spectateurs : 41 232 Arbitrage : Mustapha Ghorbal Arbitre vidéo : Mauro Vigliano |
| 30 novembre 2022 18 h heure locale | Rapport              |         |          | Spectateurs : 41 232 Arbitrage : Mustapha Ghorbal Arbitre vidéo : Mauro Vigliano | Spectateurs : 41 232 Arbitrage : Mustapha Ghorbal Arbitre vidéo : Mauro Vigliano |

| Match 38                           | Tunisie                | 1 - 0   | France | Stade Education City, Al Rayyan                                                  |                                                                                  |
| 30 novembre 2022 18 h heure locale | ( Laïdouni) Khazri 58e | (0 - 0) |        | Spectateurs : 43 627 Arbitrage : Matthew Conger Arbitre vidéo : Abdulla Al-Marri | Spectateurs : 43 627 Arbitrage : Matthew Conger Arbitre vidéo : Abdulla Al-Marri |
| 30 novembre 2022 18 h heure locale | Rapport                |         |        | Spectateurs : 43 627 Arbitrage : Matthew Conger Arbitre vidéo : Abdulla Al-Marri | Spectateurs : 43 627 Arbitrage : Matthew Conger Arbitre vidéo : Abdulla Al-Marri |

La Tunisie tient tête au Danemark, le match se termine sur un score nul et vierge mais les deux équipes ont vu leurs buts refusés pour cause de hors-jeu tandis que le milieu de terrain danois Christian Eriksen a fait sa première grande apparition internationale depuis son arrêt cardiaque en plein match lors de l'Euro 2020. La France, championne en titre, en profite pour s'installer en tête du groupe. Menée par l'Australie, après l'ouverture du score de Craig Goodwin, les Bleus enchaînent quatre buts, par Adrien Rabiot, Kylian Mbappé et un doublé d'Olivier Giroud, pour s'imposer finalement 4-1. Le doublé de  Giroud lui permet d'égaler Thierry Henry en tant que meilleur buteur de l'histoire des Bleus.
Lors de la deuxième journée, l'Australie se relance dans la course à la qualification en s'imposant contre la Tunisie, Mitchell Duke marquant l'unique but du match. Il s'agissait de la première victoire australienne en Coupe du monde depuis 2010. Les Français battent de leur côté des Danois timorés grâce à un doublé de Mbappé et sont les premiers à valider leur ticket pour les huitièmes de finale après seulement deux matchs (première fois depuis le Brésil en 2006 que le champion sortant franchit le premier tour).
Lors de la dernière journée, l'Australie surprend le Danemark (1-0) et empoche la deuxième place qualificative du groupe. Dans l'autre match, Wahbi Khazri ouvre la marque pour la Tunisie contre la France à la 58e minute. Antoine Griezmann égalise dans les arrêts de jeu, mais le but est annulé à tort pour hors-jeu en raison d'une erreur dans le protocole d'arbitrage, l'arbitre principal ayant sifflé la reprise et la fin de la rencontre avant l'intervention de la VAR qui validait le but. Cet incident est sans conséquence pour la France, défaite mais première de son groupe, tandis que la Tunisie, malgré la victoire, termine troisième et est éliminée, le résultat de l'autre rencontre ne lui étant pas favorable.

#### Groupe E

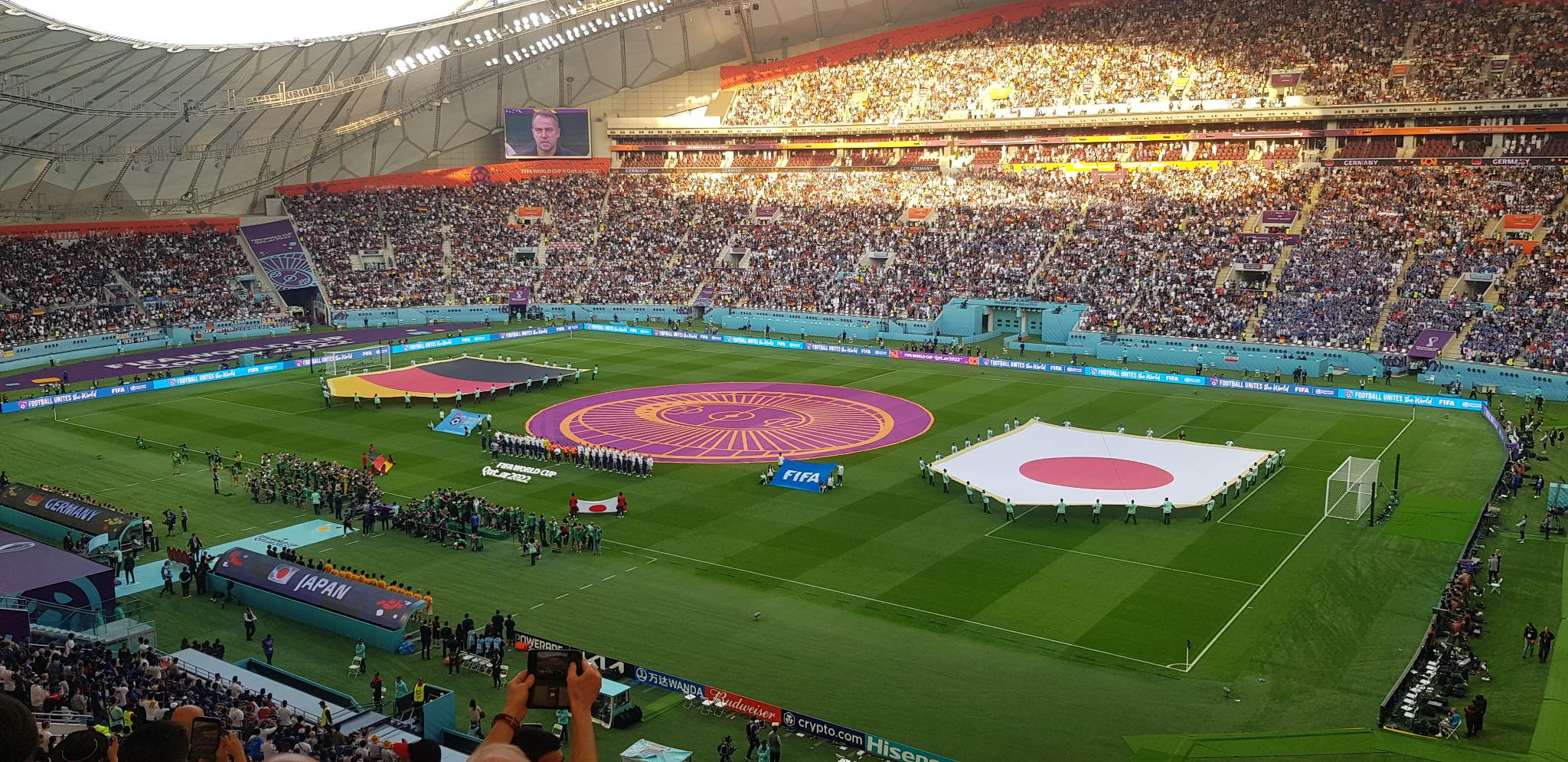
Entrée des joueurs lors du match Allemagne-Japon.

|   | Équipe     | Pts | J | G | N | P | BP | BC | Diff |
| 1 | Japon      | 6   | 3 | 2 | 0 | 1 | 4  | 3  | +1   |
| 2 | Espagne    | 4   | 3 | 1 | 1 | 1 | 9  | 3  | +6   |
| 3 | Allemagne  | 4   | 3 | 1 | 1 | 1 | 6  | 5  | +1   |
| 4 | Costa Rica | 3   | 3 | 1 | 0 | 2 | 3  | 11 | -8   |

1re journée
| Match 11                           | Allemagne           | 1 - 2   | Japon                           | Stade international de Khalifa, Doha                                        |                                                                             |
| 23 novembre 2022 16 h heure locale | Gündoğan 33e (pen.) | (1 - 0) | 75e Doan · 83e Asano (Itakura ) | Spectateurs : 42 608 Arbitrage : Iván Barton Arbitre vidéo : Mauro Vigliano | Spectateurs : 42 608 Arbitrage : Iván Barton Arbitre vidéo : Mauro Vigliano |
| 23 novembre 2022 16 h heure locale | Rapport             |         |                                 | Spectateurs : 42 608 Arbitrage : Iván Barton Arbitre vidéo : Mauro Vigliano | Spectateurs : 42 608 Arbitrage : Iván Barton Arbitre vidéo : Mauro Vigliano |

| Match 10                           | Espagne | 7 - 0   | Costa Rica | Stade Al-Thumama, Doha                                                             |                                                                                    |
| 23 novembre 2022 19 h heure locale | ( Gavi) Olmo 11e · ( Alba) Asensio 21e · F. Torres 31e (pen.) · F. Torres 54e · ( Morata) Gavi 74e · Soler 90e · ( Olmo) Morata 90+2e | (3 - 0) |            | Spectateurs : 40 013 Arbitrage : Mohammed Abdulla Arbitre vidéo : Abdulla Al-Marri | Spectateurs : 40 013 Arbitrage : Mohammed Abdulla Arbitre vidéo : Abdulla Al-Marri |
| 23 novembre 2022 19 h heure locale | Rapport |         |            | Spectateurs : 40 013 Arbitrage : Mohammed Abdulla Arbitre vidéo : Abdulla Al-Marri | Spectateurs : 40 013 Arbitrage : Mohammed Abdulla Arbitre vidéo : Abdulla Al-Marri |

2e journée
| Match 25                           | Japon   | 0 - 1   | Costa Rica           | Stade Ahmad-ben-Ali, Al Rayyan                                                 |                                                                                |
| 27 novembre 2022 13 h heure locale |         | (0 - 0) | 81e Fuller (Tejeda ) | Spectateurs : 41 479 Arbitrage : Michael Oliver Arbitre vidéo : Jérôme Brisard | Spectateurs : 41 479 Arbitrage : Michael Oliver Arbitre vidéo : Jérôme Brisard |
| 27 novembre 2022 13 h heure locale | Rapport |         |                      | Spectateurs : 41 479 Arbitrage : Michael Oliver Arbitre vidéo : Jérôme Brisard | Spectateurs : 41 479 Arbitrage : Michael Oliver Arbitre vidéo : Jérôme Brisard |

| Match 28                           | Espagne            | 1 - 1   | Allemagne               | Stade Al-Bayt, Al-Khor                                                         |                                                                                |
| 27 novembre 2022 22 h heure locale | ( Alba) Morata 62e | (0 - 0) | 83e Füllkrug (Musiala ) | Spectateurs : 68 895 Arbitrage : Danny Makkelie Arbitre vidéo : Pol van Boekel | Spectateurs : 68 895 Arbitrage : Danny Makkelie Arbitre vidéo : Pol van Boekel |
| 27 novembre 2022 22 h heure locale | Rapport            |         |                         | Spectateurs : 68 895 Arbitrage : Danny Makkelie Arbitre vidéo : Pol van Boekel | Spectateurs : 68 895 Arbitrage : Danny Makkelie Arbitre vidéo : Pol van Boekel |

3e journée
| Match 43                            | Japon                                  | 2 - 1   | Espagne                   | Stade international de Khalifa, Doha                                            |                                                                                 |
| 1er décembre 2022 22 h heure locale | ( Ito) Doan 48e · ( Mitoma) Tanaka 51e | (0 - 1) | 11e Morata (Azpilicueta ) | Spectateurs : 44 851 Arbitrage : Victor Gomes Arbitre vidéo : Fernando Guerrero | Spectateurs : 44 851 Arbitrage : Victor Gomes Arbitre vidéo : Fernando Guerrero |
| 1er décembre 2022 22 h heure locale | Rapport                                |         |                           | Spectateurs : 44 851 Arbitrage : Victor Gomes Arbitre vidéo : Fernando Guerrero | Spectateurs : 44 851 Arbitrage : Victor Gomes Arbitre vidéo : Fernando Guerrero |

| Match 44                            | Costa Rica                   | 2 - 4   | Allemagne                                                                                   | Stade Al-Bayt, Al-Khor                                                           |                                                                                  |
| 1er décembre 2022 22 h heure locale | Tejeda 58e · Juan Vargas 70e | (0 - 1) | 10e Gnabry (Raum ) · 73e Havertz (Füllkrug ) · 85e Havertz (Gnabry ) · 89e Füllkrug (Sané ) | Spectateurs : 67 054 Arbitrage : Stéphanie Frappart Arbitre vidéo : Drew Fischer | Spectateurs : 67 054 Arbitrage : Stéphanie Frappart Arbitre vidéo : Drew Fischer |
| 1er décembre 2022 22 h heure locale | Rapport                      |         |                                                                                             | Spectateurs : 67 054 Arbitrage : Stéphanie Frappart Arbitre vidéo : Drew Fischer | Spectateurs : 67 054 Arbitrage : Stéphanie Frappart Arbitre vidéo : Drew Fischer |

Le groupe E s'ouvre avec la rencontre opposant le Japon à l'Allemagne, championne du monde en 2014. Après un penalty transformé par l'Allemand İlkay Gündoğan, le Japon renverse la situation en marquant deux buts en seconde période par Ritsu Doan et Takuma Asano pour s'imposer 2-1 et créer la sensation. Dans l'autre match de cette première journée, l'Espagne est en réussite et réalise un carton face au Costa Rica, sur le score de 7 à 0. Keylor Navas est fautif sur 3 des buts espagnols. Il s'agit du plus large écart en Coupe du monde depuis la victoire du Portugal sur la Corée du Nord en 2010 sur le même score.
La deuxième journée voit le Costa Rica se ressaisir et battre le Japon tandis que l'Allemagne et l'Espagne se neutralisent sur le score de 1-1, Álvaro Morata marquant pour l'Espagne et Niclas Füllkrug égalisant pour l'Allemagne.
La 3e et dernière journée est riche en retournements de situation. Lors du match entre l'Espagne et le Japon, l'espagnol Morata ouvre le score. Mais en seconde période, le Japon égalise par Ritsu Doan, avant qu'un second but, inscrit par Ao Tanaka, ne soit examiné par la VAR en raison d'un ballon récupéré à la limite extérieure de la ligne du terrain de jeu pour être finalement accordé. En s'imposant 2-1, le Japon se hisse en tête du groupe, créant une nouvelle fois la surprise après sa victoire contre l'Allemagne. Dans l'autre rencontre entre l'Allemagne et le Costa Rica, Serge Gnabry ouvre la marque pour les Allemands dès la 10e minute. Des buts de Yeltsin Tejeda et Juan Vargas en début de seconde période donnent cependant l'avantage au Costa Rica, qui se retrouve alors pendant un moment virtuellement qualifié au détriment de l'Espagne. L'Allemagne parvient à reprendre le contrôle du match et marque à trois reprises : deux buts de Kai Havertz et un de Niclas Füllkrug. Malgré sa victoire 4 à 2, l'Allemagne est éliminée en raison du succès surprise du Japon contre l'Espagne, ces deux derniers étant les qualifiés du groupe. L'Espagne ne devance finalement l'Allemagne qu'à la différence de buts. C'est la deuxième fois consécutive, après 2018, que les quadruples champions du monde sont éliminés au premier tour.

#### Groupe F

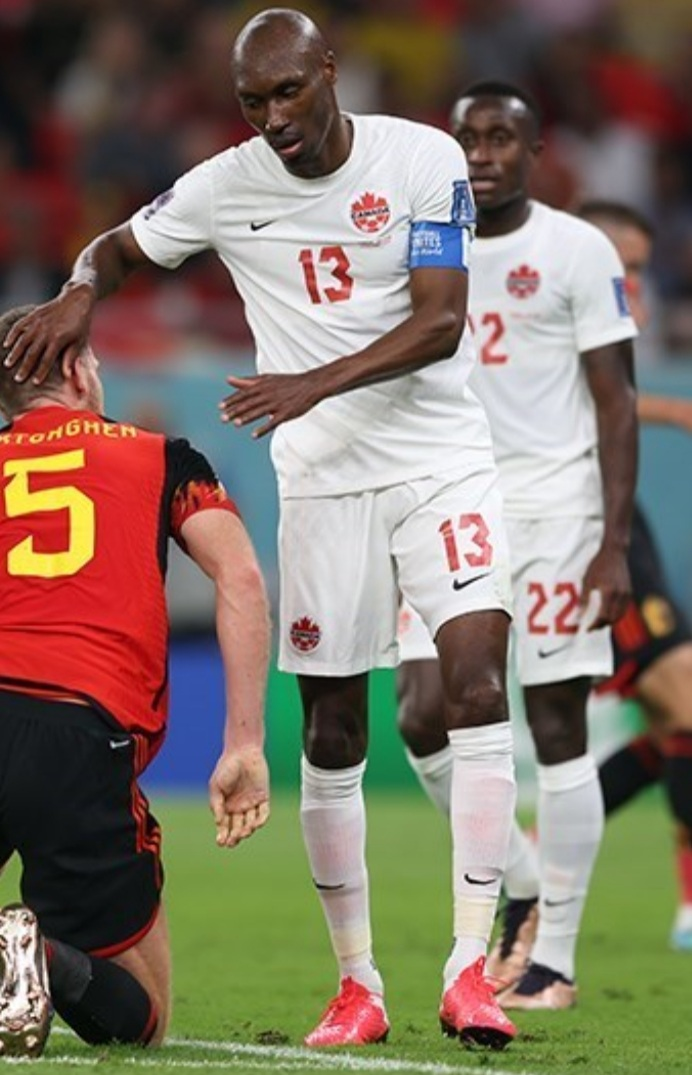
Le capitaine canadien Atiba Hutchinson et Jan Vertonghen lors du match Belgique-Canada.

|   | Équipe   | Pts | J | G | N | P | BP | BC | Diff |
| 1 | Maroc    | 7   | 3 | 2 | 1 | 0 | 4  | 1  | +3   |
| 2 | Croatie  | 5   | 3 | 1 | 2 | 0 | 4  | 1  | +3   |
| 3 | Belgique | 4   | 3 | 1 | 1 | 1 | 1  | 2  | -1   |
| 4 | Canada   | 0   | 3 | 0 | 0 | 3 | 2  | 7  | -5   |

1re journée
| Match 12                           | Maroc   | 0 - 0   | Croatie | Stade Al-Bayt, Al-Khor                                                             |                                                                                    |
| 23 novembre 2022 13 h heure locale |         | (0 - 0) |         | Spectateurs : 59 407 Arbitrage : Fernando Rapallini Arbitre vidéo : Julio Bascuñán | Spectateurs : 59 407 Arbitrage : Fernando Rapallini Arbitre vidéo : Julio Bascuñán |
| 23 novembre 2022 13 h heure locale | Rapport |         |         | Spectateurs : 59 407 Arbitrage : Fernando Rapallini Arbitre vidéo : Julio Bascuñán | Spectateurs : 59 407 Arbitrage : Fernando Rapallini Arbitre vidéo : Julio Bascuñán |

| Match 9                            | Belgique                      | 1 - 0   | Canada | Stade Ahmad-ben-Ali, Al Rayyan                                           |                                                                          |
| 23 novembre 2022 22 h heure locale | ( Alderweireld) Batshuayi 44e | (1 - 0) |        | Spectateurs : 40 432 Arbitrage : Janny Sikazwe Arbitre vidéo : Juan Soto | Spectateurs : 40 432 Arbitrage : Janny Sikazwe Arbitre vidéo : Juan Soto |
| 23 novembre 2022 22 h heure locale | Rapport                       |         |        | Spectateurs : 40 432 Arbitrage : Janny Sikazwe Arbitre vidéo : Juan Soto | Spectateurs : 40 432 Arbitrage : Janny Sikazwe Arbitre vidéo : Juan Soto |

2e journée
| Match 26                           | Belgique | 0 - 2   | Maroc                                           | Stade Al-Thumama, Doha                                                                |                                                                                       |
| 27 novembre 2022 16 h heure locale |          | (0 - 0) | 73e Saïss (Sabiri ) · 90+2e Aboukhlal (Ziyech ) | Spectateurs : 43 738 Arbitrage : César Arturo Ramos Arbitre vidéo : Fernando Guerrero | Spectateurs : 43 738 Arbitrage : César Arturo Ramos Arbitre vidéo : Fernando Guerrero |
| 27 novembre 2022 16 h heure locale | Rapport  |         |                                                 | Spectateurs : 43 738 Arbitrage : César Arturo Ramos Arbitre vidéo : Fernando Guerrero | Spectateurs : 43 738 Arbitrage : César Arturo Ramos Arbitre vidéo : Fernando Guerrero |

| Match 27                           | Croatie                                                                                            | 4 - 1   | Canada                | Stade international de Khalifa, Doha                                           |                                                                                |
| 27 novembre 2022 19 h heure locale | ( Perišić) Kramarić 36e · ( Juranović) Livaja 44e · ( Perišić) Kramarić 70e · ( Oršić) Majer 90+4e | (2 - 1) | 2e Davies (Buchanan ) | Spectateurs : 44 374 Arbitrage : Andrés Matonte Arbitre vidéo : Mauro Vigliano | Spectateurs : 44 374 Arbitrage : Andrés Matonte Arbitre vidéo : Mauro Vigliano |
| 27 novembre 2022 19 h heure locale | Rapport                                                                                            |         |                       | Spectateurs : 44 374 Arbitrage : Andrés Matonte Arbitre vidéo : Mauro Vigliano | Spectateurs : 44 374 Arbitrage : Andrés Matonte Arbitre vidéo : Mauro Vigliano |

3e journée
| Match 41                            | Croatie | 0 - 0   | Belgique | Stade Ahmad-ben-Ali, Al Rayyan                                              |                                                                             |
| 1er décembre 2022 18 h heure locale |         | (0 - 0) |          | Spectateurs : 43 984 Arbitrage : Anthony Taylor Arbitre vidéo : Marco Fritz | Spectateurs : 43 984 Arbitrage : Anthony Taylor Arbitre vidéo : Marco Fritz |
| 1er décembre 2022 18 h heure locale | Rapport |         |          | Spectateurs : 43 984 Arbitrage : Anthony Taylor Arbitre vidéo : Marco Fritz | Spectateurs : 43 984 Arbitrage : Anthony Taylor Arbitre vidéo : Marco Fritz |

| Match 42                            | Canada           | 1 - 2   | Maroc                               | Stade Al-Thumama, Doha                                                        |                                                                               |
| 1er décembre 2022 18 h heure locale | Aguerd 40e (csc) | (1 - 2) | 4e Ziyech · 23e En-Nesyri (Hakimi ) | Spectateurs : 43 102 Arbitrage : Raphael Claus Arbitre vidéo : Julio Bascuñán | Spectateurs : 43 102 Arbitrage : Raphael Claus Arbitre vidéo : Julio Bascuñán |
| 1er décembre 2022 18 h heure locale | Rapport          |         |                                     | Spectateurs : 43 102 Arbitrage : Raphael Claus Arbitre vidéo : Julio Bascuñán | Spectateurs : 43 102 Arbitrage : Raphael Claus Arbitre vidéo : Julio Bascuñán |

Le premier match du groupe F met aux prises le Maroc et la Croatie, qui se neutralisent sans marquer (0-0). Dans l'autre rencontre de la première journée, le Canada bouscule et fait trembler la Belgique en première mi-temps, manquant notamment un penalty, arrêté par Thibaut Courtois. La Belgique finit par s'imposer grâce à Michy Batshuayi (1-0) contre le Canada qui méritait mieux.
Lors de la deuxième journée, la Belgique confirme l'impression mitigée laissée par son premier match et s'incline cette fois 2-0 face au Maroc, les Marocains ayant même vu un but de Hakim Ziyech sur coup franc direct de longue portée annulé pour un hors-jeu d'un autre joueur dans la phase de préparation du but. Deux buts de Zakaria Aboukhla et Romain Saïss en seconde période permettent donc au Maroc de renouer avec la victoire en Coupe du monde (sans succès depuis 1998). Dans l'autre match, le Canada ouvre le score face à la Croatie, grâce à Alphonso Davies qui inscrit le premier but canadien de l'histoire en Coupe du monde. Les Croates réagissent et marquent par Marko Livaja, Lovro Majer, et Andrej Kramarić à deux reprises, pour s'imposer finalement 4-1.
Lors de la dernière journée, le Maroc bat le Canada 2-1 grâce à deux buts en début de match de Hakim Ziyech et Youssef En-Nesyri et termine à la première place du groupe. De leur côté la Croatie et la Belgique se séparent sur un match nul et vierge qui fait les affaires des Croates, mais pas des Belges, éliminés alors qu'ils figuraient à la deuxième place du classement FIFA avant le début du mondial.

#### Groupe G

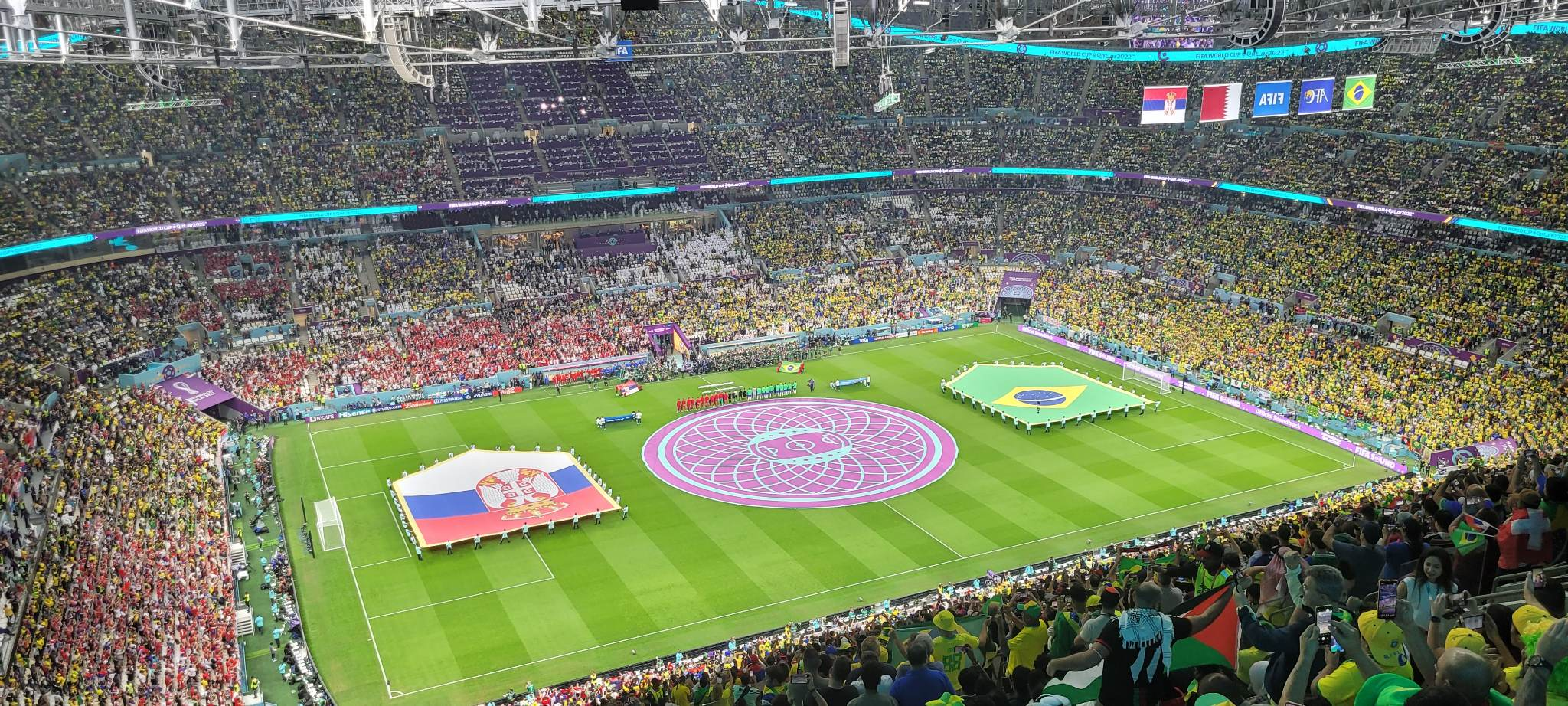
Brésil vs Serbie.

|   | Équipe   | Pts | J | G | N | P | BP | BC | Diff |
| 1 | Brésil   | 6   | 3 | 2 | 0 | 1 | 3  | 1  | +2   |
| 2 | Suisse   | 6   | 3 | 2 | 0 | 1 | 4  | 3  | +1   |
| 3 | Cameroun | 4   | 3 | 1 | 1 | 1 | 4  | 4  | 0    |
| 4 | Serbie   | 1   | 3 | 0 | 1 | 2 | 5  | 8  | -3   |

1re journée
| Match 13                           | Suisse                | 1 - 0   | Cameroun | Stade Al-Janoub, Al Wakrah                                                    |                                                                               |
| 24 novembre 2022 13 h heure locale | ( Shaqiri) Embolo 48e | (0 - 0) |          | Spectateurs : 39 089 Arbitrage : Facundo Tello Arbitre vidéo : Mauro Vigliano | Spectateurs : 39 089 Arbitrage : Facundo Tello Arbitre vidéo : Mauro Vigliano |
| 24 novembre 2022 13 h heure locale | Rapport               |         |          | Spectateurs : 39 089 Arbitrage : Facundo Tello Arbitre vidéo : Mauro Vigliano | Spectateurs : 39 089 Arbitrage : Facundo Tello Arbitre vidéo : Mauro Vigliano |

| Match 16                           | Brésil                                        | 2 - 0   | Serbie | Stade de Lusail, Lusail                                                         |                                                                                 |
| 24 novembre 2022 22 h heure locale | Richarlison 62e · ( Vinícius) Richarlison 73e | (0 - 0) |        | Spectateurs : 88 103 Arbitrage : Alireza Faghani Arbitre vidéo : Taleb Al-Marri | Spectateurs : 88 103 Arbitrage : Alireza Faghani Arbitre vidéo : Taleb Al-Marri |
| 24 novembre 2022 22 h heure locale | Rapport                                       |         |        | Spectateurs : 88 103 Arbitrage : Alireza Faghani Arbitre vidéo : Taleb Al-Marri | Spectateurs : 88 103 Arbitrage : Alireza Faghani Arbitre vidéo : Taleb Al-Marri |

2e journée
| Match 29                           | Cameroun                                                                        | 3 - 3   | Serbie                                                                                     | Stade Al-Janoub, Al Wakrah                                                      |                                                                                 |
| 28 novembre 2022 13 h heure locale | Castelletto 29e · ( Castelletto) Aboubakar 63e · ( Aboubakar) Choupo-Moting 66e | (1 - 2) | 45+1e Pavlović (Tadić ) · 45+3e Milinković-Savić (Živković ) · 53e A. Mitrović (Živković ) | Spectateurs : 39 789 Arbitrage : Mohammed Abdulla Arbitre vidéo : Nicolás Gallo | Spectateurs : 39 789 Arbitrage : Mohammed Abdulla Arbitre vidéo : Nicolás Gallo |
| 28 novembre 2022 13 h heure locale | Rapport                                                                         |         |                                                                                            | Spectateurs : 39 789 Arbitrage : Mohammed Abdulla Arbitre vidéo : Nicolás Gallo | Spectateurs : 39 789 Arbitrage : Mohammed Abdulla Arbitre vidéo : Nicolás Gallo |

| Match 31                           | Brésil                  | 1 - 0   | Suisse | Stade 974, Doha                                                           |                                                                           |
| 28 novembre 2022 19 h heure locale | ( Rodrygo) Casemiro 83e | (0 - 0) |        | Spectateurs : 43 649 Arbitrage : Iván Barton Arbitre vidéo : Drew Fischer | Spectateurs : 43 649 Arbitrage : Iván Barton Arbitre vidéo : Drew Fischer |
| 28 novembre 2022 19 h heure locale | Rapport                 |         |        | Spectateurs : 43 649 Arbitrage : Iván Barton Arbitre vidéo : Drew Fischer | Spectateurs : 43 649 Arbitrage : Iván Barton Arbitre vidéo : Drew Fischer |

3e journée
| Match 47                          | Serbie                                  | 2 - 3   | Suisse                                                            | Stade 974, Doha                                                                    |                                                                                    |
| 2 décembre 2022 22 h heure locale | ( Tadić) A. Mitrović 26e · Vlahović 35e | (2 - 2) | 20e Shaqiri (Sow ) · 44e Embolo (Widmer ) · 48e Freuler (Vargas ) | Spectateurs : 41 378 Arbitrage : Fernando Rapallini Arbitre vidéo : Mauro Vigliano | Spectateurs : 41 378 Arbitrage : Fernando Rapallini Arbitre vidéo : Mauro Vigliano |
| 2 décembre 2022 22 h heure locale | Rapport                                 |         |                                                                   | Spectateurs : 41 378 Arbitrage : Fernando Rapallini Arbitre vidéo : Mauro Vigliano | Spectateurs : 41 378 Arbitrage : Fernando Rapallini Arbitre vidéo : Mauro Vigliano |

| Match 48                          | Cameroun                   | 1 - 0   | Brésil | Stade de Lusail, Lusail                                                            |                                                                                    |
| 2 décembre 2022 22 h heure locale | ( Mbekeli) Aboubakar 90+2e | (0 - 0) |        | Spectateurs : 85 986 Arbitrage : Ismail Elfath Arbitre vidéo : Alejandro Hernández | Spectateurs : 85 986 Arbitrage : Ismail Elfath Arbitre vidéo : Alejandro Hernández |
| 2 décembre 2022 22 h heure locale | Vincent Aboubakar 90+3e    | Rapport |        | Spectateurs : 85 986 Arbitrage : Ismail Elfath Arbitre vidéo : Alejandro Hernández | Spectateurs : 85 986 Arbitrage : Ismail Elfath Arbitre vidéo : Alejandro Hernández |

La Suisse commence bien la compétition en battant le Cameroun grâce à un but de Breel Embolo (1-0). Le Brésil quant à lui s'impose également, face à la Serbie, grâce à un doublé de Richarlison mais voit sa star Neymar se blesser à la cheville.
La deuxième journée est marquée par le match spectaculaire entre le Cameroun et la Serbie. Après un but de Jean-Charles Castelletto pour les Camerounais, les Serbes marquent à trois reprises, par Strahinja Pavlović, Sergej Milinković-Savić, et Aleksandar Mitrović, de part et d'autre de la mi-temps. Les Camerounais parviennent ensuite à recoller au score avec des buts de Vincent Aboubakar et Eric Maxim Choupo-Moting, portant la marque finale à trois buts partout. L'autre rencontre du groupe G entre le Brésil et la Suisse voit les Brésiliens assurer leur qualification pour les huitièmes de finale en deux matchs en l'emportant grâce à un but de Casemiro à la 83e minute.
Le Brésil, qui a déjà la tête au second tour, se laisse surprendre par le Cameroun 1-0, sur un but de Vincent Aboubakar en toute fin de match. Le Camerounais est bêtement expulsé après un second carton jaune, reçu pour avoir enlevé son maillot en célébrant son but. Le Cameroun s'impose sur le fil pour l'honneur car le second qualifié du groupe est la Suisse, vainqueur dans le même temps de la Serbie 3-2.

#### Groupe H

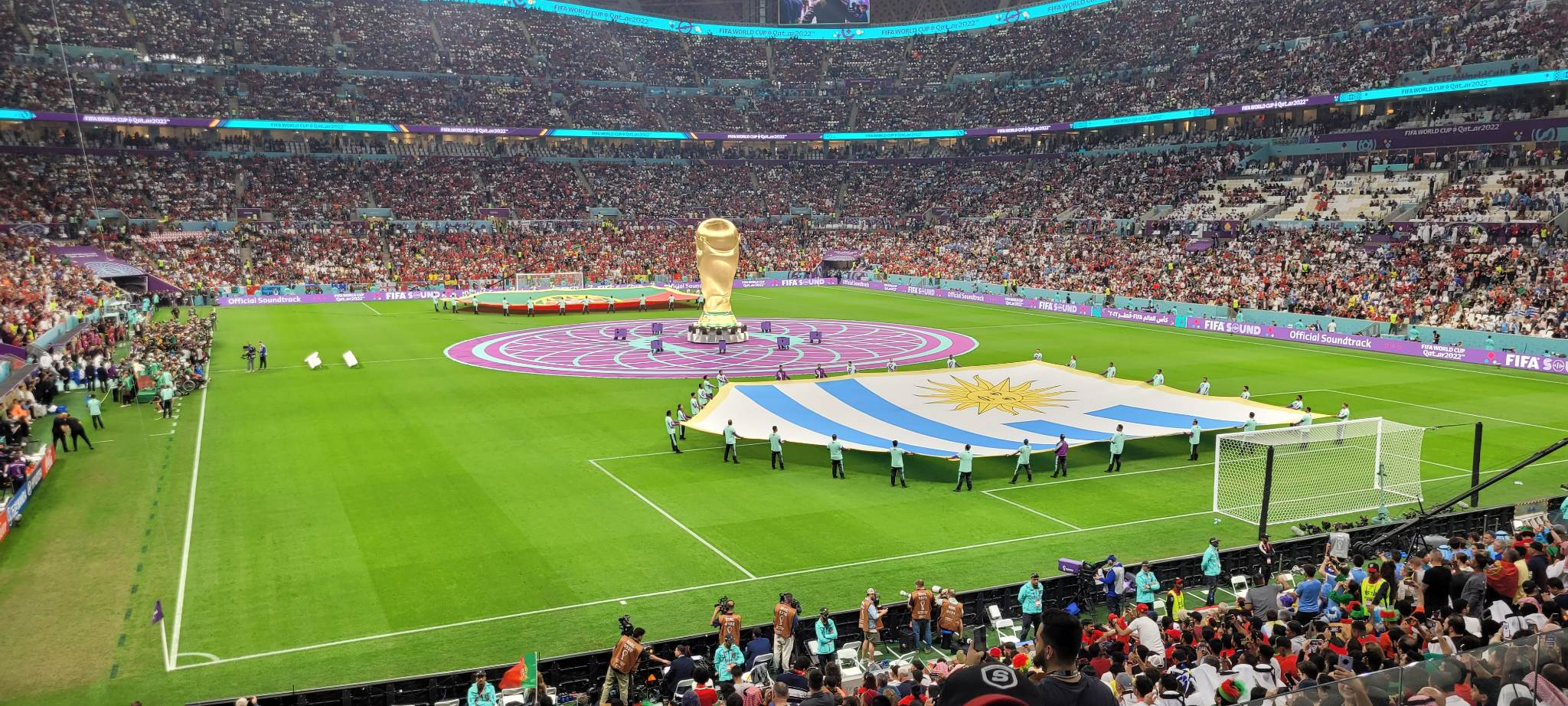
Portugal vs Uruguay.

|   | Équipe       | Pts | J | G | N | P | BP | BC | Diff |
| 1 | Portugal     | 6   | 3 | 2 | 0 | 1 | 6  | 4  | +2   |
| 2 | Corée du Sud | 4   | 3 | 1 | 1 | 1 | 4  | 4  | 0    |
| 3 | Uruguay      | 4   | 3 | 1 | 1 | 1 | 2  | 2  | 0    |
| 4 | Ghana        | 3   | 3 | 1 | 0 | 2 | 5  | 7  | -2   |

1re journée
| Match 14                           | Uruguay | 0 - 0   | Corée du Sud | Stade Education City, Al Rayyan                                                |                                                                                |
| 24 novembre 2022 16 h heure locale |         | (0 - 0) |              | Spectateurs : 41 663 Arbitrage : Clément Turpin Arbitre vidéo : Jérôme Brisard | Spectateurs : 41 663 Arbitrage : Clément Turpin Arbitre vidéo : Jérôme Brisard |
| 24 novembre 2022 16 h heure locale | Rapport |         |              | Spectateurs : 41 663 Arbitrage : Clément Turpin Arbitre vidéo : Jérôme Brisard | Spectateurs : 41 663 Arbitrage : Clément Turpin Arbitre vidéo : Jérôme Brisard |

| Match 15                           | Portugal                                                            | 3 - 2   | Ghana                    | Stade 974, Doha                                                                   |                                                                                   |
| 24 novembre 2022 19 h heure locale | Ronaldo 65e (pen.) · ( Fernandes) Félix 78e · ( Fernandes) Leão 80e | (0 - 0) | 73e A. Ayew · 89e Bukari | Spectateurs : 42 662 Arbitrage : Ismail Elfath Arbitre vidéo : Armando Villarreal | Spectateurs : 42 662 Arbitrage : Ismail Elfath Arbitre vidéo : Armando Villarreal |
| 24 novembre 2022 19 h heure locale | Rapport                                                             |         |                          | Spectateurs : 42 662 Arbitrage : Ismail Elfath Arbitre vidéo : Armando Villarreal | Spectateurs : 42 662 Arbitrage : Ismail Elfath Arbitre vidéo : Armando Villarreal |

2e journée
| Match 30                           | Corée du Sud                                            | 2 - 3   | Ghana                                                   | Stade Education City, Al Rayyan                                                    |                                                                                    |
| 28 novembre 2022 16 h heure locale | ( Lee K.-I.) Cho G.-S. 58e · ( Kim J.-S.) Cho G.-S. 61e | (0 - 2) | 24e Salisu · 34e Kudus (J. Ayew ) · 68e Kudus (Mensah ) | Spectateurs : 43 983 Arbitrage : Anthony Taylor Arbitre vidéo : Tomasz Kwiatkowski | Spectateurs : 43 983 Arbitrage : Anthony Taylor Arbitre vidéo : Tomasz Kwiatkowski |
| 28 novembre 2022 16 h heure locale | Rapport                                                 |         |                                                         | Spectateurs : 43 983 Arbitrage : Anthony Taylor Arbitre vidéo : Tomasz Kwiatkowski | Spectateurs : 43 983 Arbitrage : Anthony Taylor Arbitre vidéo : Tomasz Kwiatkowski |

| Match 32                           | Portugal                                            | 2 - 0   | Uruguay | Stade de Lusail, Lusail                                                           |                                                                                   |
| 28 novembre 2022 22 h heure locale | ( Guerreiro) Fernandes 54e · Fernandes 90+3e (pen.) | (0 - 0) |         | Spectateurs : 88 668 Arbitrage : Alireza Faghani Arbitre vidéo : Abdulla Al-Marri | Spectateurs : 88 668 Arbitrage : Alireza Faghani Arbitre vidéo : Abdulla Al-Marri |
| 28 novembre 2022 22 h heure locale | Rapport                                             |         |         | Spectateurs : 88 668 Arbitrage : Alireza Faghani Arbitre vidéo : Abdulla Al-Marri | Spectateurs : 88 668 Arbitrage : Alireza Faghani Arbitre vidéo : Abdulla Al-Marri |

3e journée
| Match 45                          | Ghana   | 0 - 2   | Uruguay                                         | Stade Al-Janoub, Al Wakrah                                                      |                                                                                 |
| 2 décembre 2022 18 h heure locale |         | (0 - 2) | 26e De Arrascaeta · 32e De Arrascaeta (Suárez ) | Spectateurs : 43 443 Arbitrage : Daniel Siebert Arbitre vidéo : Bastian Dankert | Spectateurs : 43 443 Arbitrage : Daniel Siebert Arbitre vidéo : Bastian Dankert |
| 2 décembre 2022 18 h heure locale | Rapport |         |                                                 | Spectateurs : 43 443 Arbitrage : Daniel Siebert Arbitre vidéo : Bastian Dankert | Spectateurs : 43 443 Arbitrage : Daniel Siebert Arbitre vidéo : Bastian Dankert |

| Match 46                          | Corée du Sud                                   | 2 - 1   | Portugal          | Stade Education City, Al Rayyan                                              |                                                                              |
| 2 décembre 2022 18 h heure locale | Kim Y.-G. 27e · ( Son H.-M.) Hwang H.-C. 90+1e | (1 - 1) | 5e Horta (Dalot ) | Spectateurs : 44 097 Arbitrage : Facundo Tello Arbitre vidéo : Nicolas Gallo | Spectateurs : 44 097 Arbitrage : Facundo Tello Arbitre vidéo : Nicolas Gallo |
| 2 décembre 2022 18 h heure locale | Rapport                                        |         |                   | Spectateurs : 44 097 Arbitrage : Facundo Tello Arbitre vidéo : Nicolas Gallo | Spectateurs : 44 097 Arbitrage : Facundo Tello Arbitre vidéo : Nicolas Gallo |

Le premier match du groupe H voit l'Uruguay et la Corée du Sud se séparer sur un score nul et vierge qui n'arrange aucune des deux équipes. Après une première mi-temps également sans but entre le Portugal et le Ghana, Cristiano Ronaldo transforme un penalty pour donner l'avantage au Portugal. Ronaldo est ainsi devenu le premier joueur à marquer au moins une fois lors de cinq phases finales de Coupes du monde. Le Ghana égalise par André Ayew avant que João Félix et Rafael Leão ne donnent une avance confortable au Portugal. Osman Bukari réduit cependant le score à la 89e minute, puis Iñaki Williams manque l'occasion d'égaliser pour le Ghana en glissant avant de tirer, dix minutes après, dans le temps additionnel. Le Portugal s'impose sur le score de 3-2.
Lors de la seconde journée, le Ghana ouvre le score contre la Corée du Sud par Mohammed Salisu et double son avantage par Mohammed Kudus. En seconde période, Cho Gue-sung inscrit un doublé et remet la Corée du Sud à égalité. Mohammed Kudus redonne l'avantage au Ghana à la 68e minute qui tient ensuite sa victoire (3-2). L'autre affiche opposant le Portugal et l'Uruguay voit la victoire des Portugais sur le score de 2-0. Un penalty controversé est accordé en fin de match, José María Giménez étant soupçonné d'avoir donné un coup de main. Les Portugais font la bonne affaire de la journée en s'assurant leur qualification après deux matchs.
Lors de la dernière journée, les Portugais vont perdre progressivement le fil de leur rencontre face à la Corée du Sud, alors que la première place du groupe est rapidement confortée après l'ouverture du score de Ricardo Horta au bout de 10 minutes de jeu. L'égalisation de la Corée du Sud par Kim Young-gwon redonne de l'espoir aux Asiatiques de l'Est, même si dans l'autre rencontre l'Uruguay domine nettement le Ghana et mène 2 à 0 grâce à deux buts de Arrasca. Alors qu'on se dirige vers une qualification de l'Uruguay qui paraît logique au vu de la maîtrise des Sud-Américains, un coup de théâtre se produit sur l'autre terrain dans le temps additionnel : Hwang Hee-chan marque le but de la victoire pour la Corée du Sud (2-1) face à un Portugal démobilisé. Un rapide calcul montre que la Corée prend la deuxième place qualificative du groupe aux dépens de l'Uruguay au critère du nombre de buts marqués. Les Uruguayens qui ont eu de nombreuses occasions d'alourdir le score face au Ghana tout au long du match sont prévenus tardivement de la victoire surprise coréenne et tentent, en vain, d'inscrire le troisième but synonyme de second tour dans les derniers instants. Dépités, plusieurs joueurs uruguayens entourent les arbitres à la fin du match et les suivent hors du terrain, arguant que le temps additionnel accordé était trop court.

### Tableau final
|  | Huitièmes de finale                                 | Huitièmes de finale                                 |            |                                                      | Quarts de finale                                     | Quarts de finale                       |   |  | Demi-finales                            | Demi-finales                            |  |  | Finale                                  | Finale                                  |
|  | Huitièmes de finale                                 | Huitièmes de finale                                 |            |                                                      | Quarts de finale                                     | Quarts de finale                       |   |  | Demi-finales                            | Demi-finales                            |  |  | Finale                                  | Finale                                  |
|  |                                                     |                                                     |            |                                                      |                                                      |                                        |   |  |                                         |                                         |  |  |                                         |                                         |
|  | 3 décembre au stade international de Khalifa (Doha) | 3 décembre au stade international de Khalifa (Doha) |            |                                                      | 9 décembre au stade de Lusail (Lusail)               | 9 décembre au stade de Lusail (Lusail) |   |  | 13 décembre au stade de Lusail (Lusail) | 13 décembre au stade de Lusail (Lusail) |  |  | 18 décembre au stade de Lusail (Lusail) | 18 décembre au stade de Lusail (Lusail) |
|  | 3 décembre au stade international de Khalifa (Doha) | 3 décembre au stade international de Khalifa (Doha) |            |                                                      | 9 décembre au stade de Lusail (Lusail)               | 9 décembre au stade de Lusail (Lusail) |   |  | 13 décembre au stade de Lusail (Lusail) | 13 décembre au stade de Lusail (Lusail) |  |  | 18 décembre au stade de Lusail (Lusail) | 18 décembre au stade de Lusail (Lusail) |
|  | Pays-Bas                                            | 3                                                   |            |                                                      | 9 décembre au stade de Lusail (Lusail)               | 9 décembre au stade de Lusail (Lusail) |   |  | 13 décembre au stade de Lusail (Lusail) | 13 décembre au stade de Lusail (Lusail) |  |  | 18 décembre au stade de Lusail (Lusail) | 18 décembre au stade de Lusail (Lusail) |
|  | Pays-Bas                                            | 3                                                   |            |                                                      | 9 décembre au stade de Lusail (Lusail)               | 9 décembre au stade de Lusail (Lusail) |   |  | 13 décembre au stade de Lusail (Lusail) | 13 décembre au stade de Lusail (Lusail) |  |  | 18 décembre au stade de Lusail (Lusail) | 18 décembre au stade de Lusail (Lusail) |
|  | États-Unis                                          | 1                                                   |            |                                                      | 9 décembre au stade de Lusail (Lusail)               | 9 décembre au stade de Lusail (Lusail) |   |  | 13 décembre au stade de Lusail (Lusail) | 13 décembre au stade de Lusail (Lusail) |  |  | 18 décembre au stade de Lusail (Lusail) | 18 décembre au stade de Lusail (Lusail) |
|  | États-Unis                                          | 1                                                   | Pays-Bas   | 2 ap (3)                                             |                                                      |                                        |   |  | 13 décembre au stade de Lusail (Lusail) | 13 décembre au stade de Lusail (Lusail) |  |  | 18 décembre au stade de Lusail (Lusail) | 18 décembre au stade de Lusail (Lusail) |
|  | 3 décembre au stade Ahmad-ben-Ali (Al Rayyan)       |                                                     | Pays-Bas   | 2 ap (3)                                             |                                                      |                                        |   |  | 13 décembre au stade de Lusail (Lusail) | 13 décembre au stade de Lusail (Lusail) |  |  | 18 décembre au stade de Lusail (Lusail) | 18 décembre au stade de Lusail (Lusail) |
|  |                                                     | Argentine                                           | 2 tab(4)   |                                                      |                                                      |                                        |   |  | 13 décembre au stade de Lusail (Lusail) | 13 décembre au stade de Lusail (Lusail) |  |  | 18 décembre au stade de Lusail (Lusail) | 18 décembre au stade de Lusail (Lusail) |
|  | Argentine                                           | Argentine                                           | 2 tab(4)   | 2                                                    |                                                      |                                        |   |  | 13 décembre au stade de Lusail (Lusail) | 13 décembre au stade de Lusail (Lusail) |  |  | 18 décembre au stade de Lusail (Lusail) | 18 décembre au stade de Lusail (Lusail) |
|  | Argentine                                           | 9 décembre au stade Education City (Al Rayyan)      |            | 2                                                    |                                                      |                                        |   |  | 13 décembre au stade de Lusail (Lusail) | 13 décembre au stade de Lusail (Lusail) |  |  | 18 décembre au stade de Lusail (Lusail) | 18 décembre au stade de Lusail (Lusail) |
|  | Australie                                           | 1                                                   |            |                                                      |                                                      |                                        |   |  | 13 décembre au stade de Lusail (Lusail) | 13 décembre au stade de Lusail (Lusail) |  |  | 18 décembre au stade de Lusail (Lusail) | 18 décembre au stade de Lusail (Lusail) |
|  | Australie                                           | 1                                                   | Argentine  | 3                                                    |                                                      |                                        |   |  |                                         |                                         |  |  | 18 décembre au stade de Lusail (Lusail) | 18 décembre au stade de Lusail (Lusail) |
|  | 5 décembre au stade Al-Janoub (Al Wakrah)           |                                                     | Argentine  | 3                                                    |                                                      |                                        |   |  |                                         |                                         |  |  | 18 décembre au stade de Lusail (Lusail) | 18 décembre au stade de Lusail (Lusail) |
|  |                                                     | Croatie                                             | 0          |                                                      |                                                      |                                        |   |  |                                         |                                         |  |  | 18 décembre au stade de Lusail (Lusail) | 18 décembre au stade de Lusail (Lusail) |
|  | Japon                                               | Croatie                                             | 0          | 1 ap (1)                                             |                                                      |                                        |   |  |                                         |                                         |  |  | 18 décembre au stade de Lusail (Lusail) | 18 décembre au stade de Lusail (Lusail) |
|  | Japon                                               | 14 décembre au stade Al-Bayt (Al-Khor)              |            | 1 ap (1)                                             |                                                      |                                        |   |  |                                         |                                         |  |  | 18 décembre au stade de Lusail (Lusail) | 18 décembre au stade de Lusail (Lusail) |
|  | Croatie                                             | 1 tab(3)                                            |            |                                                      |                                                      |                                        |   |  |                                         |                                         |  |  | 18 décembre au stade de Lusail (Lusail) | 18 décembre au stade de Lusail (Lusail) |
|  | Croatie                                             | 1 tab(3)                                            | Croatie    | 1 tab(4)                                             |                                                      |                                        |   |  |                                         |                                         |  |  | 18 décembre au stade de Lusail (Lusail) | 18 décembre au stade de Lusail (Lusail) |
|  | 5 décembre au stade 974 (Doha)                      |                                                     | Croatie    | 1 tab(4)                                             |                                                      |                                        |   |  |                                         |                                         |  |  | 18 décembre au stade de Lusail (Lusail) | 18 décembre au stade de Lusail (Lusail) |
|  |                                                     | Brésil                                              | 1 ap (2)   |                                                      |                                                      |                                        |   |  |                                         |                                         |  |  | 18 décembre au stade de Lusail (Lusail) | 18 décembre au stade de Lusail (Lusail) |
|  | Brésil                                              | Brésil                                              | 1 ap (2)   | 4                                                    |                                                      |                                        |   |  |                                         |                                         |  |  | 18 décembre au stade de Lusail (Lusail) | 18 décembre au stade de Lusail (Lusail) |
|  | Brésil                                              | 10 décembre au stade Al-Bayt (Al-Khor)              |            | 4                                                    |                                                      |                                        |   |  |                                         |                                         |  |  | 18 décembre au stade de Lusail (Lusail) | 18 décembre au stade de Lusail (Lusail) |
|  | Corée du Sud                                        | 1                                                   |            |                                                      |                                                      |                                        |   |  |                                         |                                         |  |  | 18 décembre au stade de Lusail (Lusail) | 18 décembre au stade de Lusail (Lusail) |
|  | Corée du Sud                                        | 1                                                   | Argentine  | 3 tab(4)                                             |                                                      |                                        |   |  |                                         |                                         |  |  |                                         |                                         |
|  | 4 décembre au stade Al-Bayt (Al-Khor)               |                                                     | Argentine  | 3 tab(4)                                             |                                                      |                                        |   |  |                                         |                                         |  |  |                                         |                                         |
|  |                                                     | France                                              | 3 ap (2)   |                                                      |                                                      |                                        |   |  |                                         |                                         |  |  |                                         |                                         |
|  | Angleterre                                          | France                                              | 3 ap (2)   | 3                                                    |                                                      |                                        |   |  |                                         |                                         |  |  |                                         |                                         |
|  | Angleterre                                          |                                                     |            | 3                                                    |                                                      |                                        |   |  |                                         |                                         |  |  |                                         |                                         |
|  | Sénégal                                             | 0                                                   |            |                                                      |                                                      |                                        |   |  |                                         |                                         |  |  |                                         |                                         |
|  | Sénégal                                             | 0                                                   | Angleterre | 1                                                    |                                                      |                                        |   |  |                                         |                                         |  |  |                                         |                                         |
|  | 4 décembre au stade Al-Thumama (Doha)               |                                                     | Angleterre | 1                                                    |                                                      |                                        |   |  |                                         |                                         |  |  |                                         |                                         |
|  |                                                     | France                                              | 2          |                                                      |                                                      |                                        |   |  |                                         |                                         |  |  |                                         |                                         |
|  | France                                              | France                                              | 2          | 3                                                    |                                                      |                                        |   |  |                                         |                                         |  |  |                                         |                                         |
|  | France                                              | 10 décembre au stade Al-Thumama (Doha)              |            | 3                                                    |                                                      |                                        |   |  |                                         |                                         |  |  |                                         |                                         |
|  | Pologne                                             | 1                                                   |            |                                                      |                                                      |                                        |   |  |                                         |                                         |  |  |                                         |                                         |
|  | Pologne                                             | 1                                                   | France     | 2                                                    |                                                      |                                        |   |  |                                         |                                         |  |  |                                         |                                         |
|  | 6 décembre au stade Education City (Al Rayyan)      |                                                     | France     | 2                                                    |                                                      |                                        |   |  |                                         |                                         |  |  |                                         |                                         |
|  |                                                     | Maroc                                               | 0          |                                                      |                                                      |                                        |   |  |                                         |                                         |  |  |                                         |                                         |
|  | Maroc                                               | Maroc                                               | 0          | 0 tab(3)                                             |                                                      |                                        |   |  |                                         |                                         |  |  |                                         |                                         |
|  | Maroc                                               |                                                     |            | 0 tab(3)                                             |                                                      |                                        |   |  |                                         |                                         |  |  |                                         |                                         |
|  | Espagne                                             | 0 ap (0)                                            |            | Match pour la 3e place                               | Match pour la 3e place                               |                                        |   |  |                                         |                                         |  |  |                                         |                                         |
|  | Espagne                                             | 0 ap (0)                                            | Maroc      | Match pour la 3e place                               | Match pour la 3e place                               | 1                                      |   |  |                                         |                                         |  |  |                                         |                                         |
|  | 6 décembre au stade de Lusail (Lusail)              | 6 décembre au stade de Lusail (Lusail)              | Maroc      | 17 décembre au stade international de Khalifa (Doha) | 17 décembre au stade international de Khalifa (Doha) | 1                                      |   |  |                                         |                                         |  |  |                                         |                                         |
|  | 6 décembre au stade de Lusail (Lusail)              | 6 décembre au stade de Lusail (Lusail)              |            | 17 décembre au stade international de Khalifa (Doha) | 17 décembre au stade international de Khalifa (Doha) | Portugal                               | 0 |  |                                         |                                         |  |  |                                         |                                         |
|  | Portugal                                            | 6                                                   | Croatie    | 2                                                    |                                                      | Portugal                               | 0 |  |                                         |                                         |  |  |                                         |                                         |
|  | Portugal                                            | 6                                                   | Croatie    | 2                                                    |                                                      |                                        |   |  |                                         |                                         |  |  |                                         |                                         |
|  | Suisse                                              | 1                                                   |            | Maroc                                                | 1                                                    |                                        |   |  |                                         |                                         |  |  |                                         |                                         |
|  | Suisse                                              | 1                                                   |            | Maroc                                                | 1                                                    |                                        |   |  |                                         |                                         |  |  |                                         |                                         |

Format et règlement
Toutes les rencontres sont à élimination directe, du stade des huitièmes de finale jusqu'à celui de la finale.
Si les deux équipes qui s'affrontent sont à égalité à la fin du temps réglementaire de 90 minutes, une prolongation (a.p) de deux fois 15 minutes est jouée. Si les deux équipes sont toujours à égalité à la fin de la prolongation, une épreuve de tirs au but (t.a.b) est disputée afin de décider de la qualification pour le tour suivant, ou de l'obtention du titre s'il s'agit de la finale.
En plus des cinq remplacements de joueurs autorisés par équipe pendant le temps réglementaire, un sixième remplacement est possible lors de la prolongation. Lors du temps réglementaire, trois sessions sont autorisées en cours de jeu pour effectuer ces changements de joueurs. Les remplacements effectués à la mi-temps ne sont pas concernés par cette restriction.

#### Huitièmes de finale
| Match 49                          | Pays-Bas                                                                  | 3 - 1   | États-Unis            | Stade international de Khalifa, Doha                                          |                                                                               |
| 3 décembre 2022 18 h heure locale | ( Dumfries) Memphis 10e · ( Dumfries) Blind 45+1e · ( Blind) Dumfries 81e | (2 - 0) | 76e Wright (Pulisic ) | Spectateurs : 44 846 Arbitrage : Wilton Sampaio Arbitre vidéo : Nicolás Gallo | Spectateurs : 44 846 Arbitrage : Wilton Sampaio Arbitre vidéo : Nicolás Gallo |
| 3 décembre 2022 18 h heure locale | Rapport                                                                   |         |                       | Spectateurs : 44 846 Arbitrage : Wilton Sampaio Arbitre vidéo : Nicolás Gallo | Spectateurs : 44 846 Arbitrage : Wilton Sampaio Arbitre vidéo : Nicolás Gallo |

Les Pays-Bas abordent le match en tant que favoris tandis que les États-Unis, auteurs d'un match solide contre l'Angleterre, croient en leur chance.
Le match est équilibré, les Américains se procurent quelques occasions, notamment en début de match, mais les Oranje sont plus efficaces et, grâce à Memphis Depay (10e), servi parfaitement par Denzel Dumfries, et Daley Blind (45e) parviennent à faire le break avant la mi-temps (2-0). Au retour des vestiaires, les Américains reviennent dans le match et réduisent la marque à un quart d'heure de la fin. Cinq minutes plus tard, un but de Dumfries, qui sera désigné homme du match, met fin aux espoirs de la Team USA.
| Match 50                          | Argentine                           | 2 - 1   | Australie           | Stade Ahmad-ben-Ali, Al Rayyan                                                       |                                                                                      |
| 3 décembre 2022 22 h heure locale | ( Otamendi) Messi 35e · Álvarez 57e | (1 - 0) | 77e (csc) Fernández | Spectateurs : 45 032 Arbitrage : Szymon Marciniak Arbitre vidéo : Tomasz Kwiatkowski | Spectateurs : 45 032 Arbitrage : Szymon Marciniak Arbitre vidéo : Tomasz Kwiatkowski |
| 3 décembre 2022 22 h heure locale | Rapport                             |         |                     | Spectateurs : 45 032 Arbitrage : Szymon Marciniak Arbitre vidéo : Tomasz Kwiatkowski | Spectateurs : 45 032 Arbitrage : Szymon Marciniak Arbitre vidéo : Tomasz Kwiatkowski |

L'Argentine s'avance en grandissime favori face à l'équipe d'Australie, qui joue son second huitième de finale de mondial après celui de 2006 face à l'Italie. Lionel Messi (35e) ouvre la marque peu de temps avant la mi-temps, avant que Julian Alvarez (57e) ne double la mise pour les Argentins, à la suite d'une erreur de relance de la défense australienne. L'Argentine marque un but contre son camp (77e), ce qui a pour effet de relancer la partie. Malgré plusieurs tentatives, notamment une occasion de Garang Kuol stoppée par le gardien argentin, l'Australie ne parvient pas à égaliser et l' Albiceleste se qualifie pour les quarts de finale.
| Match 52                          | France                                                                | 3 - 1   | Pologne                  | Stade Al-Thumama, Doha                                                      |                                                                             |
| 4 décembre 2022 18 h heure locale | ( Mbappé) Giroud 44e · ( Dembélé) Mbappé 74e · ( Thuram) Mbappé 90+1e | (1 - 0) | 90+9e (pen.) Lewandowski | Spectateurs : 40 989 Arbitrage : Jesús Valenzuela Arbitre vidéo : Juan Soto | Spectateurs : 40 989 Arbitrage : Jesús Valenzuela Arbitre vidéo : Juan Soto |
| 4 décembre 2022 18 h heure locale | Rapport                                                               |         |                          | Spectateurs : 40 989 Arbitrage : Jesús Valenzuela Arbitre vidéo : Juan Soto | Spectateurs : 40 989 Arbitrage : Jesús Valenzuela Arbitre vidéo : Juan Soto |

L’équipe de France, championne du monde, s'accroche à son titre en se sortant facilement du piège polonais, malgré un début de match difficile. Olivier Giroud débloque la situation en ouvrant la marque avant la pause (44e), devenant à l'occasion le meilleur buteur de l'histoire de la sélection française. Libérés, les Bleus effectuent une meilleure deuxième mi-temps et se mettent à l'abri grâce à Kylian Mbappé, qui s'offre un doublé avec deux frappes en lucarne (74e et 90+1e). Un penalty de Robert Lewandowski avant le coup de sifflet final (90+9e) permet à la Pologne de sauver l'honneur. 
| Match 51                          | Angleterre                                                            | 3 - 0   | Sénégal | Stade Al-Bayt, Al-Khor                                                    |                                                                           |
| 4 décembre 2022 22 h heure locale | ( Bellingham) Henderson 38e · ( Foden) Kane 45+3e · ( Foden) Saka 57e | (2 - 0) |         | Spectateurs : 65 985 Arbitrage : Iván Barton Arbitre vidéo : Drew Fischer | Spectateurs : 65 985 Arbitrage : Iván Barton Arbitre vidéo : Drew Fischer |
| 4 décembre 2022 22 h heure locale | Rapport                                                               |         |         | Spectateurs : 65 985 Arbitrage : Iván Barton Arbitre vidéo : Drew Fischer | Spectateurs : 65 985 Arbitrage : Iván Barton Arbitre vidéo : Drew Fischer |

Les Three Lions anglais rencontrent les Lions de la Téranga du Sénégal dans un match qui, après une première demi-heure marquée par deux grosses occasions des Sénégalais, vire à la correction pour les champions d'Afrique en titre. Jordan Henderson ouvre la marque à la 38e minute, puis Harry Kane double la mise sur un contre à quelques secondes de la mi-temps (45+3e). Assommés, les Sénégalais ne reviennent pas dans le match et encaissent un troisième but par Bukayo Saka (57e).
| Match 53                          | Japon                               | 1 - 1 a.p.            | Croatie                              | Stade Al-Janoub, Al Wakrah                                                   |                                                                              |
| 5 décembre 2022 18 h heure locale | ( Yoshida) Maeda 43e                | (1 - 0, 1 - 1, 1 - 1) | 55e Perišić (Lovren )                | Spectateurs : 42 523 Arbitrage : Ismail Elfath Arbitre vidéo : Nicolás Gallo | Spectateurs : 42 523 Arbitrage : Ismail Elfath Arbitre vidéo : Nicolás Gallo |
| 5 décembre 2022 18 h heure locale | Rapport                             |                       |                                      | Spectateurs : 42 523 Arbitrage : Ismail Elfath Arbitre vidéo : Nicolás Gallo | Spectateurs : 42 523 Arbitrage : Ismail Elfath Arbitre vidéo : Nicolás Gallo |
| 5 décembre 2022 18 h heure locale | Minamino · Mitoma · Asano · Yoshida | Tirs au but 1 - 3     | Vlašić · Brozović · Livaja · Pašalić | Spectateurs : 42 523 Arbitrage : Ismail Elfath Arbitre vidéo : Nicolás Gallo | Spectateurs : 42 523 Arbitrage : Ismail Elfath Arbitre vidéo : Nicolás Gallo |

Les Croates obtiennent leur qualification en quarts de finale au bout du suspens, à l'issue d'une partie équilibrée jusqu’à la fin de la prolongation. Les Japonais avaient ouvert le score par Daizen Maeda juste avant la mi-temps (43e), les finalistes de 2018 répliquant sur un coup de tête d'Ivan Perišić en deuxième période (55e). Durant la séance de tirs au but, nécessaire pour départager les deux équipes, le portier croate Dominik Livaković réalise une prestation de haut vol en arrêtant trois tirs cadrés des Japonais sur les quatre effectués. Il devient ainsi le troisième gardien (après son compatriote Danijel Subašić en 2018 et Ricardo en 2006) à réaliser une telle performance en Coupe du monde.
| Match 54                          | Brésil                                                                                         | 4 - 1   | Corée du Sud   | Stade 974, Doha                                                                |                                                                                |
| 5 décembre 2022 22 h heure locale | ( Neymar) Vinícius 7e · Neymar 13e (pen.) · ( Silva) Richarlison 29e · ( Vinícius) Paquetá 36e | (4 - 0) | 76e Paik S.-H. | Spectateurs : 43 847 Arbitrage : Clément Turpin Arbitre vidéo : Jérôme Brisard | Spectateurs : 43 847 Arbitrage : Clément Turpin Arbitre vidéo : Jérôme Brisard |
| 5 décembre 2022 22 h heure locale | Rapport                                                                                        |         |                | Spectateurs : 43 847 Arbitrage : Clément Turpin Arbitre vidéo : Jérôme Brisard | Spectateurs : 43 847 Arbitrage : Clément Turpin Arbitre vidéo : Jérôme Brisard |

Les Brésiliens, emmenés par Neymar, de retour de blessure, l'emportent facilement face à la Corée du Sud, invitée surprise de ces huitièmes de finale. La Seleçao fait la différence en première mi-temps par l'intermédiaire de Vinicius (7e), Neymar sur penalty (13e), Richarlison (29e) et Paqueta (36e). Le Brésil se contente de gérer son avantage en seconde période et les Coréens sont récompensés de leur combativité en sauvant l'honneur par une frappe lointaine de Paik Seung-ho (76e).
| Match 55                          | Maroc                             | 0 - 0 a.p.            | Espagne                    | Stade Education City, Al Rayyan                                                    |                                                                                    |
| 6 décembre 2022 18 h heure locale |                                   | (0 - 0, 0 - 0, 0 - 0) |                            | Spectateurs : 44 667 Arbitrage : Fernando Rapallini Arbitre vidéo : Mauro Vigliano | Spectateurs : 44 667 Arbitrage : Fernando Rapallini Arbitre vidéo : Mauro Vigliano |
| 6 décembre 2022 18 h heure locale | Rapport                           |                       |                            | Spectateurs : 44 667 Arbitrage : Fernando Rapallini Arbitre vidéo : Mauro Vigliano | Spectateurs : 44 667 Arbitrage : Fernando Rapallini Arbitre vidéo : Mauro Vigliano |
| 6 décembre 2022 18 h heure locale | Sabiri · Ziyech · Benoun · Hakimi | Tirs au but 3 - 0     | Sarabia · Soler · Busquets | Spectateurs : 44 667 Arbitrage : Fernando Rapallini Arbitre vidéo : Mauro Vigliano | Spectateurs : 44 667 Arbitrage : Fernando Rapallini Arbitre vidéo : Mauro Vigliano |

Les deux équipes doivent se départager aux tirs au but après un match fermé, stérilement dominé par l'Espagne (76,8 % de possession) et sans but marqué. Lors de la séance, les Espagnols ne réussissent pas une seule de leurs trois tentatives : Pablo Sarabia envoie son tir sur le poteau, le gardien marocain Yassine Bounou stoppe ceux de Carlos Soler et Sergio Busquets. Le Maroc réussit deux de ses trois premiers tirs puis Achraf Hakimi qualifie son équipe en quarts de finale d'une panenka, dès la première « balle de match ». Le Maroc devient la première sélection nord-africaine à atteindre ce niveau de la compétition,.
| Match 56                          | Portugal | 6 - 1   | Suisse     | Stade de Lusail, Lusail                                                          |                                                                                  |
| 6 décembre 2022 22 h heure locale | ( Félix) Ramos 17e · ( Fernandes) Pepe 33e · ( Dalot) Ramos 51e · ( Ramos) Guerreiro 55e · ( Félix) Ramos 67e · ( Guerreiro) Leão 90+2e | (2 - 0) | 58e Akanji | Spectateurs : 83 720 Arbitrage : César Arturo Ramos Arbitre vidéo : Drew Fischer | Spectateurs : 83 720 Arbitrage : César Arturo Ramos Arbitre vidéo : Drew Fischer |
| 6 décembre 2022 22 h heure locale | Rapport |         |            | Spectateurs : 83 720 Arbitrage : César Arturo Ramos Arbitre vidéo : Drew Fischer | Spectateurs : 83 720 Arbitrage : César Arturo Ramos Arbitre vidéo : Drew Fischer |

Sans Cristiano Ronaldo, qui débute la rencontre sur le banc, le Portugal s'impose largement dans un match à sens unique. Des buts signés Gonçalo Ramos (17e, 51e, 67e), Guerreiro (55e), Leão (90+2e) et du vétéran défenseur central Pepe (33e), qui devient ainsi, à 39 ans et 283 jours, le plus vieux buteur d'un match à élimination directe de Coupe du Monde. Après 16 ans d'attente, la Seleçao portugaise atteint les quarts de finale du mondial pour la troisième fois de son histoire. 

#### Quarts de finale
| Match 58                          | Croatie                         | 1 - 1 a.p.            | Brésil                                  | Stade Education City, Al Rayyan                                                |                                                                                |
| 9 décembre 2022 18 h heure locale | ( Oršić) Petković 117e          | (0 - 0, 0 - 0, 0 - 1) | 105+1e Neymar (Paquetá )                | Spectateurs : 43 893 Arbitrage : Michael Oliver Arbitre vidéo : Pol van Boekel | Spectateurs : 43 893 Arbitrage : Michael Oliver Arbitre vidéo : Pol van Boekel |
| 9 décembre 2022 18 h heure locale | Rapport                         |                       |                                         | Spectateurs : 43 893 Arbitrage : Michael Oliver Arbitre vidéo : Pol van Boekel | Spectateurs : 43 893 Arbitrage : Michael Oliver Arbitre vidéo : Pol van Boekel |
| 9 décembre 2022 18 h heure locale | Vlašić · Majer · Modrić · Oršić | Tirs au but 4 - 2     | Rodrygo · Casemiro · Pedro · Marquinhos | Spectateurs : 43 893 Arbitrage : Michael Oliver Arbitre vidéo : Pol van Boekel | Spectateurs : 43 893 Arbitrage : Michael Oliver Arbitre vidéo : Pol van Boekel |

Dans un match où la Croatie bien organisée empêche le Brésil de développer son jeu d'attaque, Neymar pense délivrer les siens en prolongation en trompant Dominik Livaković après un double une-deux avec Rodrygo et Lucas Paquetá dans la surface (107e). Mais le gardien croate est l'homme fort de ce match, parvenant à repousser plusieurs tentatives brésiliennes. Dix minutes après le but de Neymar, au bout de la deuxième mi-temps de la prolongation, une contre-attaque rapidement menée des Croates aboutit à l'égalisation de Petković. Il s'agit de leur seule frappe cadrée du match. Lors de la séance de tirs au but, Livaković arrête la tentative de Rodrygo, puis Marquinhos envoie son tir sur le poteau. Les Valtreni sont pour la troisième fois de l'histoire en demi-finale après 1998 et 2018.
| Match 57                          | Pays-Bas                                                  | 2 - 2 a.p.            | Argentine                                            | Stade de Lusail, Lusail                                                                  |                                                                                          |
| 9 décembre 2022 22 h heure locale | ( Berghuis) Weghorst 83e · ( Koopmeiners) Weghorst 90+11e | (0 - 1, 2 - 2, 2 - 2) | 35e Molina (Messi ) · 73e (pen.) Messi               | Spectateurs : 88 235 Arbitrage : Antonio Mateu Lahoz Arbitre vidéo : Alejandro Hernández | Spectateurs : 88 235 Arbitrage : Antonio Mateu Lahoz Arbitre vidéo : Alejandro Hernández |
| 9 décembre 2022 22 h heure locale | Denzel Dumfries 120+8e                                    | Rapport               |                                                      | Spectateurs : 88 235 Arbitrage : Antonio Mateu Lahoz Arbitre vidéo : Alejandro Hernández | Spectateurs : 88 235 Arbitrage : Antonio Mateu Lahoz Arbitre vidéo : Alejandro Hernández |
| 9 décembre 2022 22 h heure locale | van Dijk · Berghuis · Koopmeiners · Weghorst · L. de Jong | Tirs au but 3 - 4     | Messi · Paredes · Montiel · Fernández · La. Martínez | Spectateurs : 88 235 Arbitrage : Antonio Mateu Lahoz Arbitre vidéo : Alejandro Hernández | Spectateurs : 88 235 Arbitrage : Antonio Mateu Lahoz Arbitre vidéo : Alejandro Hernández |

L'Argentine se qualifie pour les demi-finales en s'imposant aux tirs au but face aux Pays-Bas. L' Albiceleste ouvre le score par l'intermédiaire de Nahuel Molina (35e), bien décalé par Messi. Ce dernier double la mise sur penalty en deuxième mi-temps (73e), mettant l'Argentine sur de bon rails pour la qualification. Mais, loin d'être abattus, les Néerlandais se montrent plus offensifs et reviennent dans la partie grâce à Wout Weghorst, entré en jeu à la 78e minute et auteur d'un doublé (83e et 90+11e). Le but égalisateur néerlandais est inscrit sur une superbe combinaison sur coup franc dans les derniers instants du temps additionnel. Aucune des deux équipes ne parvient à prendre l'avantage au cours de la prolongation et c'est aux tirs au but que se décide une fois de plus la qualification. Le portier argentin Emiliano Martínez s'illustre en sortant les deux premières tentatives néerlandaises. Lautaro Martínez qualifie ensuite l'Argentine en transformant l'ultime tir au but.
| Match 60                           | Maroc                        | 1 - 0   | Portugal | Stade Al-Thumama, Doha                                                        |                                                                               |
| 10 décembre 2022 18 h heure locale | ( Attiatallah) En-Nesyri 42e | (1 - 0) |          | Spectateurs : 44 198 Arbitrage : Facundo Tello Arbitre vidéo : Mauro Vigliano | Spectateurs : 44 198 Arbitrage : Facundo Tello Arbitre vidéo : Mauro Vigliano |
| 10 décembre 2022 18 h heure locale | Walid Cheddira 90+3e         | Rapport |          | Spectateurs : 44 198 Arbitrage : Facundo Tello Arbitre vidéo : Mauro Vigliano | Spectateurs : 44 198 Arbitrage : Facundo Tello Arbitre vidéo : Mauro Vigliano |

Le Maroc réalise l'exploit de devenir la première nation africaine à décrocher son billet pour les demi-finales de la Coupe du monde en battant le Portugal. Le seul buteur du match est Youssef En-Nesyri (42e) qui, en reprenant un centre venu de la gauche, devance d'une tête piquée le portier portugais auteur d'une sortie ratée. Les Portugais tentent de réagir en deuxième période mais leurs tentatives sont stoppées par le gardien de but marocain Yassine Bounou.
| Match 59                           | Angleterre      | 1 - 2   | France                                                | Stade Al-Bayt, Al-Khor                                                        |                                                                               |
| 10 décembre 2022 22 h heure locale | Kane 54e (pen.) | (0 - 1) | 17e Tchouaméni (Griezmann ) · 78e Giroud (Griezmann ) | Spectateurs : 68 895 Arbitrage : Wilton Sampaio Arbitre vidéo : Nicolás Gallo | Spectateurs : 68 895 Arbitrage : Wilton Sampaio Arbitre vidéo : Nicolás Gallo |
| 10 décembre 2022 22 h heure locale | Rapport         |         |                                                       | Spectateurs : 68 895 Arbitrage : Wilton Sampaio Arbitre vidéo : Nicolás Gallo | Spectateurs : 68 895 Arbitrage : Wilton Sampaio Arbitre vidéo : Nicolás Gallo |

La France ouvre le score dès la 17e minute : Aurélien Tchouaméni, décalé par Antoine Griezmann, marque des 25 m au ras du poteau. L'Angleterre parvient à revenir au score en début de deuxième période après une faute de Tchouaméni sur Bukayo Saka qui provoque un penalty transformé par Harry Kane. Un mouvement français aboutit à un centre de Griezmann pour la tête d'Olivier Giroud qui, à la lutte avec Harry Maguire, parvient à battre Jordan Pickford pour donner l'avantage à son équipe à douze minutes de la fin, portant son record à 53 buts en équipe de France. L'Angleterre a l'occasion d'égaliser en obtenant un second pénalty à la suite d'un coup d'épaule trop énergique de Théo Hernandez qui bouscule Mason Mount dans la surface de réparation. Kane se charge à nouveau de tirer le pénalty mais il rate sa tentative en envoyant le ballon dans les tribunes à la 84e minute. Cet évènement marque un tournant dans cette fin de match, le score en reste à 2-1 et la France atteint pour la septième fois les demi-finales de la Coupe du monde après 1958, 1982, 1986, 1998, 2006 et 2018. Avec les victoires de la  Croatie et de la France, c'est la première fois depuis 1990 que les deux finalistes de l'édition précédente atteignent le dernier carré.

#### Demi-finales
| Match 61                           | Argentine                                             | 3 - 0   | Croatie | Stade de Lusail, Lusail                                                             |                                                                                     |
| 13 décembre 2022 22 h heure locale | Messi 34e (pen.) · Álvarez 39e · ( Messi) Álvarez 69e | (2 - 0) |         | Spectateurs : 88 966 Arbitrage : Daniele Orsato Arbitre vidéo : Massimiliano Irrati | Spectateurs : 88 966 Arbitrage : Daniele Orsato Arbitre vidéo : Massimiliano Irrati |
| 13 décembre 2022 22 h heure locale | Rapport                                               |         |         | Spectateurs : 88 966 Arbitrage : Daniele Orsato Arbitre vidéo : Massimiliano Irrati | Spectateurs : 88 966 Arbitrage : Daniele Orsato Arbitre vidéo : Massimiliano Irrati |

Après une première demi-heure équilibrée au cours de laquelle les Croates contrôlent le ballon sans parvenir à s'approcher du but d'Emiliano Martínez, le match bascule lorsque Julián Álvarez est accroché dans la surface croate par Dominik Livaković : le penalty est transformé par Lionel Messi pour donner l'avantage à l' Albiceleste. Moins de cinq minutes plus tard, après un corner croate repoussé par la défense argentine, Álvarez part de sa moitié de terrain, remonte plein centre, entre dans la surface alors que Nahuel Molina crée une fausse piste, bénéficie de deux contres favorables face aux défenseurs croates et bat Livaković à bout portant. Les Argentins doublent la mise et prennent une option avant la mi-temps. En deuxième période, la Croatie reste inoffensive et à la 69e minute, Messi part en dribble le long de la ligne de touche, serré de près par Joško Gvardiol, redresse sa course, continue à dribbler le défenseur croate, et déclenche un centre en retrait depuis la ligne de corner, repris par Álvarez pour porter le score à 3-0. En six apparitions à ce stade, l'Argentine n'a jamais échoué en demi-finale du Mondial.
| Match 62                           | France                           | 2 - 0   | Maroc | Stade Al-Bayt, Al-Khor                                                           |                                                                                  |
| 14 décembre 2022 22 h heure locale | T. Hernandez 5e · Kolo Muani 79e | (1 - 0) |       | Spectateurs : 68 294 Arbitrage : César Arturo Ramos Arbitre vidéo : Drew Fischer | Spectateurs : 68 294 Arbitrage : César Arturo Ramos Arbitre vidéo : Drew Fischer |
| 14 décembre 2022 22 h heure locale | Rapport                          |         |       | Spectateurs : 68 294 Arbitrage : César Arturo Ramos Arbitre vidéo : Drew Fischer | Spectateurs : 68 294 Arbitrage : César Arturo Ramos Arbitre vidéo : Drew Fischer |

Privée au départ de deux titulaires souffrants, Adrien Rabiot et Dayot Upamecano, la France ouvre le score après seulement 4 min 39 s de jeu, sur une passe vers l'avant de Raphaël Varane pour Antoine Griezmann qui centre sur Kylian Mbappé, dont le tir contré dans la surface rebondit à gauche du but marocain où se trouve Théo Hernandez qui reprend d'une acrobatique demi-volée piquée du gauche. La configuration défensive du Maroc, dont le capitaine Romain Saïss blessé doit rapidement quitter le terrain, change et l'équipe de Walid Regragui prend le jeu à son compte. Hugo Lloris doit sauver plusieurs situations et Griezmann revenir dans sa surface pour combler les trous. Marcus Thuram et Randal Kolo Muani remplacent Olivier Giroud et Ousmane Dembélé en fin de match. Le premier est au départ, le second à l'arrivée (44 secondes après son entrée sur le terrain) du deuxième but français, avec entre-temps, une série de dribbles de Mbappé dans une forêt de jambes suivie d'un tir contré que Kolo Muani reprend au deuxième poteau pour pousser le ballon au fond des filets. La France est le premier champion sortant à accéder à la finale de la Coupe du monde depuis le Brésil en 1998.

#### Match pour la troisième place
| Match 63                           | Croatie                                      | 2 - 1   | Maroc   | Stade international de Khalifa, Doha                                                  |                                                                                       |
| 17 décembre 2022 18 h heure locale | ( Perišić) Gvardiol 7e · ( Livaja) Oršić 42e | (2 - 1) | 9e Dari | Spectateurs : 44 137 Arbitrage : Abdulrahman Al-Jassim Arbitre vidéo : Julio Bascuñán | Spectateurs : 44 137 Arbitrage : Abdulrahman Al-Jassim Arbitre vidéo : Julio Bascuñán |
| 17 décembre 2022 18 h heure locale | Rapport                                      |         |         | Spectateurs : 44 137 Arbitrage : Abdulrahman Al-Jassim Arbitre vidéo : Julio Bascuñán | Spectateurs : 44 137 Arbitrage : Abdulrahman Al-Jassim Arbitre vidéo : Julio Bascuñán |

#### Finale
| Match 64                                | Argentine                                                    | 3 - 3 a.p.            | France                                                        | Stade de Lusail, Lusail                                                              |                                                                                      |
| 18 décembre 2022 18 heures heure locale | Messi 23e (pen.) · ( Mac Allister) Di María 36e · Messi 109e | (2 - 0, 2 - 2, 2 - 2) | 80e (pen.) Mbappé · 81e Mbappé (Thuram ) · 118e (pen.) Mbappé | Spectateurs : 88 966 Arbitrage : Szymon Marciniak Arbitre vidéo : Tomasz Kwiatkowski | Spectateurs : 88 966 Arbitrage : Szymon Marciniak Arbitre vidéo : Tomasz Kwiatkowski |
| 18 décembre 2022 18 heures heure locale | Rapport                                                      |                       |                                                               | Spectateurs : 88 966 Arbitrage : Szymon Marciniak Arbitre vidéo : Tomasz Kwiatkowski | Spectateurs : 88 966 Arbitrage : Szymon Marciniak Arbitre vidéo : Tomasz Kwiatkowski |
| 18 décembre 2022 18 heures heure locale | Messi · Dybala · Paredes · Montiel                           | Tirs au but 4 - 2     | Mbappé · Coman · Tchouaméni · Kolo Muani                      | Spectateurs : 88 966 Arbitrage : Szymon Marciniak Arbitre vidéo : Tomasz Kwiatkowski | Spectateurs : 88 966 Arbitrage : Szymon Marciniak Arbitre vidéo : Tomasz Kwiatkowski |

L'Argentine joue sa sixième finale de Coupe du monde, après 1930, 1978, 1986, 1990 et 2014. Il s'agit de la quatrième finale de la France après 1998, 2006 et 2018. L'équipe sud-américaine domine le match durant plus de soixante-dix minutes. Elle se détache 2-0, avec en premier lieu un penalty sifflé pour une faute d'Ousmane Dembélé sur Ángel Di María transformé par Lionel Messi à la 23e minute puis, moins d'un quart d'heure plus tard, une remontée fulgurante du terrain, avec une déviation de Messi vers Julián Álvarez qui lance Alexis Mac Allister lequel, à l'entrée de la surface renverse sur Di Maria esseulé qui bat Hugo Lloris. Pendant plus d'une heure, l'équipe de France prend l'eau et ne compte pas le moindre tir vers le but défendu par Emiliano Martínez. Didier Deschamps procède à sept changements pour tenter d'infléchir le cours des évènements, sortant Ousmane Dembélé et Olivier Giroud en première mi-temps, Antoine Griezmann et Théo Hernandez en deuxième mi-temps, puis Adrien Rabiot, Raphaël Varane et Jules Koundé en prolongation. Dans l'ordre d'apparition, Marcus Thuram et Randal Kolo Muani puis Eduardo Camavinga et Kingsley Coman et enfin, Youssouf Fofana, Ibrahima Konaté et Axel Disasi, entrent sur le terrain.
Le cours du match change à la 80e minute, quand Kylian Mbappé transforme le penalty sifflé après une faute de Nicolás Otamendi sur Kolo Muani qui entrait dans la surface. D'un seul coup, les Bleus se mettent à gagner leurs duels, à assurer leurs passes et à récupérer les ballons. 97 secondes plus tard, Coman récupère la balle dans les pieds de Messi, transmet à Rabiot, qui alerte Mbappé à l'entrée de la surface, lequel s'appuie sur Thuram qui lui remet d'une louche ; le Parisien reprend de volée et égalise à 2-2, score à l'issue du temps réglementaire. Lors de la deuxième période de la prolongation, les Argentins en contre-attaque se présentent à trois dans la surface française, le remplaçant Lautaro Martínez tire en force sur Lloris qui repousse, mais Messi reprend le ballon et inscrit son septième but de la compétition donnant l'avantage 3-2 à son équipe. Puis Gonzalo Montiel concède un penalty après avoir détourné de l'avant-bras, dans la surface, une frappe de Mbappé, lequel transforme le penalty, son troisième but de la finale. Il n'est que le second joueur à réussir cet exploit en finale après Geoff Hurst en 1966, mais le premier à totaliser quatre buts (en comptant celui inscrit en 2018) en finale. Il devient aussi le meilleur buteur du tournoi avec huit réalisations. Alors que les deux équipes se procurent tour à tour de belles occasions, la dernière, dans le temps additionnel de la prolongation, voit un tir à bout portant de Randal Kolo Muani être détourné du bout de sa jambe gauche par Emiliano Martínez, ce qui est considéré, notamment par Didier Deschamps, comme une véritable balle de match. Le score en reste à 3-3, ce qui entraine la séance des tirs au but pour départager les deux équipes.
Lors de la séance de tirs au but, tous les tireurs argentins réussissent leurs tentatives, alors que Martinez repousse celle de Kingsley Coman et qu'Aurélien Tchouaméni frôle le poteau. L'Argentine l'emporte 4 tirs au but à 2, et la formation emmenée par Lionel Messi, désigné meilleur joueur de la compétition, accroche une troisième étoile à son maillot, trente-six ans après la victoire de Diego Maradona et les siens au Mexique. La France est le troisième champion sortant à être battu en finale, après l'Argentine en 1990 et le Brésil en 1998.

## Statistiques et classements

### Classement de la compétition
Le classement complet des 32 équipes ayant participé au tournoi prend en compte, en plus du stade de la compétition atteint, le nombre total de points obtenus, puis la différence de buts et enfin le nombre de buts inscrits. Le nombre de points est calculé de la même manière que pour le premier tour, à savoir en attribuant 3 points pour un match gagné, 1 point pour un match nul et 0 point pour une défaite.

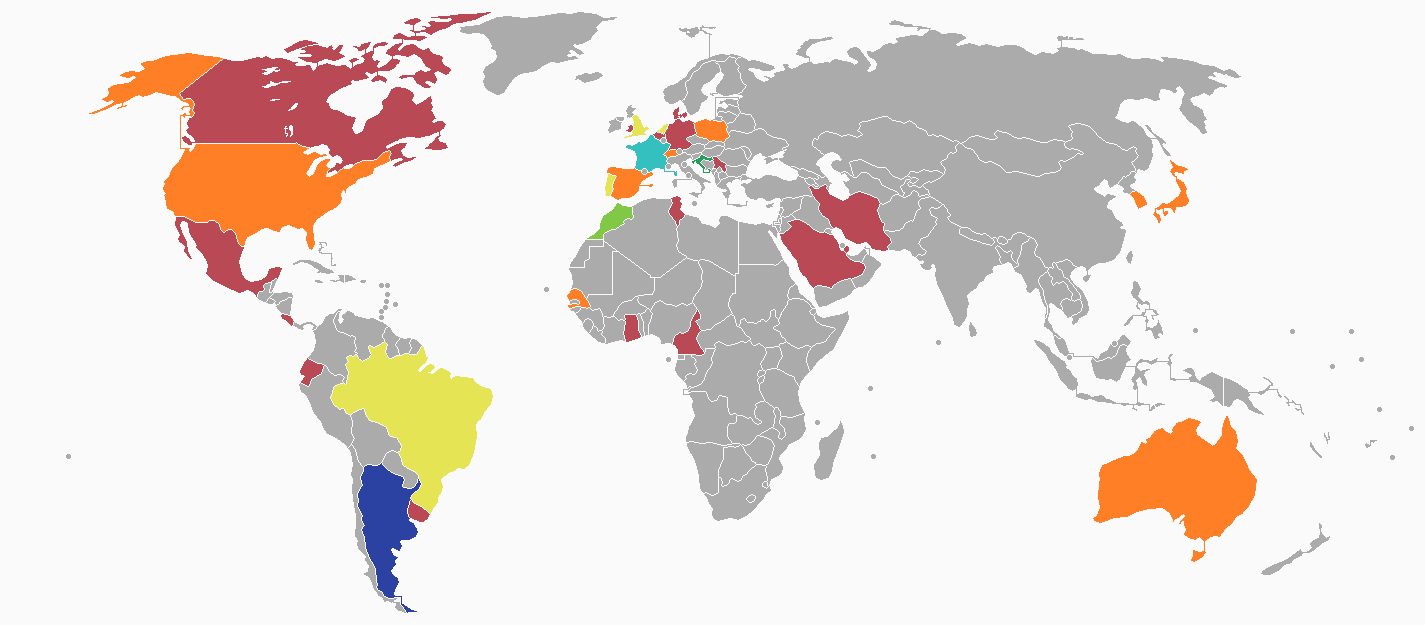
Classement de la coupe du monde :

- Champion du monde
- Vice-champion du monde
- Troisième
- Quatrième
- Quart de finale
- Huitième de finale
- Premier tour
- Non qualifiés
- Pays organisateur

| Place              | Nation       | Stade de la compétition |
| ------------------ | ------------ | ----------------------- |
| Médaille d'or      | Argentine    | Vainqueur               |
| Médaille d'argent  | France       | Finale                  |
| Médaille de bronze | Croatie      | Demi-finale             |
| 4                  | Maroc        | Demi-finale             |
| 5                  | Pays-Bas     | Quarts de finale        |
| 6                  | Angleterre   | Quarts de finale        |
| 7                  | Brésil       | Quarts de finale        |
| 8                  | Portugal     | Quarts de finale        |
| 9                  | Japon        | Huitième de finale      |
| 10                 | Sénégal      | Huitième de finale      |
| 11                 | Australie    | Huitième de finale      |
| 12                 | Suisse       | Huitième de finale      |
| 13                 | Espagne      | Huitième de finale      |
| 14                 | États-Unis   | Huitième de finale      |
| 15                 | Pologne      | Huitième de finale      |
| 16                 | Corée du Sud | Huitième de finale      |

| Place | Nation          | Stade de la compétition |
| ----- | --------------- | ----------------------- |
| 17    | Allemagne       | Premier tour            |
| 18    | Équateur        | Premier tour            |
| 19    | Cameroun        | Premier tour            |
| 20    | Uruguay         | Premier tour            |
| 21    | Tunisie         | Premier tour            |
| 22    | Mexique         | Premier tour            |
| 23    | Belgique        | Premier tour            |
| 24    | Ghana           | Premier tour            |
| 25    | Arabie saoudite | Premier tour            |
| 26    | Iran            | Premier tour            |
| 27    | Costa Rica      | Premier tour            |
| 28    | Danemark        | Premier tour            |
| 29    | Serbie          | Premier tour            |
| 30    | Pays de Galles  | Premier tour            |
| 31    | Canada          | Premier tour            |
| 32    | Qatar           | Premier tour            |

### Les 26 champions du monde
| Argentine                                                     | | | |
| Gardien de but                                                | Défenseurs | Milieux | Attaquants |
| - 01 Franco Armani - 12 Gerónimo Rulli - 23 Emiliano Martínez | - 02 Juan Foyth - 03 Nicolás Tagliafico - 04 Gonzalo Montiel - 06 Germán Pezzella - 08 Marcos Acuña - 13 Cristian Romero - 19 Nicolás Otamendi - 25 Lisandro Martínez - 26 Nahuel Molina | - 05 Leandro Paredes - 07 Rodrigo De Paul - 14 Exequiel Palacios - 16 Thiago Almada - 17 Papu Gómez - 18 Guido Rodríguez - 20 Alexis Mac Allister - 24 Enzo Fernández | - 09 Julián Álvarez - 10 Lionel Messi - 11 Ángel Di María - 15 Angel Correa - 21 Paulo Dybala - 22 Lautaro Martínez |

### Récompenses

#### Ballon d'or du meilleur joueur
| Place              | Joueur        |
| ------------------ | ------------- |
| Médaille d'or      | Lionel Messi  |
| Médaille d'argent  | Kylian Mbappé |
| Médaille de bronze | Luka Modrić   |

Le Ballon d'or Adidas est la récompense attribuée au meilleur joueur de la Coupe du monde 2022. Ce trophée, décerné par les médias accrédités, est remporté par Lionel Messi. Le Ballon d'argent et le Ballon de bronze désignant respectivement les deuxième et troisième meilleurs joueurs de la compétition sont attribués dans l'ordre au Français Kylian Mbappé et au Croate Luka Modrić.

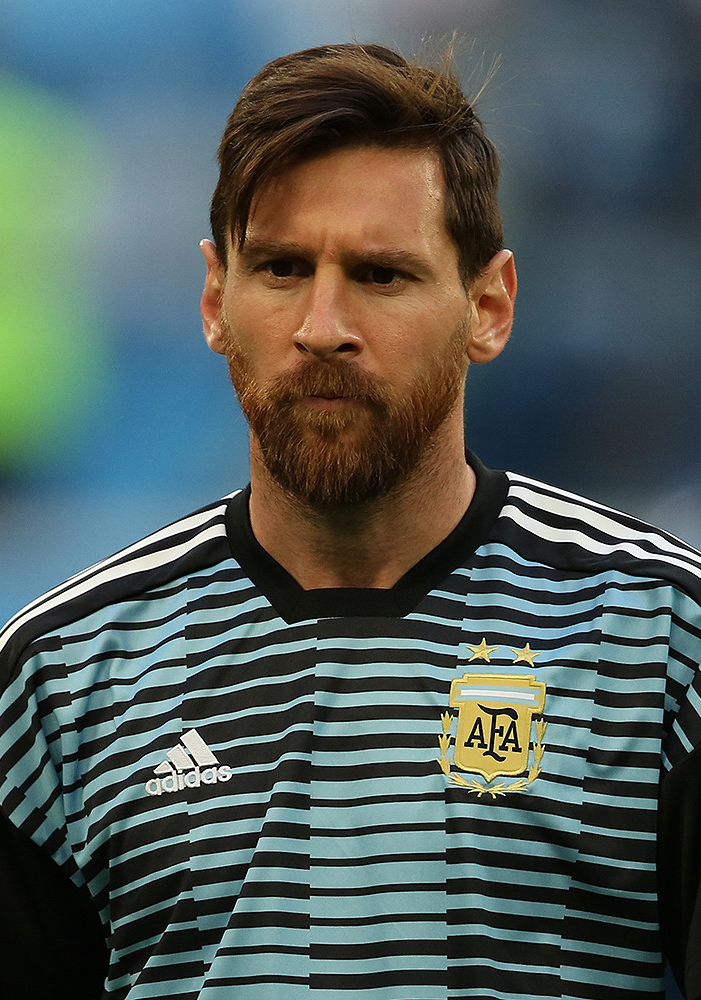
Lionel Messi
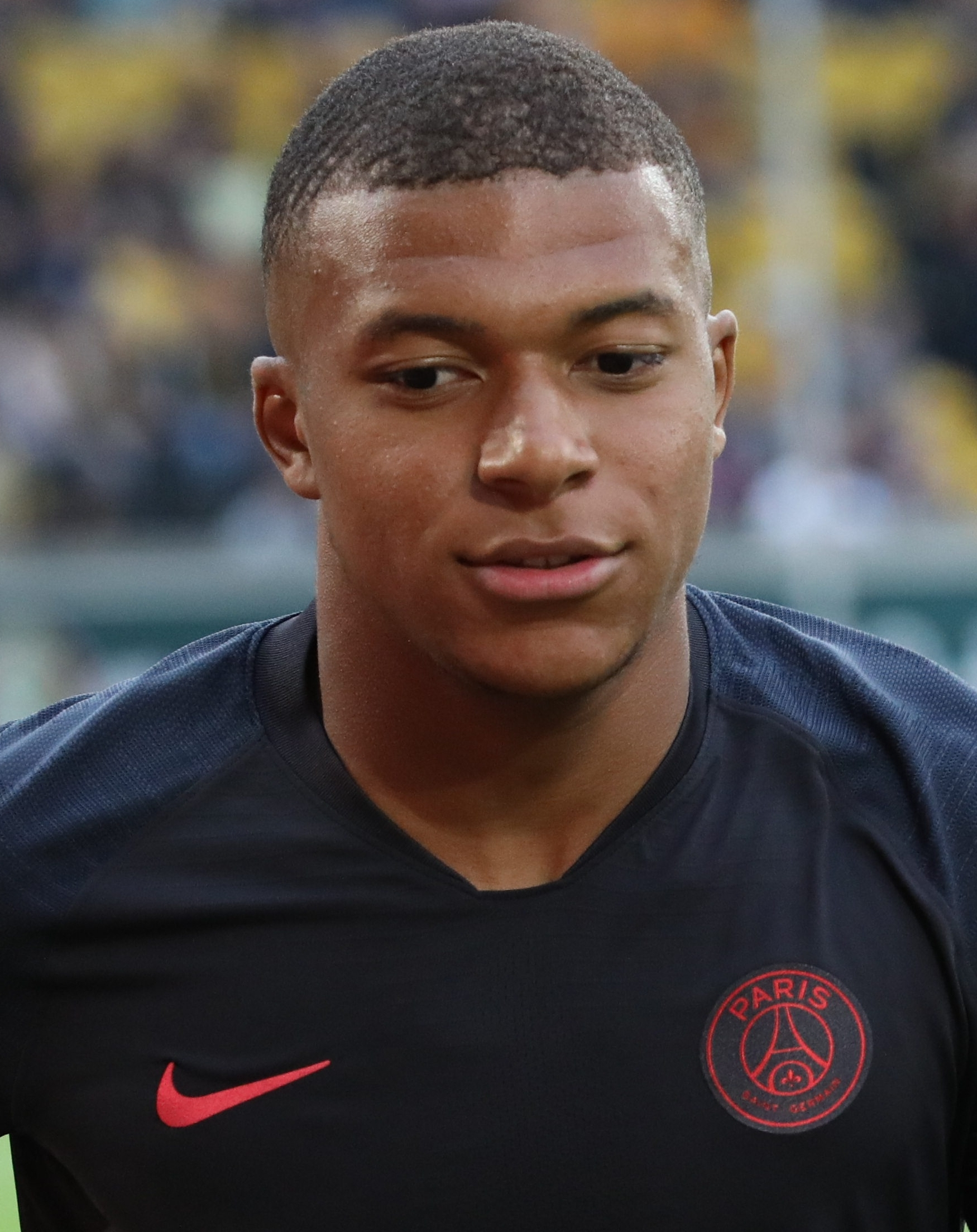
Kylian Mbappé
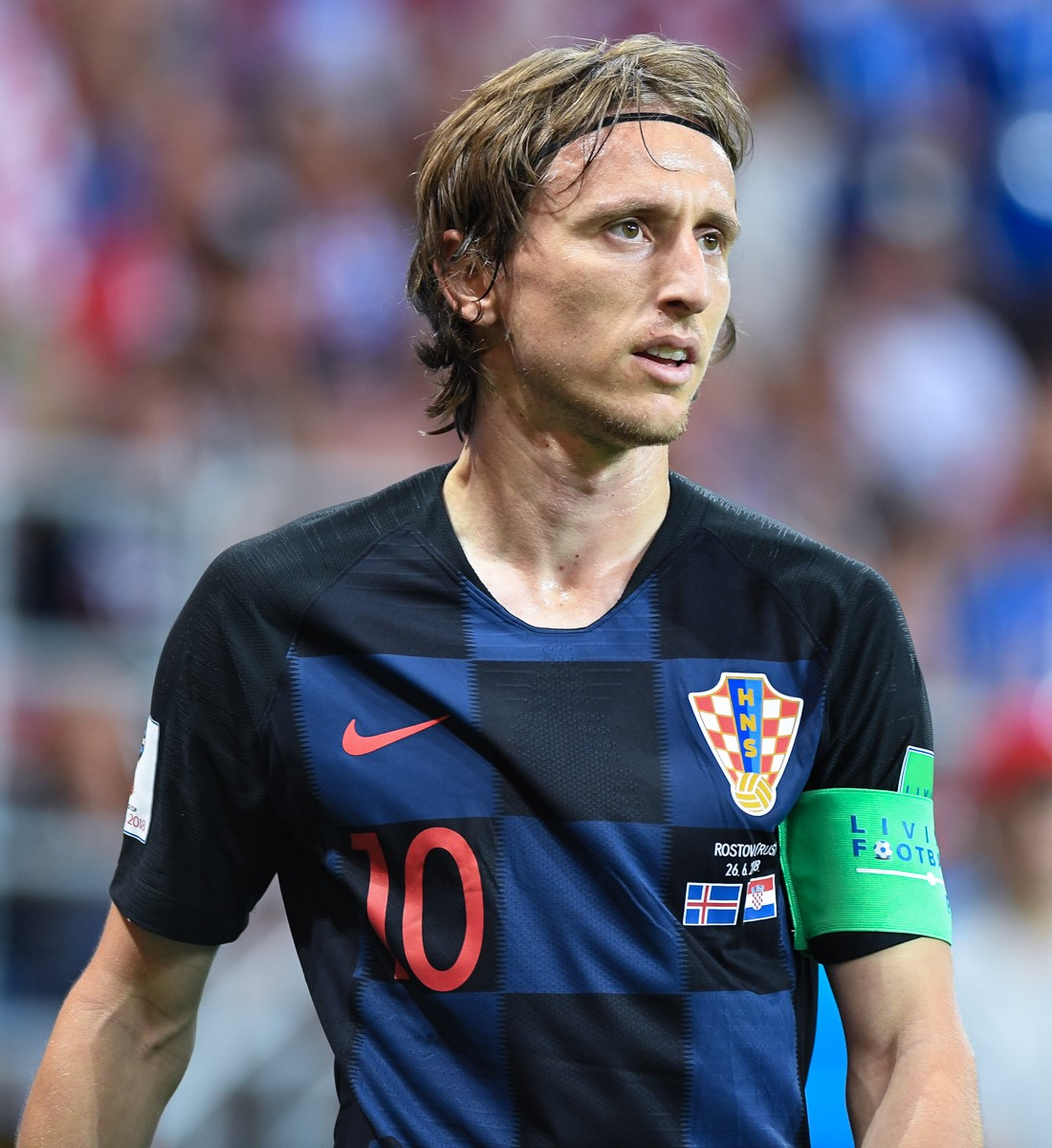
Luka Modrić

#### Soulier d'or du meilleur buteur
Le Soulier d'or est remporté par le Français Kylian Mbappé avec huit buts inscrits dont un triplé en finale. Il devance d'un but Lionel Messi, second meilleur marqueur et à ce titre Soulier d'argent, qui est aussi nommé ballon d'or pour la seconde fois. Le Soulier de bronze est attribué à Olivier Giroud (quatre buts).

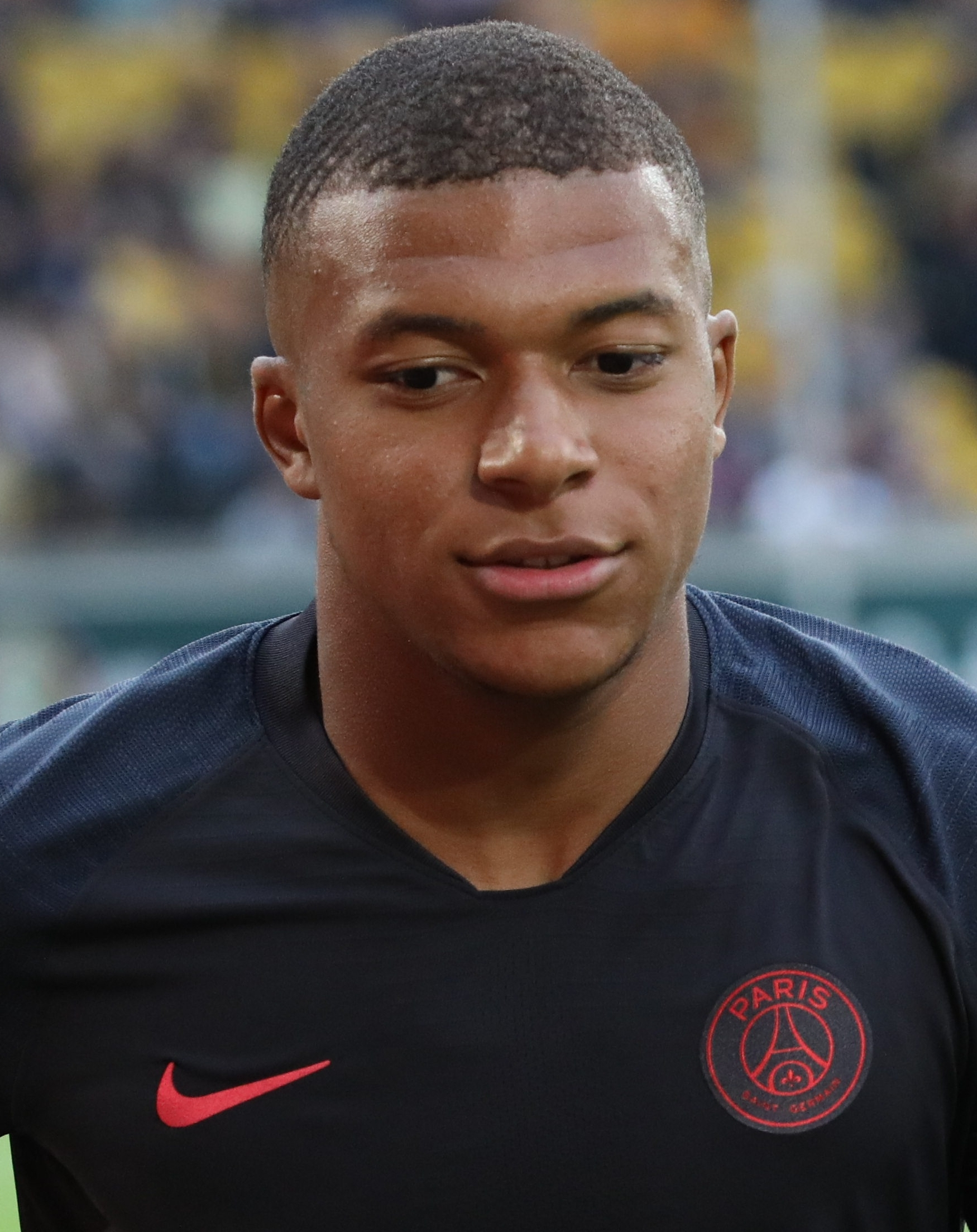
Kylian Mbappé
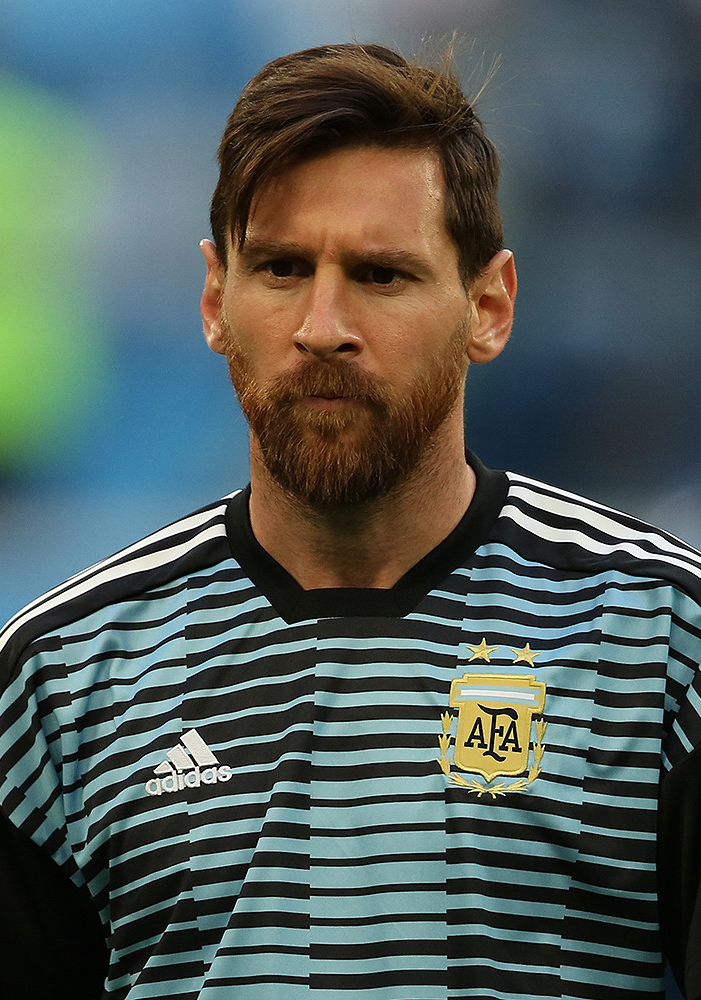
Lionel Messi
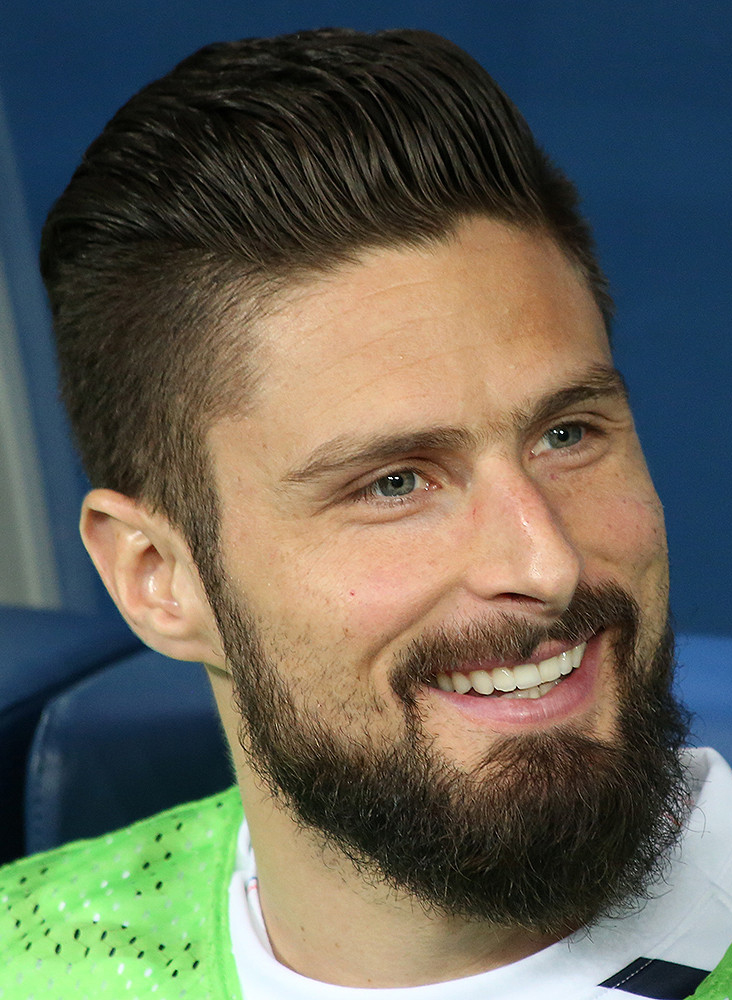
Olivier Giroud

| Place              | Joueur          | Buts | Passes décisives | Temps de jeu |
| ------------------ | --------------- | ---- | ---------------- | ------------ |
| Médaille d'or      | Kylian Mbappé   | 8    | 2                | 597          |
| Médaille d'argent  | Lionel Messi    | 7    | 3                | 690          |
| Médaille de bronze | Olivier Giroud  | 4    | 0                | 383          |
| 4                  | Julián Álvarez  | 4    | 0                | 467          |
| 5                  | Gonçalo Ramos   | 3    | 1                | 153          |
| 6                  | Alvaro Morata   | 3    | 1                | 183          |
| 7                  | Marcus Rashford | 3    | 0                | 137          |
| 8                  | Enner Valencia  | 3    | 0                | 257          |
| 9                  | Bukayo Saka     | 3    | 0                | 292          |
| 10                 | Richarlison     | 3    | 0                | 326          |

- Kylian Mbappé
- Lionel Messi
- Olivier Giroud

### Homme du match
Chaque « homme du match » est élu par les spectateurs via un vote organisé sur le site de la FIFA. Les votes sont ouverts de la 60e à la 88e minute, ou jusqu'à la 118e minute en cas de prolongation. Un trophée, sponsorisé par Budweiser, est décerné au joueur ayant reçu le plus de voix.
Source : FIFA : « Player of the Match »
5 fois
- Lionel Messi

3 fois
- Kylian Mbappé

2 fois
| - Dominik Livaković - Luka Modrić - Christian Pulisic - Yassine Bounou |

1 fois
| - Kai Havertz - Harry Kane - Marcus Rashford - Bukayo Saka - Mohammed Al-Owais - Alexis Mac Allister - Mitchell Duke - Mathew Leckie - Kevin De Bruyne - Casemiro - Neymar - Richarlison - Vincent Aboubakar | - Devis Epassy - Hwang Hee-chan - Andrej Kramarić - Joško Gvardiol - Keysher Fuller - Enner Valencia - Gavi - Álvaro Morata - Olivier Giroud - Antoine Griezmann - Mohammed Kudus - Rouzbeh Cheshmi | - Shūichi Gonda - Ao Tanaka - Achraf Hakimi - Hakim Ziyech - Luis Chávez - Guillermo Ochoa - Frenkie de Jong - Denzel Dumfries - Cody Gakpo - Davy Klaassen - Gareth Bale - Robert Lewandowski | - Bruno Fernandes - Gonçalo Ramos - Cristiano Ronaldo - Boulaye Dia - Kalidou Koulibaly - Yann Sommer - Granit Xhaka - Wahbi Khazri - Aïssa Laïdouni - Giorgian De Arrascaeta - Federico Valverde |

### Équipes-types
La FIFA en elle-même n’a pas donné d’équipe-type pour la compétition toutefois, des chaînes télévisées, radios ont publié leurs équipes-types de la Coupe du monde 2022.
| Gardien           | Défenseur                                                | Milieux                                         | Attaquants                                | Entraîneur     |
| ----------------- | -------------------------------------------------------- | ----------------------------------------------- | ----------------------------------------- | -------------- |
| Emiliano Martínez | Théo Hernandez Romain Saïss Joško Gvardiol Achraf Hakimi | Sofyan Amrabat Enzo Fernández Antoine Griezmann | Kylian Mbappé Julián Álvarez Lionel Messi | Lionel Scaloni |

| Gardien | Défenseur                                              | Milieux                        | Attaquants                                    |
| ------- | ------------------------------------------------------ | ------------------------------ | --------------------------------------------- |
| Alisson | Théo Hernandez Marquinhos Virgil van Dijk João Cancelo | Joshua Kimmich Casemiro Neymar | Kylian Mbappé Robert Lewandowski Lionel Messi |

RMC Sport et Givemesport comme d'autres articles, radios et chaînes, ont donné leurs XI de la Coupe du monde 2022.

### Chronique des tribunes

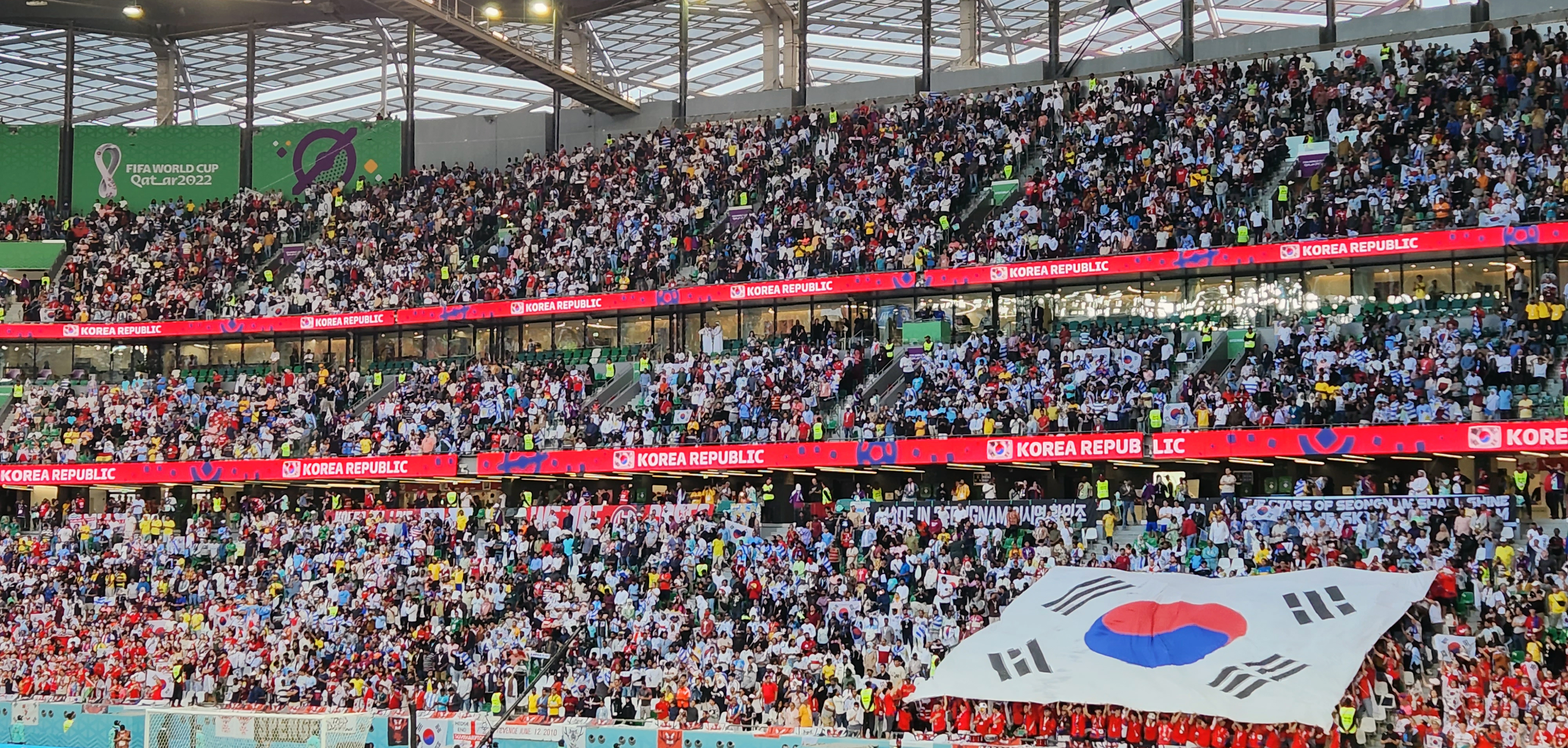
Supporters sud coréens pendant le match Corée du Sud - Uruguay, le 24 novembre

### Autres récompenses
| Prix                  | Lauréat                                                     |
| --------------------- | ----------------------------------------------------------- |
| Meilleur gardien      | Emiliano Martínez                                           |
| Meilleur jeune joueur | Enzo Fernández                                              |
| Prix du fair-play     | Angleterre                                                  |
| But du tournoi        | Richarlison, frappe acrobatique lors du match Brésil-Serbie |

## Bilan de la coupe du monde

### Bilan sportif
| Confédération | Premier tour | 1/8 de finale | 1/4 de finale | Demi-finales | Finale | Victoire |
| ------------- | ------------ | ------------- | ------------- | ------------ | ------ | -------- |
| UEFA          | 13           | 8             | 5             | 2            | 1      | 0        |
| AFC           | 6            | 3             | 0             | 0            | 0      | 0        |
| CONMEBOL      | 4            | 2             | 2             | 1            | 1      | 1        |
| CAF           | 5            | 2             | 1             | 1            | 0      | 0        |
| CONCACAF      | 4            | 1             | 0             | 0            | 0      | 0        |
| Total         | 32           | 16            | 8             | 4            | 2      | 1        |

## Particularités du déroulement de cette Coupe du monde
- Pour la première fois en Coupe du monde, des matchs ont largement dépassé la barre des 100 minutes, en comptant le temps additionnel[83]. Le match entre l’Angleterre et l’Iran a duré 117 minutes (14 minutes en plus en première mi-temps, 13 en seconde période)[133].
- La FIFA autorise les 32 sélections à faire appel à une liste de 26 joueurs, au lieu de 23[134].
- Depuis mi-juin, l'IFAB autorise les équipes à faire 5 changements au lieu des 3 habituels[134] et un sixième en cas de prolongation[135]. Par ailleurs, cette dernière a décidé de prolonger jusqu'en août 2023 les essais sur un changement additionnel en cas de commotion cérébrale, laissant la FIFA maintenir son protocole traditionnel face à un choc crânien[136].
- Depuis 1998 et le passage à 32 équipes, jamais la sanction d'un carton rouge (expulsion d'un joueur) n'est apparue aussi tardivement dans la compétition (lors du 17e match).

### Chiffres clés et statistiques
- Le Bayern Munich est le club le plus représenté en cette Coupe du monde avec 17 joueurs[137].
- Il y a eu 7 matchs nuls et vierges (0 - 0) lors de cette Coupe du monde, ce qui égale le record sur une même édition du tournoi (en 1982, 2006, 2010 et 2014)[114].
- En phase de groupes (le premier tour) : 
  - 120 buts marqués, soit une moyenne de 2,5 buts par match[138],[139].
  - 7 : c'est le nombre record de victoires pour l'ensemble des sélections africaines au premier tour de ce Mondial 2022[140],[139].
  - L'Angleterre est la seule équipe à ne pas avoir écopé du moindre carton jaune au cours de ses trois premiers matches[139].
  - L’Allemagne est l’équipe qui a le plus tiré au but avec 69 frappes. La Mannschaft a inscrit six buts, soit 8 % de ses tentatives[139].
  - Le Polonais Wojciech Szczęsny est le portier qui a réalisé le plus d’arrêts (18 parades)[139].

## Aspects socio-économiques de la coupe du monde

### Salaire des arbitres
Les arbitres centraux dans le mondial percevront la somme de 70 000 dollars (environ 68 000 euros) pour leur participation. Les arbitres assistants et le 4e arbitre eux percevront de leur côté 25 000 dollars (environ 24 500 euros) pour leur participation puis 2 500 dollars pour les matchs de poules et 5 000 dollars pour les 8e de finale et plus.
| Poste                            | Salaire de base (€) | Prix (en Euro) 2022 | Prix (en Euro) 2022  | Prix (en Euro) 2018 | Prix (en Euro) 2018  |
| Poste                            | Salaire de base (€) | Poule               | 8e de finale et plus | Poule               | 8e de finale et plus |
| -------------------------------- | ------------------- | ------------------- | -------------------- | ------------------- | -------------------- |
| Arbitre central                  | 68 000              | 3 000               | 10 000               | 57 000              | 2 500                |
| Arbitre assistant et 4e officiel | 24 500              | 2 500               | 5 000                | 20 000              | 1 300                |
| Arbitre VAR                      |                     | 3 000               | 5 000                |                     |                      |

### Couverture médiatique
- Afrique du Nord et Moyen-Orient :
  - En Afrique du Nord et Moyen-Orient, le groupe de télévision sportive payant qatarien beIN Sports Arabic diffuse l’intégralité de la coupe du monde 2022 en exclusivité. Des chaînes locales diffusent des matchs rares en Afrique du Nord par TNT[144].
- Afrique sub-saharienne : 
  - Le réseau de télévision payante StarTimes et NewworldTV retransmet l'ensemble des rencontres du tournoi dans tous les pays d’Afrique subsaharienne à l’exception de l’Afrique du Sud[145].
- Amérique du Nord : 
  - Au Canada, les réseaux frères de télévision sportive payante The Sports Network (en anglais) et Réseau des sports (en français) diffusent l’intégralité de la coupe du monde 2022. Le réseau privé anglophone CTV Television Network la retransmet quant à lui gratuitement et intégralement.
  - Au États-Unis, la chaîne de sports ESPN diffusera toute la compétition[144].
- Asie :
  - En Chine, le groupe public CCTV retransmet gratuitement la coupe du monde en intégralité.
  - En Israël, la télévision israélienne (la chaîne Kan en hébreu) retransmet gratuitement la coupe du monde 2022 en intégralité. Elle diffuse également pour l'Afrique du Nord et le Moyen-Orient (dont la chaîne Makan en arabe).
  - En Corée du Sud, le tournoi est retransmis à la fois sur SBS (groupe privé) et sur KBS et MBC (tous deux publics).
- Europe : 
  - En Allemagne, les deux chaînes publiques Das Erste et ZDF retransmettent gratuitement en alternance presque toutes les rencontres de la coupe du monde 2022, à l'exception de quelques matchs, dont un huitième de finale et un quart de finale de dernier choix, diffusés par un opérateur privé, Magenta Tv.
  - En Belgique, les deux chaînes RTBF (côté francophone) et VRT (côté néerlandophone) retransmettent gratuitement la coupe du monde 2022 en intégralité.
  - En Italie (ainsi qu'à Saint-Marin et au Vatican), le groupe RAI retransmet gratuitement la coupe du monde 2022 en intégralité, dont 28 rencontres sur la chaîne phare Rai 1.
  - En Suisse, le groupe public SRG SSR retransmet la coupe du monde 2022 en intégralité[146]. Elle est diffusée par la SRF en Suisse alémanique, la RTS en Suisse romande et la RSI en Suisse italienne.
  - En Turquie, le groupe public TRT retransmet la coupe du monde 2022 en intégralité.
  - Aux Pays-Bas, le groupe public NOS retransmet la coupe du monde 2022 en intégralité.
  - En Espagne, Mediaset España retransmet gratuitement la coupe du monde 2022 en intégralité.
  - Au Royaume-Uni, le groupe public BBC et le groupe privé ITV retransmettent ensemble l’intégralité de la coupe du monde gratuitement.
  - En France métropolitaine, à Monaco et en Andorre : 
    - Côté gratuit, la chaîne privée TF1 diffuse 28 matchs (seize affiches du premier tour dont le match d'ouverture, les rencontres de l'équipe de France, cinq huitièmes de finale, trois quarts de finale, les demi-finales, le match pour la troisième place et la finale).
    - Côté payant, la chaîne beIN Sports retransmet l’intégralité de la compétition dont les 36 autres matchs en exclusivité[147],[148].
    - Dans une partie de la France d'outre-mer (Guyane, Guadeloupe, Saint-Pierre-et-Miquelon, Wallis-et-Futuna, Nouvelle-Calédonie et Mayotte), le réseau des 1re du groupe France Télévisions diffuse gratuitement 28 des plus importantes rencontres. Dans le reste de l'outre-mer (La Réunion, Martinique et Polynésie française) 14 matchs (dont celui d'ouverture) sont respectivement diffusés sur Antenne Réunion, ViàATV, Tahiti Nui TV et 14 autres matchs (dont la finale) sont diffusés sur La 1re[149].
- Océanie :
  - En Australie, le groupe public SBS retransmet gratuitement 25 des 64 rencontres à raison d'un match par jour, dont le match d’ouverture, tous les matchs de l’équipe d’Australie, les demi-finales, le match pour la troisième place et la finale[150].

De nombreux matchs ont attiré les meilleures audiences de l'année par rapport à n'importe quelle programmation dans leurs pays respectifs.
Le match d'ouverture a attiré en moyenne 3,3 millions d’Équatoriens, avec un pic à 3,6 millions, soit une augmentation de 109 % par rapport aux deux éditions précédentes. Au Brésil, 24,36 millions de personnes étaient devant la chaîne TV Globo (50 % des parts du marché) pour l'ouverture du tournoi, l’événement réunissant 6 % de téléspectateurs supplémentaires en comparaison du premier duel de Russie 2018 entre le pays hôte et l’Arabie Saoudite, retransmis sur cette même chaîne (22,86 millions). De même en France il y avait une affluence de 5,05 millions de téléspectateurs, TF1 enregistrant une progression de plus de 30 % de ses audiences pour le premier match par rapport à 2018 (3,83 millions). La cérémonie d’ouverture a quant à elle été suivie par 4,18 millions de personnes, surpassant ainsi la rencontre de rugby entre la France et le Japon diffusée au même moment.

### Dotations financières
En avril 2022, La FIFA a annoncé un budget global pour toutes les nations participantes. Chaque équipe qualifiée recevra 1,5 million de dollars (1,4 million d’euros) avant la compétition pour couvrir les frais de préparation. Chaque équipe recevra au moins 9 millions de dollars de dotation. La cagnotte totale de cette édition sera de 440 millions de dollars (environ 417 millions d’euros), soit 40 millions de plus que la cagnotte de l'édition précédente,.
Par ailleurs, la FIFA distribue une indemnisation aux clubs qui mettent à disposition un ou plusieurs de leurs joueurs. Cette indemnisation s'élève à 10 000 dollars par jour de mise à disposition et par joueur, y compris pendant la préparation officielle en amont du tournoi.
| Classement                          | Dotations                   | Dotations                     |
| Classement                          | Par équipe                  | Total                         |
| ----------------------------------- | --------------------------- | ----------------------------- |
| Vainqueur                           | 42 000 000 $ (39 800 000 €) | 42 000 000 $ (39 800 000 €)   |
| Finaliste                           | 30 000 000 $ (28 400 000 €) | 30 000 000 $ (28 400 000 €)   |
| Troisième place                     | 27 000 000 $ (25 600 000 €) | 27 000 000 $ (25 600 000 €)   |
| Quatrième place                     | 25 000 000 $ (23 700 000 €) | 25 000 000 $ (23 700 000 €)   |
| Places 5 à 8 (Quarts de finale)     | 17 000 000 $ (16 100 000 €) | 68 000 000 $ (64 400 000 €)   |
| Places 9 à 16 (Huitièmes de finale) | 13 000 000 $ (12 300 000 €) | 104 000 000 $ (100 000 000 €) |
| Places 17 à 32 (Premier tour)       | 9 000 000 $ (8 500 000 €)   | 144 000 000 $ (136 000 000 €) |
| Total                               | Total                       | 440 000 000 $ (418 000 000 €) |

### Équipementiers
La coupe du monde met également en concurrence les équipementiers sportifs. La marque américaine Nike est la plus représentée avec treize équipes et devance Adidas (7 équipes) et Puma (6 équipes). Ce trio s’accapare plus des trois quarts des équipes. Au total, neuf marques sont représentées dans le tournoi.
- Nike : Angleterre, Arabie Saoudite, Australie, Brésil, Canada, Corée du Sud, Croatie, États-Unis, France, Pays-Bas, Pologne, Portugal et Qatar
- Adidas : Allemagne, Argentine, Belgique, Espagne, Japon, Mexique et Pays de Galles
- Puma : Ghana, Maroc, Sénégal, Serbie, Suisse, Uruguay
- New Balance : Costa-Rica
- Hummel : Danemark
- Marathon : Équateur
- Merooj : Iran
- Kappa : Tunisie
- One All Sports : Cameroun

### Mort de trois journalistes couvrant le tournoi au Qatar
Le Qatari Khalid al-Misslam, le Britannique Roger Pearce et l'Américain Grant Wahl sont tous trois décédés inopinément pendant la compétition. Les circonstances entourant la mort d'al-Misslam (44 ans) restent inconnues. Pearce a perdu la vie dans son hôtel tandis que Wahl, 49 ans, décède pendant le match Pays-Bas–Argentine qu'il commentait, après avoir fait un malaise cardiaque en tribune de presse. Malgré l'intervention des secours, il n'a pu être réanimé. Quelques jours plus tôt, il avait été arrêté par la police qatarienne pendant une demi-heure pour avoir porté un tee-shirt arc-en-ciel en soutien aux droits des LGBT, et par la suite reçu des soins pour une bronchite qui venait de lui être diagnostiquée.

### Liste des partenaires FIFA et sponsors de la compétition
Cette édition enregistre 15 partenaires officiels. Ils se décomposent de 7 au niveau international ayant signé un accord planétaire avec la FIFA : Adidas, Coca-Cola, Wanda, Hyundai/Kia, Qatar Airways, Qatar Energy et Visa. Le montant est estimé entre 50 et 70 millions d’euros. Ensuite arrivent les partenaires spécifiques de ce mondial au Qatar. Ils sont 7 également, dont trois marques originaires de Chine, une de Singapour et une d’Inde. L’autre nouveauté est l’arrivée d’une marque de cryptomonnaie. Les budgets pour ce rang sont estimés entre 10 et 35 millions d’euros et peuvent inclure une part de marchandises.
Le 3e et dernier rang concerne les partenariats régionaux. C’est notamment le cas en Amérique du Sud où quatre sociétés ont conclu un accord concernant seulement ce territoire. Ces entreprises paieraient entre 1,5 et 10 millions d’euros. Leur communication reste limitée sur leurs territoires. La FIFA a également annoncé deux partenariats présentés comme des associations : le premier avec l’application de relaxation Calm, le second avec le jeu vidéo en ligne Roblox. Enfin, la fédération internationale de football est aussi liée avec le Champagne Taittinger. Le nombre total des accords officiels référencés pour la Coupe du Monde masculine de football Qatar 2022 s’élève à 28 millions d’euros.
| Partenaires FIFA,                                                                                                 | Sponsors de la compétition | Sponsors régional                                              | Sponsors régional | Sponsors régional                                      | Sponsors régional                                           | Sponsors régional                         |
| Partenaires FIFA,                                                                                                 | Sponsors de la compétition | Afrique et Moyen-Orient                                        | Asie              | Europe                                                 | Amérique du Nord                                            | Amérique du Sud                           |
| --- | --- | -------------------------------------------------------------- | ----------------- | ------------------------------------------------------ | ----------------------------------------------------------- | ----------------------------------------- |
| - Adidas - Coca-Cola - Hyundai–Kia - Qatar Airways - Qatar Energy (depuis le 27 mars 2022) - Visa, - Wanda Group, | - Anheuser-Busch InBev (depuis le 28 octobre 2011), - Byju's (depuis le 24 mars 2022), - Budweiser (Anheuser-Busch) - Crypto.com (depuis le 22 mars 2022), - Hisense (depuis le 27 avril 2021), - Hublot (Chronométreur officiel) - McDonald's - Mengniu (depuis le 25 octobre 2021). - Vivo (depuis le 31 mai 2017), - TikTok (depuis 2022) | - Fine Hygienic Holding, - GWC Logistics - Ooredoo - QNB Group | - Boss - Yadea    | - Betano - Globant - Saudi Tourism Authority - YouTube | - Algorand - Frito-Lay - The Look Company - Visit Las Vegas | - Claro - Inter Rapidísimo - Nubank - UPL |

## Controverses

### Polémique sur le calendrier: une première Coupe du monde en fin d'année
En raison des fortes chaleurs durant les mois d'été au Qatar (près de 50 °C, un taux d'humidité de 80 % en juin), une polémique a éclaté concernant la date de l'organisation de la compétition, habituellement jouée aux mois de juin et juillet. Des scientifiques de l'Université du Qatar proposent de développer un nuage artificiel pour que les stades soient à l'ombre. Après s'être rétractés, les responsables entérinent l'idée d'une compétition en hiver (début d'année), procédé transgressant gravement le cahier des charges de candidature. Sepp Blatter déclare en juillet 2013 :

« Vous ne pouvez pas jouer sous cette chaleur estivale. Bien qu'il soit possible de climatiser les stades, il est impossible de climatiser tout un pays ou l'ambiance d'une Coupe du monde. C'est pourquoi nous devons faire preuve de courage et jouer cette Coupe du monde en hiver. »

Il fait des déclarations similaires en octobre 2014 affirmant qu'il n'est pas possible de jouer l'été et qu'il faut trouver une solution.
Le comité exécutif de la FIFA décide le 19 mars 2015 que la finale du Mondial 2022 au Qatar se disputera le dimanche 18 décembre 2022, soit une semaine avant Noël. Il ne faisait déjà plus de doute que la FIFA décalerait la tenue de la Coupe du monde au Qatar à une autre saison que la période traditionnelle du milieu d'année (estivale dans l'hémisphère nord ou hivernale dans l'hémisphère sud). C'est donc finalement l'automne (novembre - décembre 2022) qui a été préféré à l'hiver (janvier - février 2022). Sur la date de la finale, Sepp Blatter, le président de la FIFA, avait déjà indiqué que le 18 serait la date limite.
Le Comité exécutif de la FIFA, réuni le 19 mars 2015 à Zurich, « a décidé que la finale aurait lieu le dimanche 18 décembre, jour de la fête nationale au Qatar, et du principe d'un tournoi de vingt-huit jours », a déclaré Walter de Gregorio (de), directeur de la communication de la FIFA, précisant que l'instance internationale allait désormais réfléchir à une « adaptation du calendrier international ». Le tournoi mondial au Qatar devrait donc débuter le 20 novembre.

### Accusations de dénigrement envers le Qatar
En 2014, le président de la FIFA, Sepp Blatter, dénonce « une sorte de déchaînement contre la FIFA concernant la Coupe du monde au Qatar », selon lui « beaucoup lié à la discrimination et au racisme ».
En novembre 2017, le média américain The Intercept explique que les Émirats arabes unis auraient cherché à déstabiliser l’économie et la monnaie du Qatar en 2017, afin de l’affaiblir et de l’empêcher d’organiser la prochaine coupe du monde.
Lors du déclenchement de la crise du Golfe, les autorités qatariennes ont accusé les Émirats arabes unis de vouloir les empêcher d’organiser cet événement. Depuis de nombreuses années, l'Arabie saoudite et les Émirats arabes unis auraient tissé un réseau d’influence et lobbying à travers le globe, notamment aux États-Unis, pour détériorer l’image de leur rival.

### Condition des travailleurs étrangers
En 2016, Amnesty international publie un rapport sur les conditions de vie des migrants travaillant au Qatar. Celles-ci sont très mauvaises, avec travail forcé, mensonges sur les salaires et les promesses de conditions de vie, avec une liberté de mouvement limité au site de construction et retrait des passeports par des agents. Le salaire moyen d'un ouvrier est alors de 220 dollars par mois,. En Octobre 2022, The Guardian a publié un article sur les déclarations des migrants travaillant sur l'infrastructure de l'événement. Également, interrogé 1 000 travailleurs, dans lequel 86% des participants ont déclaré que les changements de main-d'œuvre avaient amélioré leur vie et que de meilleures conditions de travail sont négociables.
Les salaires des travailleurs étrangers au Qatar pourraient en outre ne pas être versés dans certains cas selon l'organisation de défense des droits humains Human Rights Watch (HRW). L'ONG pointe du doigt de lourdes failles dans la législation qatarienne permettant à certaines entreprises de ne pas rémunérer leurs travailleurs. Une entreprise employant six mille personnes pour la construction de l'un des stades du Mondial a ainsi suspendu le paiement des salaires pendant des périodes allant de deux à cinq mois et ne les a finalement versés qu'après un mouvement de protestation malgré l'interdiction de toute action sociale au Qatar.
En outre, le président de la FIFA, Gianni Infantino, a défendu la décision du Qatar d'accueillir le tournoi. D'autres ont affirmé que le Qatar avait un meilleur dossier de droits de l'homme que la Russie et la Chine, qui ont été soumis à des critiques moins sévères pour les mêmes problèmes lors de l'organisation d'événements sportifs importants dans les années précédant le tournoi.

### Mort de milliers d'ouvriers sur les chantiers qatariens
La préparation de cette coupe du monde nécessite de gigantesques chantiers et Vinci intervient dans certains d'entre eux. En septembre 2013, des documents transmis par l'ambassade du Népal font état de la mort d'au moins 44 ouvriers népalais travaillant sur les chantiers de construction dans des conditions proches de l'esclavage.
En octobre 2013, une délégation internationale de syndicats de travailleurs du bâtiment appartenant à la Confédération syndicale internationale (CSI) a souhaité accéder aux chantiers sur le principe de contrôles inopinés. Ce droit leur a été refusé. D'après des informations locales, le droit du travail local ne serait pas respecté : aucune plainte d'un ouvrier n'a été enregistrée, et, en cas de plainte, l'ouvrier est expulsé.
Fin 2013, le quotidien britannique The Guardian relaie l'estimation de la CSI qui déclare qu'au rythme actuel des décès sur les chantiers, 4 000 ouvriers mourront avant l'inauguration de la compétition. Le journal dénonce l'« exploitation et les abus s'apparentant à de l'esclavage moderne » que connaîtraient les ouvriers, privés de leur passeport, en attente d'être payés et entassés à 12 dans des chambres d'hôtel insalubres. Sharan Burrow, secrétaire général de la CSI, affirme alors : « Sans les changements nécessaires, plus d'ouvriers mourront à construire les infrastructures de la Coupe du monde que de footballeurs qui fouleront les pelouses lors de ce Mondial. »
Le Monde, en octobre 2013, publie un reportage sur le quotidien de ces ouvriers, qui travaillent onze heures par jour, six jours par semaine, parfois sous une chaleur jusqu'à 50 °C.
En février 2014, selon un rapport du comité de coordination népalais Pravasi et The Guardian, quatre cents ouvriers népalais et cinq cents ouvriers indiens sont morts sur les chantiers de la Coupe du monde,.
En mai 2014, The New Republic reprend l'estimation de ESPN selon laquelle, « à la cadence actuelle », 4 000 travailleurs immigrés mourront d'ici au début de la Coupe du monde de 2022, en soulignant que « le plus effrayant » de cette estimation, c'est que le Qatar n'en est qu'au tout début des travaux nécessaires. Un seul nouveau stade a en effet été mis en chantier, alors que 12 nouveaux stades doivent être construits d'ici à 2022 : que se passera-t-il, se demande The New Republic, lorsque, comme toutes les nations organisatrices, le Qatar sera en retard sur le planning prévu ?
Face à ces accusations, le Qatar promet l'abolition du système de parrainage qui met les travailleurs étrangers à la solde de leurs employeurs (la règle du sponsor interdit aux employés étrangers, y compris les Occidentaux, de rompre leur contrat sans l'autorisation d'un tuteur, qui se trouve être dans la plupart des cas leur patron).
En juin 2015, la BBC estimait le nombre de morts sur les chantiers qatariens à un chiffre proche de 1 800 en l'espace de trois années, rien que pour les travailleurs venus d'Inde, du Népal et du Bangladesh, alors même que des ouvriers égyptiens ou philippins travaillent aussi sur les chantiers du Qatar, pour lesquels le nombre de morts n'a pas fait l'objet de décompte particulier.
En 2016, l'Église catholique condamne le « traitement inhumain dont sont victimes les travailleurs ». Le cardinal Rainer Woelki appelle ainsi au boycott de la Coupe du monde et accuse la FIFA de ne pas prendre en compte les protestations des défenseurs des droits de l'Homme.
En septembre 2018, en plus des mauvaises conditions de travail des ouvriers, il est révélé que certains d'entre eux ne sont pas payés depuis des mois. À ce sujet, la fédération internationale du football a jugé le rapport comprenant ces informations comme « fallacieux », en indiquant qu’il n'est « en rien lié à la FIFA et à la Coupe du monde 2022 ». Le ministère qatarien du Travail a publié un communiqué signalant que la société Mercury MENA ne travaillait plus dans le pays et qu’une enquête est mise en place avec des possibles conséquences juridiques.
Le 29 mars 2019, la société Vinci a démenti les accusations de l'ONG française Sherpa concernant les conditions des travailleurs migrants en indiquant le résultat d'un audit indépendant réalisé par la Fédération syndicale mondiale des Travailleurs du Bâtiment qui fait état des bonnes pratiques. Le 9 novembre 2022, à la suite de la plainte déposée par Sherpa, du Comité contre l'esclavage moderne (CCEM) et de 12 anciens travailleurs migrants, une filiale de Vinci, Vinci constructions grands projets (VCGP), est mise en examen dans le cadre de l'enquête sur les conditions de travail de ses ouvriers au Qatar.
Les estimations externes sont difficiles en raison du manque d’informations fournies par les autorités qataries et celles des pays d’origine des travailleurs migrants. En février 2021, The Guardian estime, en citant notamment une étude scientifique, que plus de 6 500 ouvriers sont morts sur les chantiers depuis 2010 d'après des données récoltées auprès des gouvernements de l'Inde, du Pakistan, du Népal, du Bangladesh et du Sri Lanka. Une partie importante des décès serait liée à la construction d’infrastructures pour la Coupe du Monde. Le bilan pourrait même être supérieur car les données d'autres pays, comme les Philippines ou le Kenya, n'ont pas été recueillies. Les principales causes de décès sont les fortes chaleurs, les chutes et les insuffisances cardiaques.
En novembre 2022, le Qatar reconnaît la mort de « 400 à 500 travailleurs migrants » sur les chantiers du mondial.
Alors que les autorités qatariennes affirment que 37 travailleurs sont morts dans la préparation de la compétition, le journal The Guardian annonce en février 2021 qu'en réalité au moins 6 750 travailleurs étrangers sont morts depuis 2010 durant les préparatifs du mondial,. Ce nombre est sujet à caution et n’est habituellement pas réutilisé par les ONG concernées par la situation des travailleurs migrants au Qatar, car il ne prend pas en compte les décès de la fin l'année 2020 et de l'année 2021, et ne fait pas de distinction entre les travailleurs en bâtiment et les travailleurs de bureau : les ONG parlent plus volontiers de plusieurs milliers de morts de travailleurs immigrés.
Le 29 novembre, le chef de la coupe du monde au Qatar, Hassan Al-Thawadi, affirme que le nombre de morts liés aux travaux serait entre 400 et 500 personnes, soit un nombre de décès bien supérieur à ceux précédemment annoncé par le gouvernement qatari.

### Condition des femmes
Lors de la finale de la coupe du monde des clubs de la FIFA 2020 qui s'est déroulée au Qatar le 11 février 2021, les arbitres féminines auraient été dissuadées de saluer le prince Joaan bin Hamad al-Thani au cours de la cérémonie de remise des médailles. Cette polémique soulève des interrogations sur la condition féminine durant cette coupe du monde.
Gabriel Malika, auteur du roman Qatarina dénonçant la tenue de la coupe du monde au Qatar, soulève des doutes quant à la liberté, notamment vestimentaire, des supportrices. La supportrice croate Ivana Knöll, influenceuse et finaliste de l'élection de Miss Croatie, a quelque peu défié le dress code très strict du Qatar en portant une minijupe, legging moulant et décolleté plongeant aux couleurs de la Croatie,,.

### Homosexualité criminalisée
Le footballeur australien Josh Cavallo se dit « attristé » par le fait que la Coupe du monde se déroule au Qatar, un pays dans lequel l'homosexualité est toujours criminalisée - et passible de la peine de mort pour les personnes de confession musulmane.
En matière de droits LGBT, si officiellement le Qatar « accueillera tous les fans de foot quelle que soit leur orientation sexuelle », à la fin de la compétition la répression qui vise les personnes LGBT dans le pays reprendra.

### Écologie
Afin d'accueillir la Coupe du monde, le pays a construit des stades ouverts climatisés couteux en énergie étant donné le climat du Qatar. Par ailleurs, les capacités hôtelières du Qatar étant insuffisantes, ce ne sont pas moins de 160 vols quotidiens qui seront réalisés entre Doha et les pays voisins pour loger les supporters.
Selon la FIFA, les émissions de CO2 sont dues pour 52 % au transport, 20 % au logement, 18 % aux constructions permanentes, 4,4 % aux constructions temporaires et 5,6 % pour d'autres raisons.
L'empreinte carbone liée à l'événement est estimée à 3,6 Mt de dioxyde de carbone, ce qui représente le double par rapport aux éditions précédentes de la coupe du monde en Russie et au Brésil,.

### Tentatives de boycott
En raison des nombreux problèmes sociaux et écologiques suscités par cette organisation, des voix s'élèvent et appellent à son boycott. Ainsi, en France et en Belgique, de nombreuses municipalités renoncent, en signe de protestation, à installer le moindre écran géant sur la place publique pour diffuser les matches de la compétition comme c'était le cas lors des précédentes coupes du monde,,. D'anciens joueurs prennent également position, comme Philipp Lahm (capitaine de la sélection championne du monde 2014 et directeur de l'Euro 2024) ou Éric Cantona qui, en refusant de se rendre au Qatar pour l'un et en ne regardant pas la compétition pour l'autre, boycottent ainsi à leur manière l'événement,,.
En outre, malgré les appels à un boycott, six français sur dix ont suivi au moins un match, qui a augmenté les revenus publicitaires des chaînes de télévision.

### Interdiction des signes de protestation et des messages politiques ou commerciaux par la FIFA
Avec l'accord de leur fédération, plusieurs équipes nationales souhaitent faire des gestes portant des messages de protestation, bien que ce type de manifestation ne soit pas autorisé par la FIFA. Ainsi, sept fédérations avaient prévu que leur capitaine porterait un brassard « one-love » mais celui-ci a été interdit et les fédérations ont été contraintes de renoncer à cette initiative.
Par ailleurs, sur le nouveau maillot « extérieur » de la Belgique, présenté en août 2022, s'affiche initialement la mention « love » à l'intérieur du col. Or cette inscription pose problème car elle est assimilée à un message commercial, ce que le règlement de la FIFA interdit. La RBFA a dû faire retirer ou masquer l'inscription litigieuse afin de se mettre en conformité. De la même façon, la fédération danoise a été rappelée à l'ordre par la FIFA avant le tournoi, en raison de messages critiques, jugés à connotation politique par le FIFA, qu'elle envisageait de faire figurer sur les tenues d'entraînement des joueurs à l'emplacement de certains des logos habituels des sponsors de l'équipe. Afin d'éviter toute sanction, la DBU a accepté de se plier au règlement et a renoncé à afficher ces messages. Hummel, l'équipementier danois de l'équipe nationale a toutefois décidé malgré tout d'estomper son logo sur le maillot du Danemark durant la compétition en signe de protestation.

### Interdiction de la vente et consommation d'alcool
En mars 2012, le Qatar, bien qu'ayant l'Islam comme religion officielle d'État et la Charia comme principale source d'inspiration juridique, a fait savoir par la voix de Hassan Al Thawadi, secrétaire général du Comité d’Organisation, que l'alcool ne serait pas banni durant la Coupe du monde. En attendant la date de la manifestation sportive, la tendance locale semble pourtant être au durcissement des restrictions en matière d'alcool, puisque après en avoir interdit la consommation sur l'île artificielle Pearl Qatar, l'émirat l'a interdite aussi aux abords des plages et des piscines.
Le vendredi 18 novembre 2022, la vente d'alcool est interdite dans les stades après un changement de règlement deux jours avant le premier match, revenant sur la promesse de ne pas bannir l'alcool. Cet événement met en porte-à-faux le sponsor Budweiser qui a l'exclusivité des ventes de bières pour l'événement sportif,.

### Accusation de faux supporters
Durant les deux semaines précédant la compétition, des images de liesse de groupes de supporters sont massivement diffusées dans les médias et sur les réseaux sociaux par la FIFA, le Qatar et des influenceurs. D'après une enquête du Daily Express, journal anglais, les groupes de supporters seraient majoritairement composés d'Indiens se revendiquant supporters des sélections favorites du Mondial (Argentine, France, Brésil, Angleterre, Portugal…) et seraient payés par le Qatar pour diffuser ces images de liesse populaire. Toutefois, cette hypothèse est rejetée par certains de ces supporters indiens présents au Qatar, ceux-ci affirmant que l'Inde n'étant pas qualifiée mais étant fans de football, les « gens choisissent donc l’équipe qu’ils veulent soutenir ».